# Ford Mustang
Pour les articles homonymes, voir Ford Mustang (homonymie) et Mustang.
La Ford Mustang est un modèle d'automobile construit par Ford depuis 1965. Fait unique pour la marque Ford, les Mustang arborent leur propre logotype de calandre — un mustang au galop — à la place de celui du constructeur. Tous modèles confondus, cette voiture atteint les dix millions d'exemplaires vendus dans le monde en août 2020. Les premiers exemplaires sont vendus en février 1965.

## Présentation
Le 17 avril 1964 Ford, second constructeur mondial, présente à la foire mondiale de New York sa Mustang. Ford a en quelque sorte réinventé l'automobile pour les jeunes Américains issus du baby boom et blasés des grosses voitures, lourdes et massives. Lee Iacocca, alors directeur général de Ford, avait depuis longtemps la vision d'une petite voiture sportive qui envahirait les rues comme la Coccinelle de Volkswagen en Europe. Au lieu de faire une énième version d'une voiture déjà existante, Ford met sur roues le concept de pony car. La créant au départ comme un coupé deux places dans la plus pure tradition européenne, Lee Iacocca se rend compte que le succès dépend en grande partie du volume des ventes ; ainsi, pour économiser les coûts de développement, les premières versions sont directement basées sur la Ford Falcon familiale. La Mustang est alors dotée en série d'un moteur de 6 cylindres en ligne de 2,8 L ou, en option, d'un V8 de 4,3 L ou d'un 4,7 L. Elle est disponible en coupé hardtop ou en cabriolet — la carrosserie fastback apparaît en 1965. Il y a du chrome en abondance, ce qui la rend des plus attrayantes pour les jeunes. De nombreuses options sont disponibles pour agrémenter la voiture, le but étant que chacun ait une Mustang unique. Elle est en concurrence avec la Plymouth Barracuda sortie deux semaines plus tôt mais qui ne connaît pas l'immense succès de la Mustang.
Une rumeur attribue le nom de Mustang à John Najjar, un des concepteurs de la Mustang prototype I, qui aurait proposé ce nom d'après l'avion P-51 Mustang qu'il admirait particulièrement. C'est une légende, comme le précise le livre officiel de Ford sur les Mustang : le nom provient de la race de chevaux du même nom, d'où le logo.

### Famille Mustang
En novembre 2019, Ford déclare vouloir lancer une « famille Mustang » (« Mustang Family » selon le constructeur) de modèles reprenant les traits stylistiques de la Mustang. Le 18 novembre 2019, la marque présente la Mustang Mach-E, dont le nom fait référence à la Mustang Mach 1 de 1969, premier modèle électrique du constructeur et premier modèle à reprendre le nom Mustang pour un SUV. Son prix sera de 50 000 à 70 000 euros.

## Ford Mustang I (1964)
À l'image de l'industrie automobile américaine, le « petit » coupé de chez Ford sortit en de nombreuses versions. Les trois principales carrosseries sont :
- Coupé : version standard du Pony car
- Cabriolet : version à toit en toile du Coupé
- Fastback : aussi appelé Sportsroof dès 1969, il s'agit en fait d'un toit prolongé, presque jusqu'au bout du coffre. Cela donne à la Mustang un côté encore plus dynamique.

Ensuite vinrent toutes les séries spéciales, équipées de moteurs plus ou moins puissants et d'ajouts esthétiques tels que les « Boss », les « Shelby » ou encore les « California Special ».

Le directeur des relations extérieures et des compétitions (depuis 1963) de Ford France, Henry Chemin, fit beaucoup pour la notoriété du modèle, l'engageant au Rallye Monte Carlo (pilotée par Johnny Hallyday) et la faisant apparaître dans de nombreux films, Un homme et une femme de Claude Lelouch bien sûr, mais aussi Le Gendarme de Saint-Tropez de Jean Girault.
Lors de ce film, c'est un exemplaire de présérie qui servit au tournage, le premier modèle arrivé en France via le port d'Anvers. Son numéro de série est 100145, ce qui signifie que c'est la 145e voiture sortie d'usine le premier jour du démarrage de la production en chaîne, le 5 mars 1964 à Dearborn (Michigan). Ce fut la première apparition de la Mustang dans le cinéma mondial, juste avant Goldfinger. Les films français où elle apparaît sont nombreux et beaucoup de Français, même parmi les non-connaisseurs, connaissent la Mustang.

### 1964-1965
La Ford Mustang commença sa carrière le 17 avril 1964 mais cela ne l'empêcha pas de faire une entrée fracassante : 22 000 unités furent écoulées le premier jour de sa sortie. Elle écrasa littéralement les scores de la Plymouth Barracuda que la firme du groupe Chrysler se targuait d'avoir sortie deux semaines plus tôt. Un vrai mythe était né, avec une allure branchée, un prix de seulement 2 368 dollars (soit 19 760 dollars américains de 2020 en prenant en compte l'inflation) dans sa version basique équipée d'un six cylindres en ligne de 2,8 L accouplé à une boîte manuelle trois rapports. Seuls un moteur six cylindres et deux V8 étaient disponibles. La carrosserie Fastback sort plus tard, à la mi-1964.
Ford innova en ce sens que le modèle 65 démarra officiellement le 17 avril 1964, c'était une première et toutes ces Mustang furent estampillées « modèle 65 », ce sont les collectionneurs qui plus tard nommeront ce premier modèle « 64 1/2 » pour refléter les caractéristiques différentes des voitures produites d'avril au 31 juillet 1964. C'est donc cinq mois après sa sortie que l'année modèle 1965 commença réellement, et la liste des moteurs changea complètement. La différence principale entre les deux est que la dynamo des 1964 1/2 fut remplacée par un alternateur (comme sur toutes les Ford). C'est aussi l'année de sortie de la fameuse Mustang GT, dénommée « GT Equipement Package » chez le vendeur. Elle était commandée la plupart du temps avec le V8 4,7 L de 225 ch. On y trouvait des feux antibrouillards sur la face avant, des décalcomanies sur les bas de caisse, des freins à disque à l'avant et un tableau de bord à cinq compteurs ronds délaissant le tableau linéaire emprunté à la Falcon.
- L6 2,8 L de 101 ch (1964 1/2 seulement)
- L6 3,3 L de 120 ch (89 kW ; 122 PS) "T-code"
- V8 4,3 L de 164 ch (1964 1/2 seulement)
- V8 4,7 L, carburateur double-corps, de 200 ch (150 kW) "C-code"
- V8 4,7 L, carburateur 4 corps, de 210 ch « D-code » (1964 1/2 seulement)
- V8 4,7 L, carburateur 4 corps, de 225 ch « A-code »
- V8 4,7 L Hi-Po, carburateur Autolite 4100 à 4 corps, de 271 ch « K-Code » (mars 1964 à juin 1967)
- V8 4,7 L, carburateur Holley 715 CFM à 4 corps, de 306 ch (Shelby GT-350)
- V8 4,7 L de 350 ch (GT-350R)
- V8 4,7 L de 380 ch (GT-350R Paxton)

Production
- Coupé : 501 965 exemplaires
- Cabriolet : 101 945 exemplaires
- Fastback : 77 079 exemplaires

### 1966

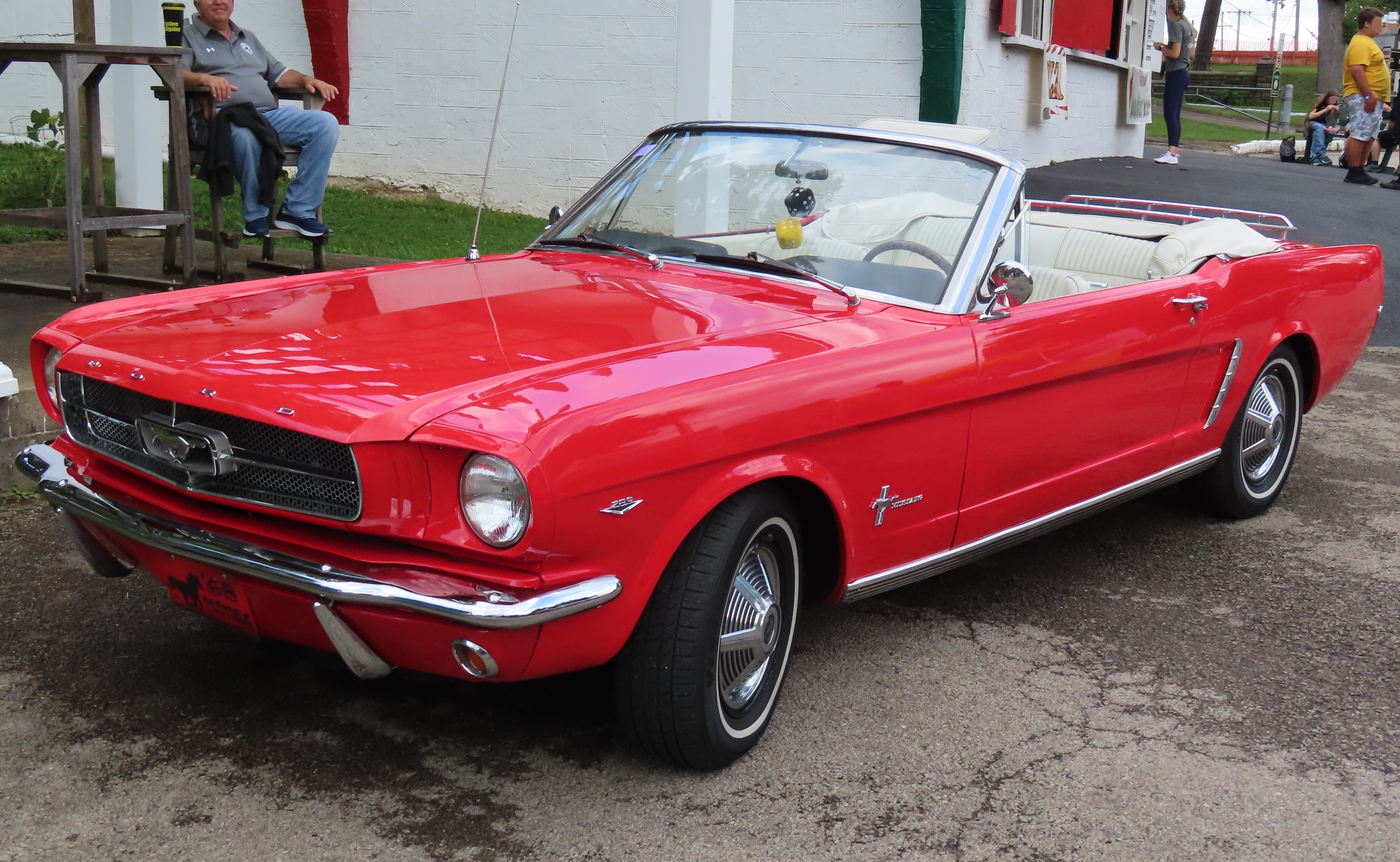
Ford Mustang Cabriolet de 1965.

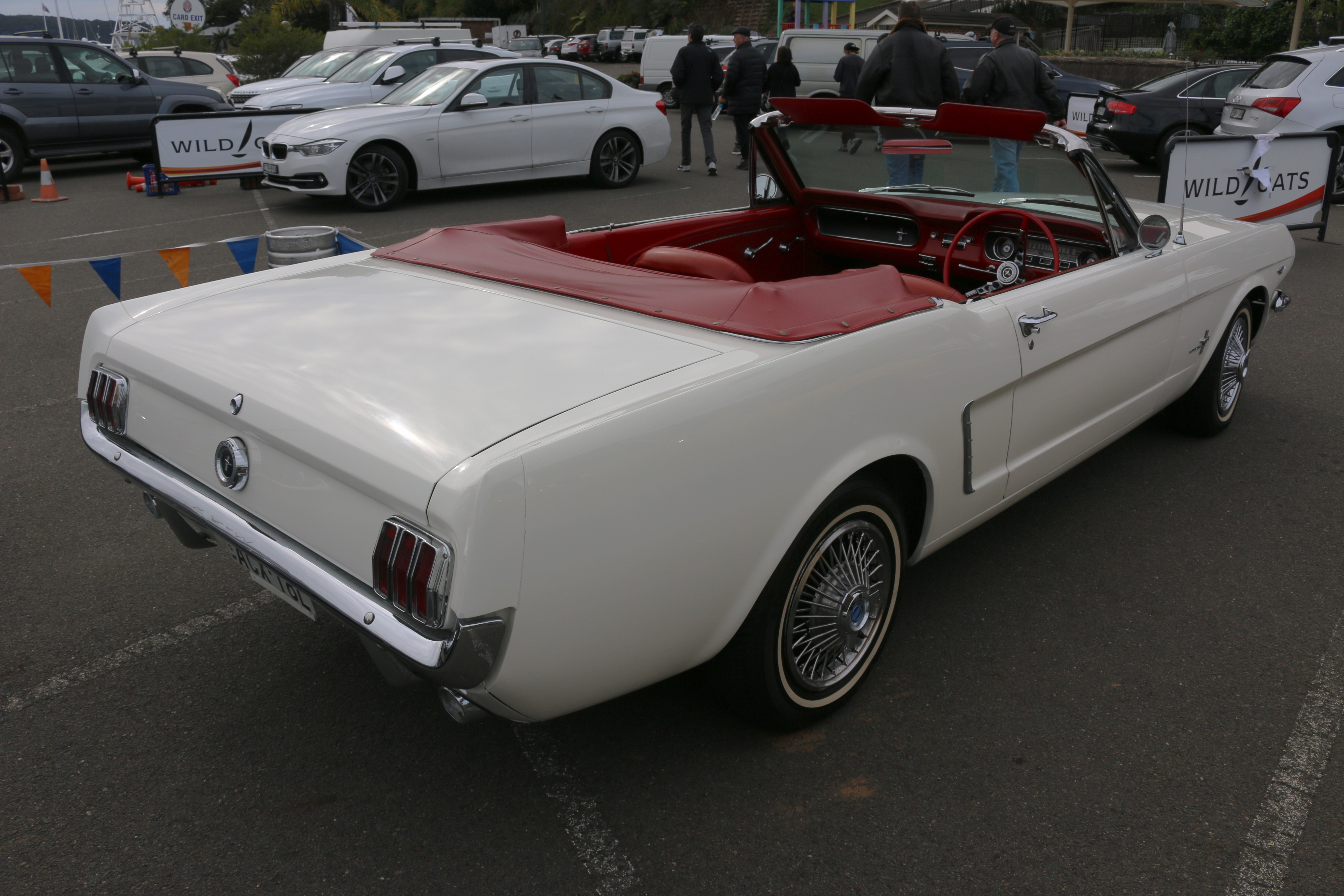
Vue arrière.

On observe peu de changements pour ce modèle 1966 ; l'agencement des cadrans du tableau de bord fut modifié pour la séparer encore plus de son empreinte de Ford Falcon. En 1965, la calandre se composait de l'emblème entouré d'un corral avec une barre sur chaque côté, ces barres furent retirées en 1966. La Shelby GT-350 était toujours disponible mais l'ajout d'une boîte automatique l'éloigna quelque peu de son image de voiture de course. De plus, elle était à présent disponible en quatre couleurs dont la mythique noir et or préparée spécialement pour la société de location Hertz.
Anecdote amusante, lorsque Ford décida de vendre sa Mustang en Allemagne, ils découvrirent que le nom était déjà déposé par une société allemande. Celle-ci demanda 10 000 dollars à Ford pour pouvoir utiliser leur nom, ce que la firme américaine refusa. Elle décida alors de retirer tous les emblèmes « Mustang » et de les remplacer par « T-5 ».
- L6 3,3 L de 120 ch
- V8 4,7 L, carburateur double-corps, de 200 ch« C-Code »
- V8 4,7 L, carburateur 4 corps, de 225 ch « A-Code »
- V8 4,7 L de 271 ch « K-Code »
- V8 4,7 L de 306 ch (Shelby GT-350)
- V8 4,7 L de 360 ch (Shelby GT-350R)

 Production 1966
- Coupé : 499 751 exemplaires
- Cabriolet : 72 119 exemplaires
- Fastback : 35 698 exemplaires

### 1967-1968

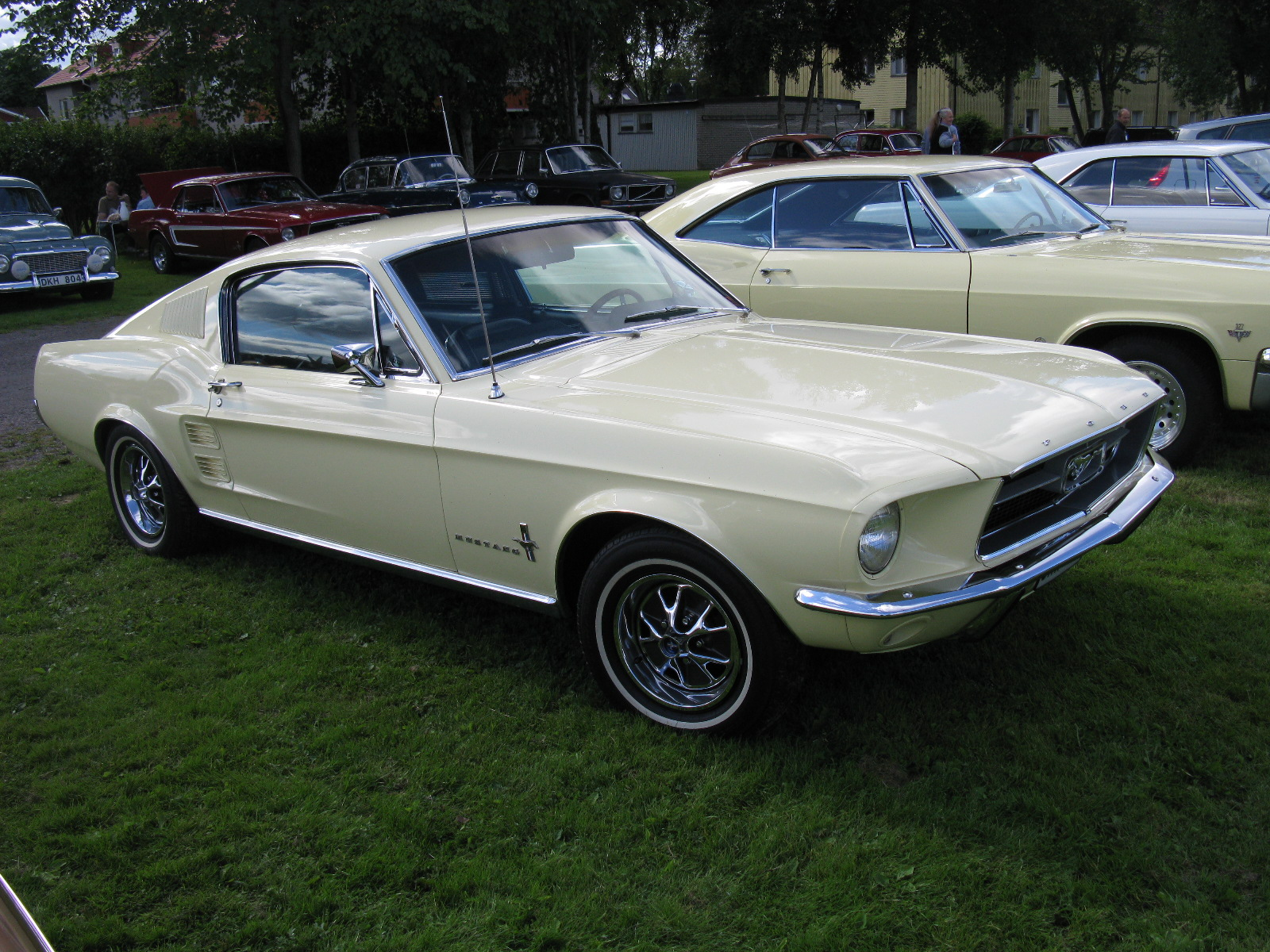
Ford Mustang 1967.

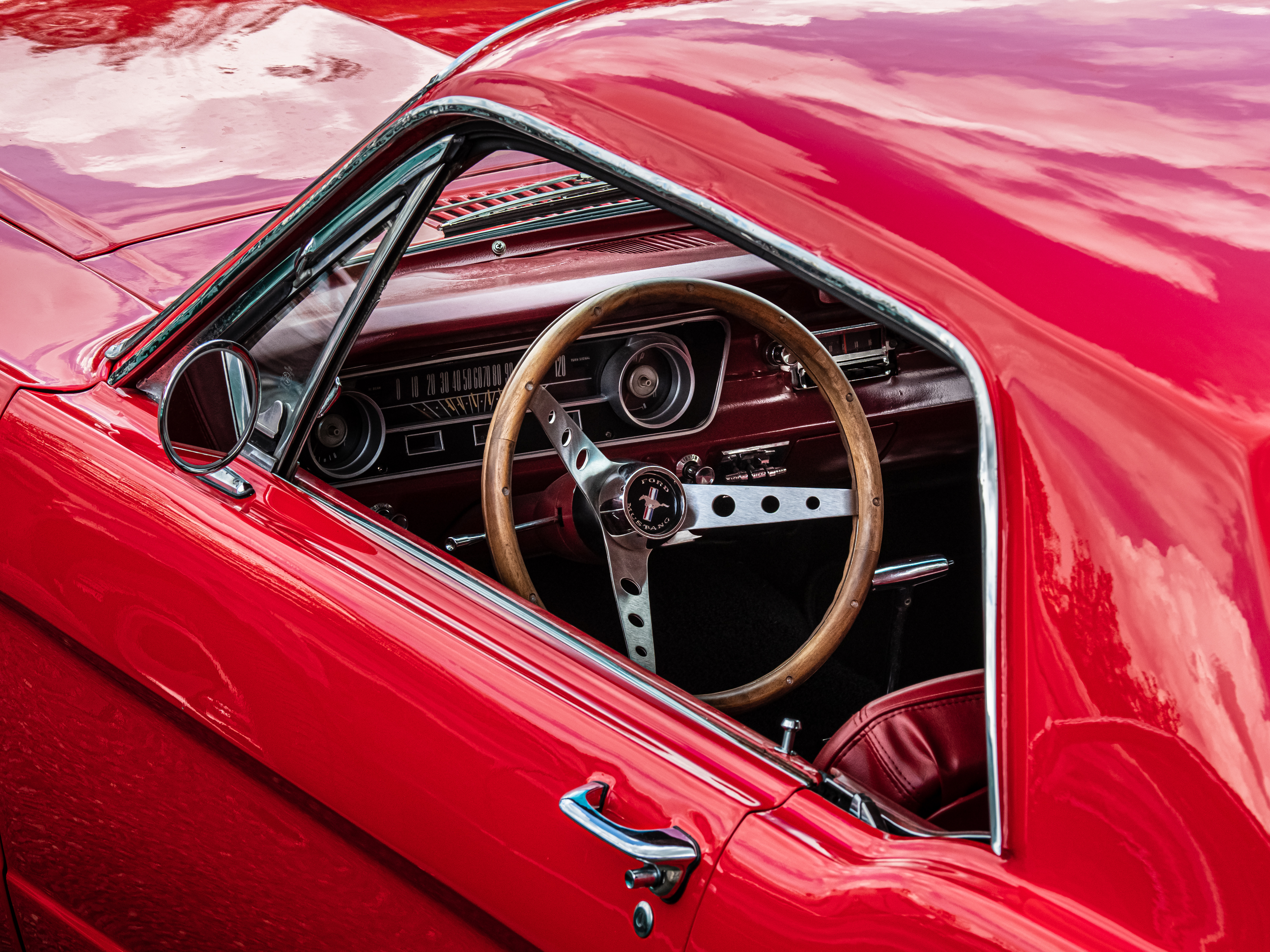
Ford Mustang 1965 volant Grant non d'origine.

La « petite » Mustang, par rapport aux normes américaines de l'époque, n'a cessé de changer de formes d'année en année ; elle a pris du volume, tant au niveau carrosserie que moteur. À chaque année correspondent quelques versions rares préparées par Shelby, la GT 500 KR de 1968 notamment.
En 1966 est lancée la principale rivale de la Mustang : la Chevrolet Camaro. Chevrolet annonce que le nom vient d'un mot d'argot français, « camaro », signifiant « camarade » mais Ford rétorque ironiquement que c'est le nom d'un type de crevette (« Camarón » veut dire « crevette » en espagnol). Chevrolet dira alors qu'un Camaro était « un petit animal vicieux mangeur de Mustang ».
Pour le millésime 1967, Ford prépare sa réponse. Ce millésime marquera une rupture avec les précédents. Bien que l'allure générale demeure la même, on note une augmentation de l'agressivité et de la sportivité (calandre plus grande, regard moins doux, taille augmentée...) et ce notamment afin d'installer le V8 6,4 L de 320 chevaux, un de ces big-blocks, pour concurrencer le 6,5 L de la Chevrolet. Le 390 offre de bonnes accélérations mais peine à prendre du régime, plus lourd de 100 kg par rapport au 4,7 L, mais il est tout de même une réussite, car vendu moins cher que ce dernier.
Pendant ce temps, Shelby s'aligne et va se constituer une petite gamme, toujours alignée sur les bases Ford : GT 350, GT500 (à partir de 1967) doté du V8 7,0 L Police Interceptor de 355 chevaux, puis en 1968 apparaît le 428 Cobra Jet, la GT500 avec ce moteur est appelée GT500 KR pour King of Road (« roi de la route »). Considéré comme un modèle d'anthologie, les millésimes 1967-1968 présentent pourtant une érosion de ventes. La Shelby 1967 vue dans le film 60 secondes chrono est en réalité une Mustang modifiée en Shelby pour les usages du film.
|      | Coupé   | Cabriolet | Fastback | Total   |
| ---- | ------- | --------- | -------- | ------- |
| 1967 | 356 271 | 44 808    | 71 072   | 472 121 |
| 1968 | 249 447 | 25 376    | 42 581   | 317 404 |

### 1969-1970

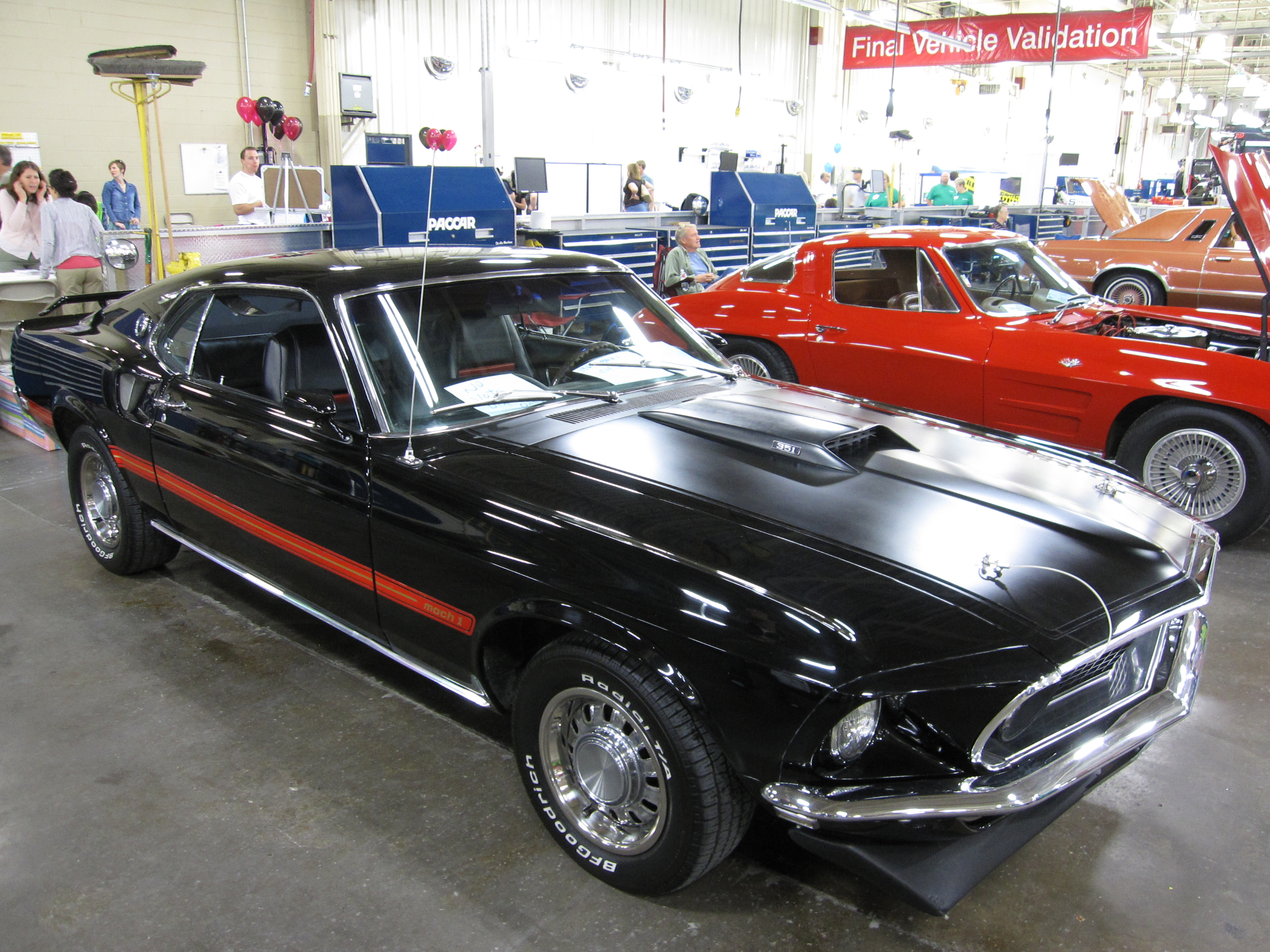
Ford Mustang Mach 1 de 1969.

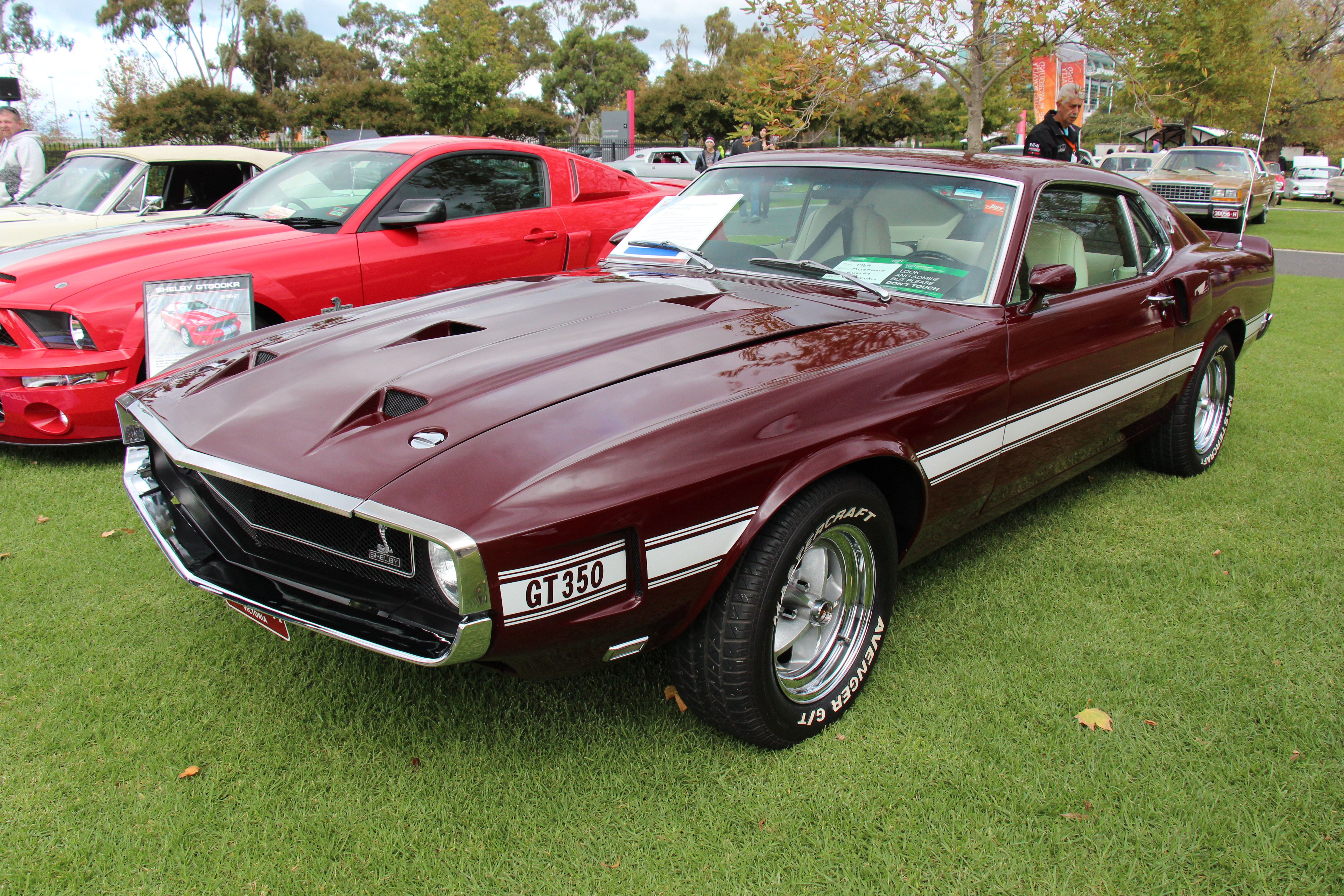
Shelby Mustang GT350 "SportsRoof" 1969.

1969 est une année de transition entre deux modèles de carrosseries de la première génération de Mustang mais aussi entre la Mustang « pony car » et la Mustang « muscle car ».
Si les coupés et cabriolets ne subissent que peu de modifications, avec une fausse prise d'air orientée vers l'arrière et une allure plus agressive, c'est le « fastback », désormais nommé « sportsroof » (« toit sport »), qui est le plus modifié.
Plus basse, ligne tendue avec un toit toujours plus fuyant, des prises d'air réduites prenant place devant les ailes au niveau de la ceinture de caisse suivant les finitions. Ce type de carrosserie préfigure celle de la deuxième grosse évolution esthétique des Mustang, et sera utilisée pour les versions Mach 1.
Les caractéristiques communes aux deux variantes de carrosseries sont :
- la calandre, qui voit disparaître le corral, remplacé par un logo du type de celui présent sur les ailes avant les années précédentes - les feux avant sont pour la première fois au nombre de quatre, dont deux dans la grille, les feux en extrémité d'ailes sont plus reculés que les années précédentes ;
- le panneau arrière, légèrement incurvé, s'incline vers l'avant, avec des feux au relief plus marqué.

1970 marque l'année de la généralisation de la base sports roof de l'année précédente pour les trois types de carrosserie, avec disparition complète des fausses prises d'air latérales.
La modification la plus flagrante se situe au niveau de la calandre, dont les feux prennent maintenant position dans la calandre, de fausses prises d'air les remplaçant aux extrémités d'ailes. Le panneau arrière présente des feux arrière renfoncés et devient plat.

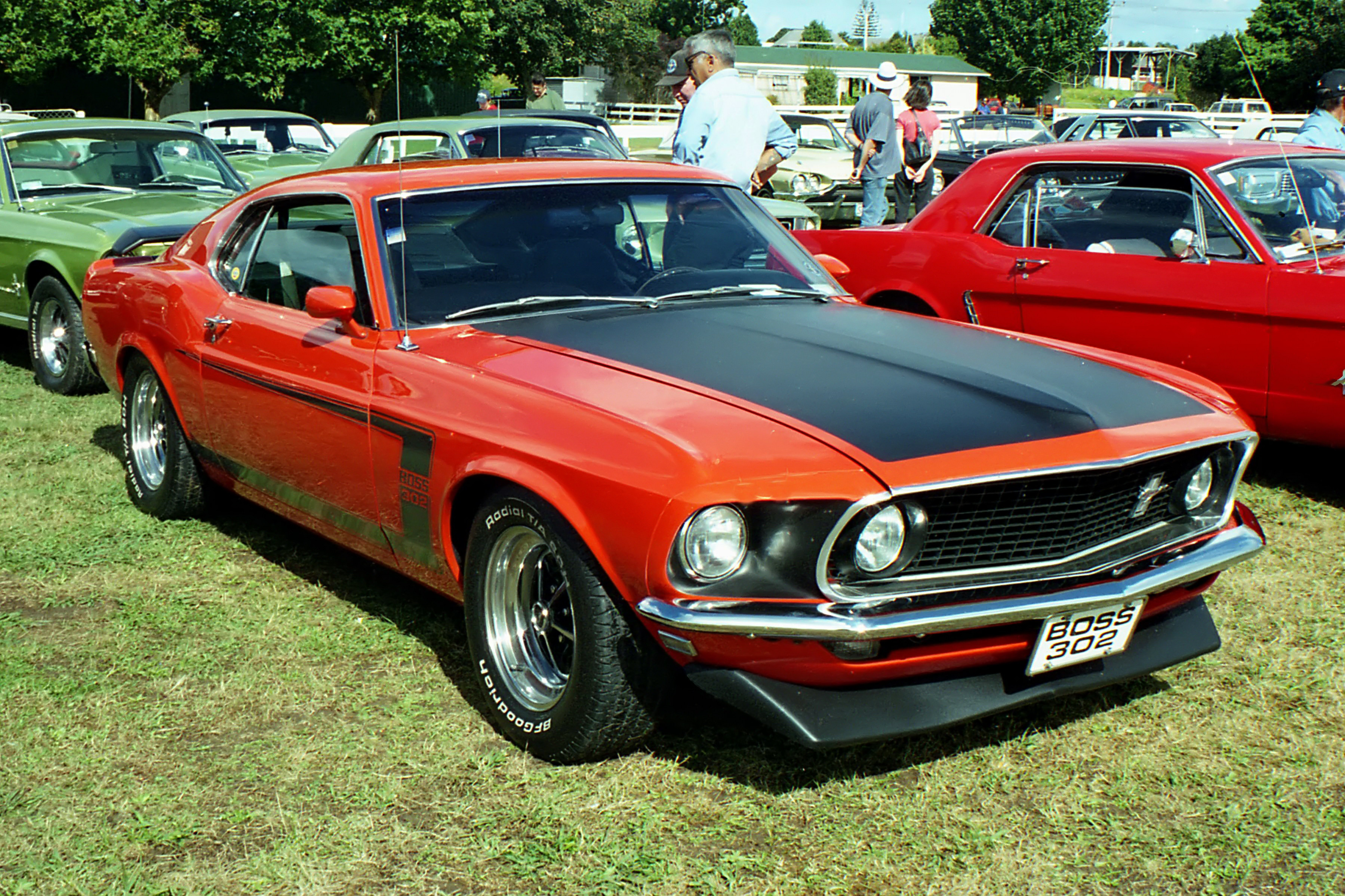
Ford Mustang Boss 302 de 1969

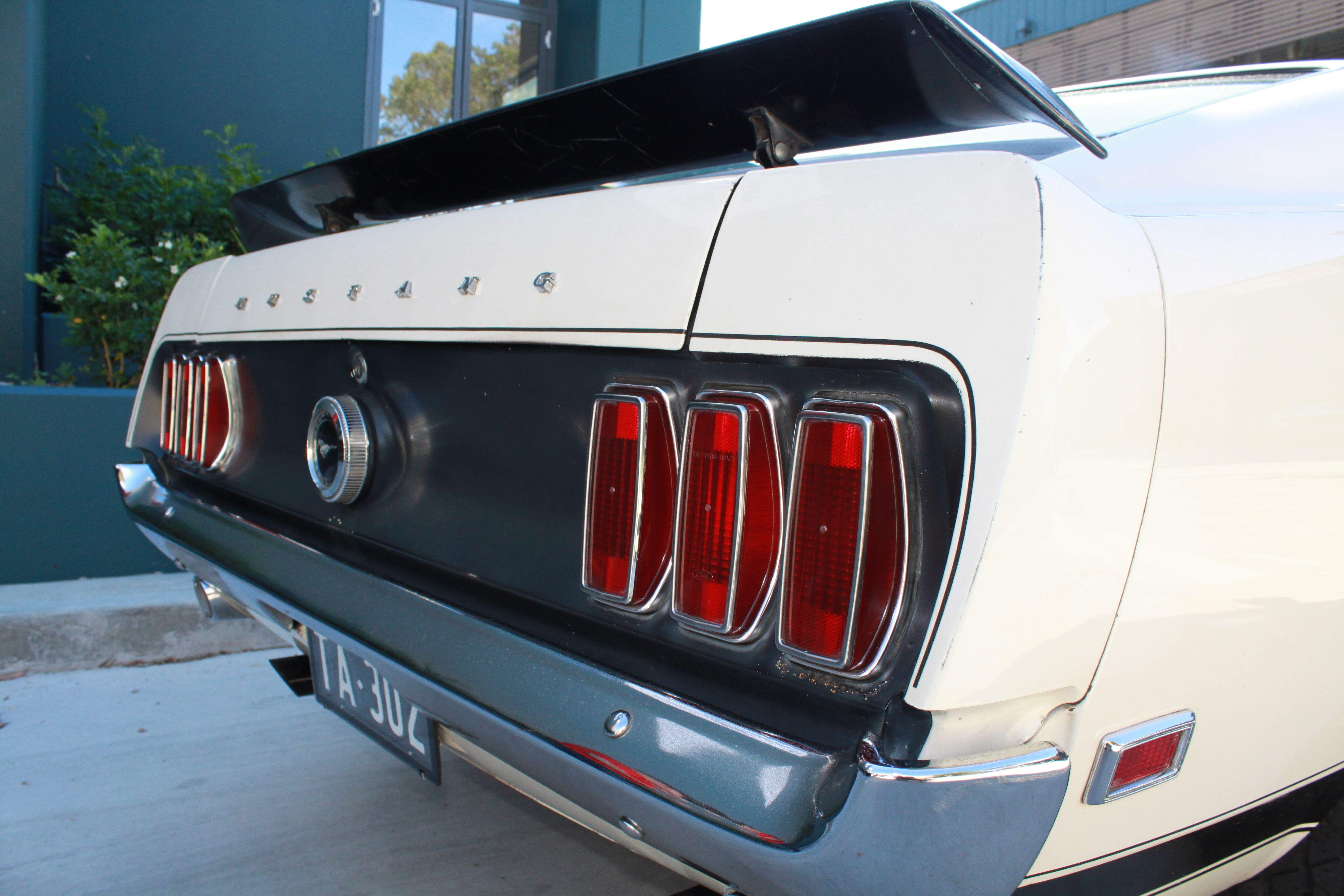
vue arrière d'une Ford Mustang Boss 302 de 1969

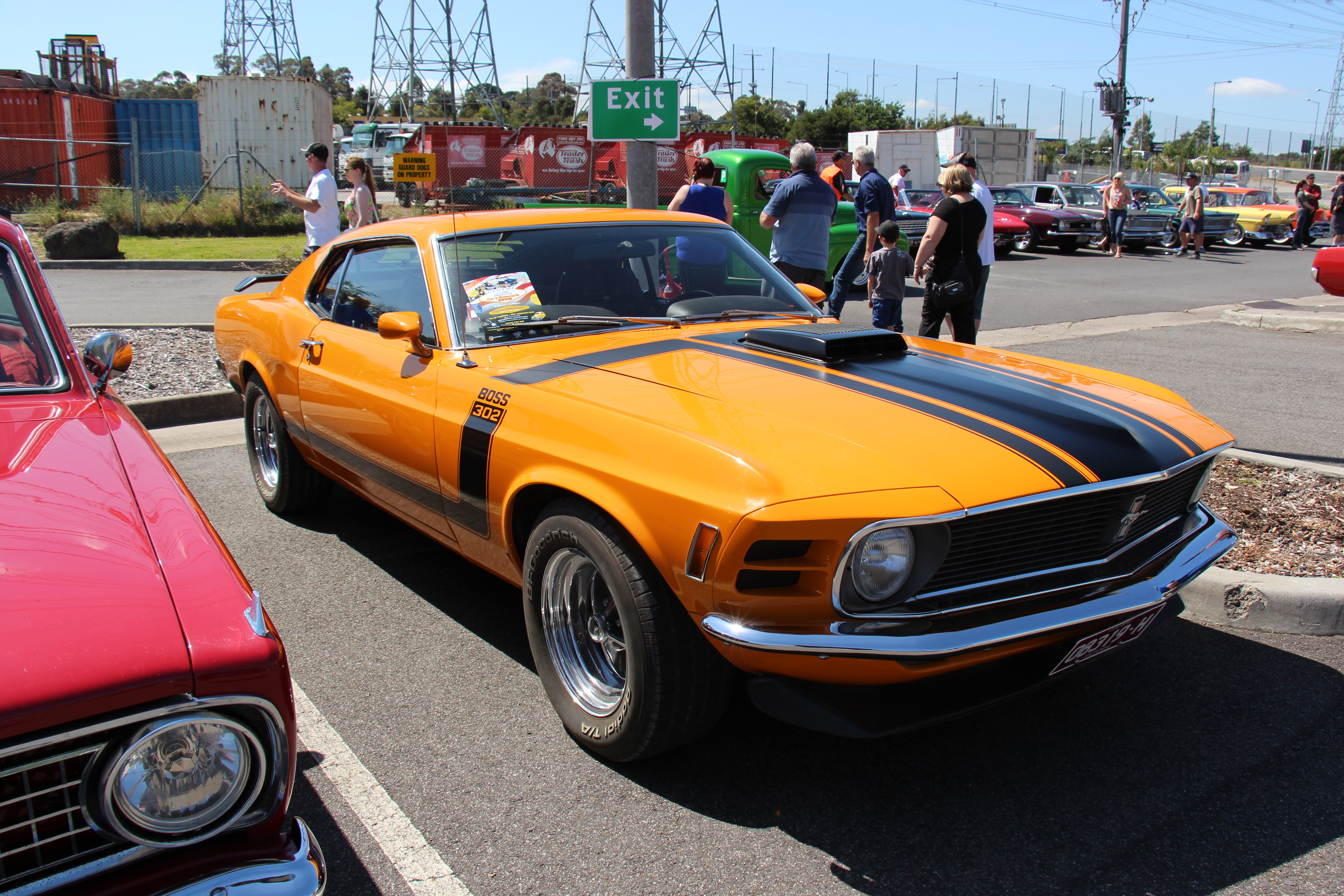
Ford Mustang Boss 302 de 1970

La Mustang Boss 302 est une voiture sportive due au célèbre Semon Knudsen, surnommé “Bunkie”. Afin de proposer ce qu’il y a de meilleur, il confie le design au talentueux Larry Shinoda et la confection de la motorisation à l’équipe Kar Kraft pour son modèle Boss 302 et à l’équipe Ford Engineering pour la Mustang Boss 302. Le nom choisi pour ce nouvel engin est dû à Shinoda, qui souhaitait transmettre par là un message clair aux fans d’automobile. Si la “Boss 429” est un véritable monstre du bitume, la “Boss 302” est plus civilisée afin que le projet soit adapté à un public plus large. Pour le design extérieur, le capot de la Mustang Boss 302 est teint en noir mat sur tous les modèles de coloris différents, avec trois écopes au centre. Les ailes se situent à hauteur égale et un léger repli de la carrosserie s’observe sur toute leur longueur. A leurs extrémités se trouve un renfoncement où viennent se loger les feux d’éclairage. La calandre du panneau avant est de couleur noire et prend la forme d’une multitude de carreaux. De part et d’autre, il y a des feux d’agrément avec l’étalon de la marque à droite. L’ensemble est souligné par un fin pare-chocs chromé ainsi que d’un protecteur de butoir en plastique noir juste en dessous. Les flancs de la Mustang Boss 302 sont quelque peu travaillés avec une traînée sur la majeure partie de sa longueur, des arcs-de-roue qui ressortent ainsi qu’une double bande, unie d’un seul côté avec l’inscription Boss 302. On ajoute à cela les lettres MUSTANG chromées en majuscules sur le panneau arrière, le trou de serrure avec l’insigne de la marque, la double batterie de trois feux de stop, le pare-chocs en chrome et deux feux antibrouillard.
Pour motoriser le bolide, l’ingénieur en chef Hank Lenox eut la brillante idée de faire un mixte entre deux moteurs conçus par Ford. Il utilisa la base du bloc 302 “Tunnel Port” utilisé pour les courses automobiles et certaines pièces du tout nouveau 351 Cleveland, telles que les culasses, les bielles, les pistons ainsi que le vilebrequin en acier forgé. Dans le but d’optimiser l’alimentation en huile, il décida de compartimenter le carter et de lui ajouter une pompe à huile à haut débit. Pour bien finir le travail, il finalisa le tout avec l’ajout d’un carburateur Holley de 780 cfm, surmonté d’un collecteur d’admission en aluminium. La puissance développée est annoncée à 290 ch alors qu’en réalité, elle s’élevait à 350 ch. Cette décision fut prise pour ne pas affoler les assurances, qui étaient quelque peu réticentes envers un surplus de puissance chez les voitures de sport.
Si le moteur pouvait tourner jusqu’à 7000 tr/min, il fut bloqué à 6150 tr/min. La vitesse de pointe de la Boss 302 est mesurée à 157 km/h avec une accélération de 0 à 100 km/h en 6,9 secondes et le quart de mile est avalé en seulement 14,6 secondes. Le réservoir d’essence peut contenir 61 L afin d’assumer les 11,3 L au 100. Pour la couleur de la carrosserie, la clientèle a le choix entre du blanc, du jaune, de l’orange et du bleu. Ce bolide s’écoula à plus de 8641 exemplaires.

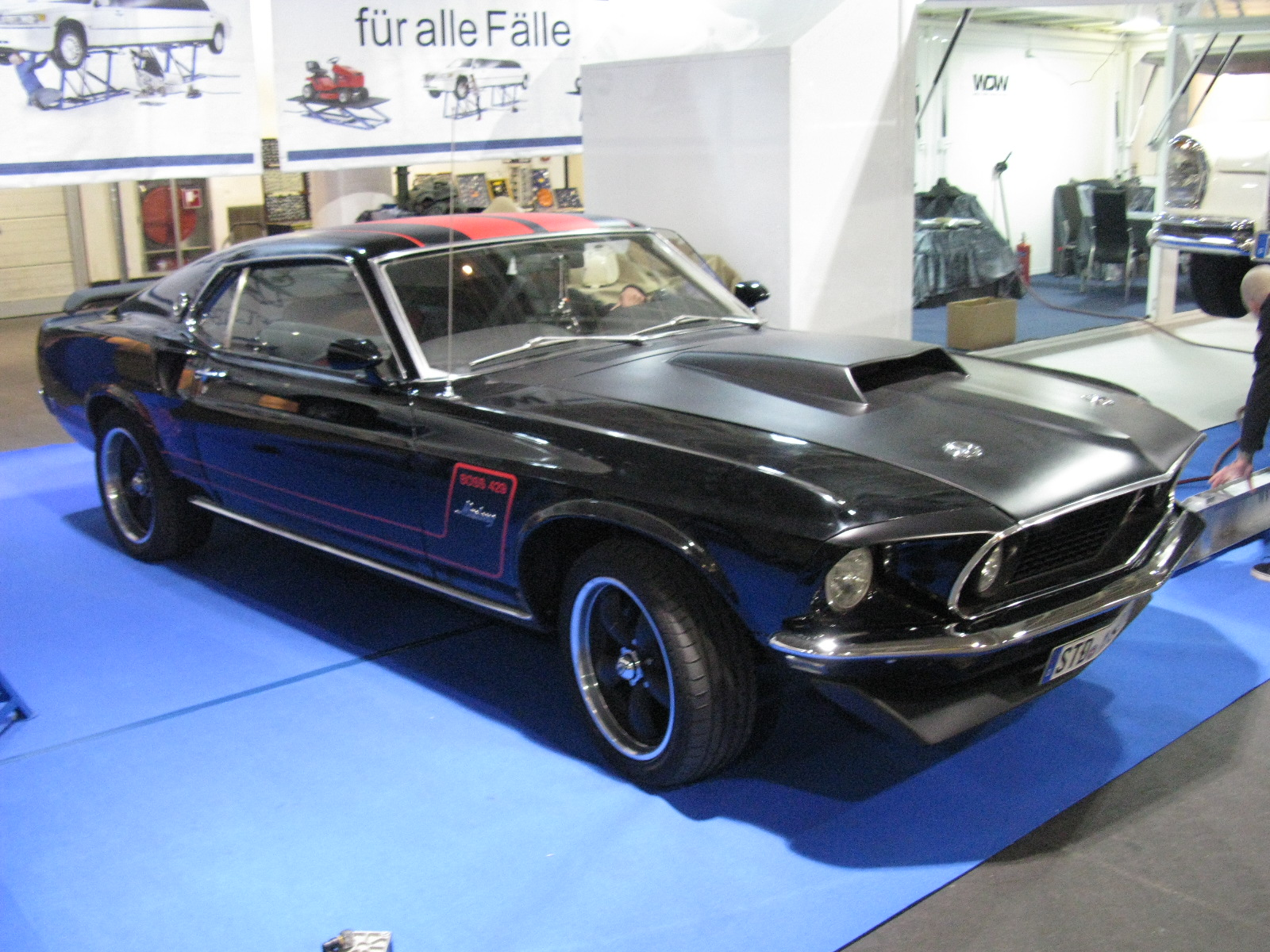
Ford Mustang Boss 429 de 1969

La Mustang Boss 429 passe dans la cour des Muscle-Car avec ses performances très sportives. On doit ce bolide à l’esprit ingénieux du fameux Bunkie. Elle ressemble à une “sportroof” de série dans l’ensemble avec bien sûr, une multitude d’ajouts afin de la personnaliser. On peut remarquer directement une grosse entrée d’air sur le capot à laquelle vient s’ajouter une écope centrale, qui se finit à l’intérieur de cette dernière. Sa calandre n’est que légèrement modifiée avec des feux d’agrément de chaque côté et l’étalon de la marque à sa droite. Les flancs sont quant à eux, moins excentrique avec un clignotant à l’avant et à l’arrière, des arcs-de-roue qui ressortent, une prise d’air près de la portière et une traînée ainsi que l’inscription Boss 429.
Sa poupe reste un classique de la Mustang avec sa double batterie de trois feux, le trou de serrure et les lettres en chrome de la gamme sur la malle et le pare-chocs chromé. Deux feux antibrouillard sont ajoutés de part et d’autre, juste au-dessus des deux sorties d’échappement. Son habitacle se limite à l’arrière par une lunette, à l’avant par un pare-brise et sur les côtés par une vitre amovible accompagnée d’une petite lunette. Pour son design intérieur, Bunkie la dote de celui de la “Mach 1”. On retrouve ainsi les plusieurs plaques en simili-bois sur la planche de bord, sur les contre-portes et la console centrale. De même que les sièges confortweave, l’accoudoir entre les sièges passagers et conducteur, les pédales en métal ainsi que le volant à trois branches.
Côté motorisation, Bunkie fait mettre un énorme moteur de 7,0L sur sa Ford Mustang Boss 429, à tel point qu’il fallut faire passer la batterie à l’arrière pour le loger à l’intérieur du compartiment avant. Il est accompagné d’un carburateur Holley à quatre corps de 735 cfm, ce qui engendre une puissance de 375 ch avec un couple maximal de 664 Nm à 3400 tr/min. La vitesse de pointe est mesurée à 206 km/h, l’accélération de 0 à 100 km/h à 6,8 secondes et le ¼ de mile est avalé en 14,0 secondes. Il dispose d’un réservoir de 76 L de carburant pour assumer les 23 L au 100 en conduite sportive. Pour cette première année de production, les couleurs de la carrosserie varient entre le blanc, le marron, le noir et le rouge. On dénombre 859 unités écoulées en 1969.
Pour le millésime de 1970, on note peu de modifications, si ce n’est la couleur de la prise d’air du capot qui est désormais de teint noir satiné et non de la couleur de la carrosserie. En plus de cela, un moteur code A est proposé afin d’amoindrir les émissions de gaz polluant. De nouvelles jantes Magnum 500s remplacent les anciennes avec un enjoliveur Boss 429 au centre. Les clients ont le choix entre cinq coloris différents pour l’extérieur dont le bleu, le vert, l’orange, le rouge et le bleu. Quant à l’intérieur, cela se résume à seulement blanc ou noir. La marque écoule en tout 499 exemplaires. Dans la même année, Bunkie est licencié après avoir effectué un passage éclair au sein du groupe.
La Boss 429 devint une légende dans le monde de l’automobile grâce à sa motorisation hors normes, son confort intérieur, sa tenue de route, ses lignes acérées et son comportement en conduite sportive.
La gamme se compose de six modèles : Coupé Hardtop, Coupé Grandé (finition « luxe »), Coupé SportsRoof, Convertible (cabriolet), Mach 1 et Boss.
Moteurs :
- L6 3,3 L (200 ci) de 120 ch
- V8 5,8 L (351 ci) « Windsor » pour la Mach 1 en 1969
- V8 5,8 L (351 ci) « Cleveland » pour la Mach 1 en 1970, 250 ch ou 300 ch si carburateur à 4 corps
- V8 4,9 L Boss 302 ci 290 Ch
- V8 5,4 L Boss (329 ci)
- V8 7,0 L Boss 429 ci 375 ch

|      | Coupé   | Cabriolet | Fastback | Mach 1 | Boss 302 | Boss 429 | Total   |
| ---- | ------- | --------- | -------- | ------ | -------- | -------- | ------- |
| 1969 | 150 640 | 14 746    | 61 980   | 72 458 | 1 628    | 859      | 301 452 |
| 1970 | 96 150  | 7 673     | 45 934   | 40 970 | 7013     | 499      | 190 727 |

### 1971-1973

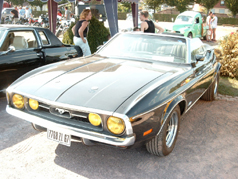
Ford Mustang 1971 décapotable.

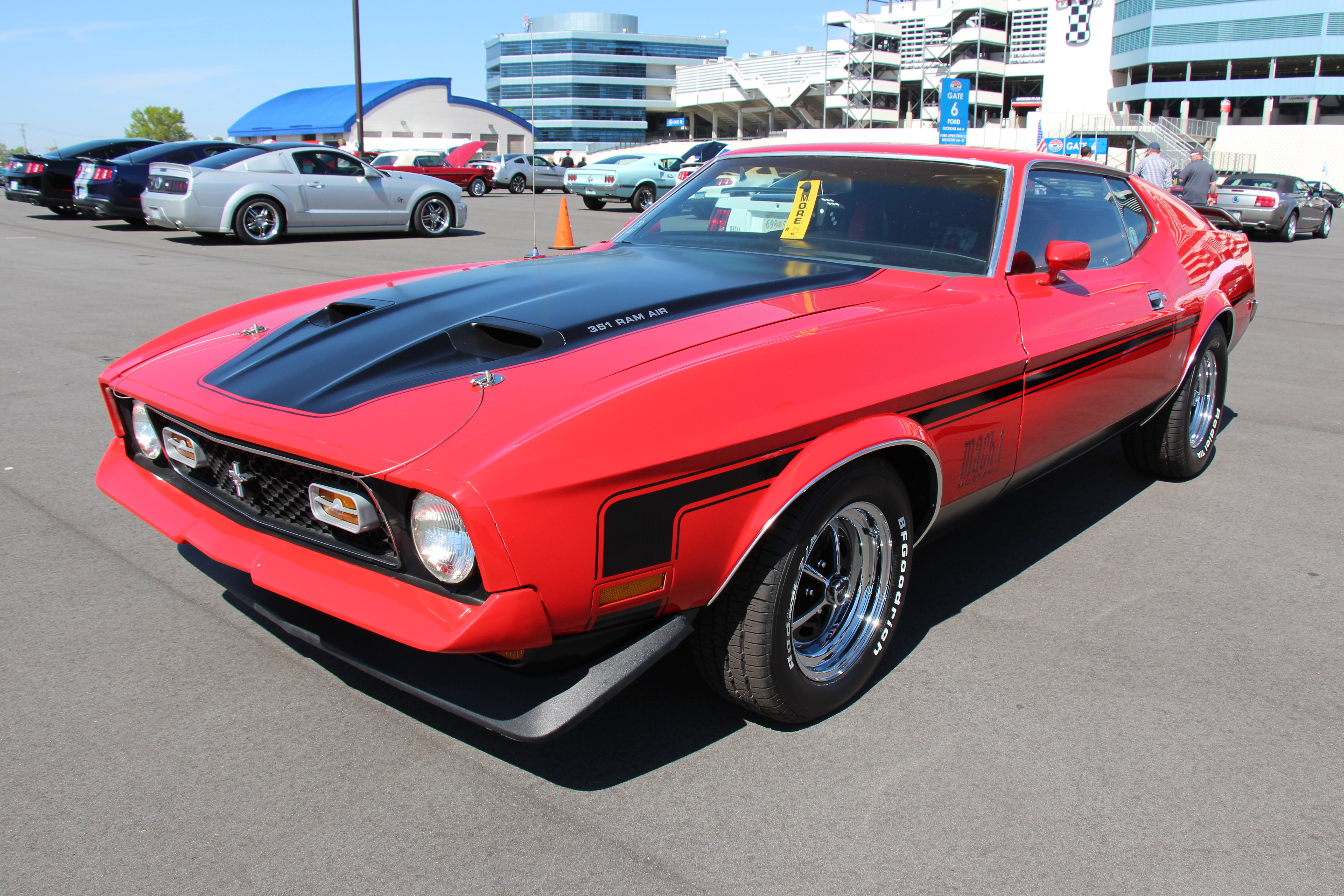
Ford Mustang Mach 1 de 1971.

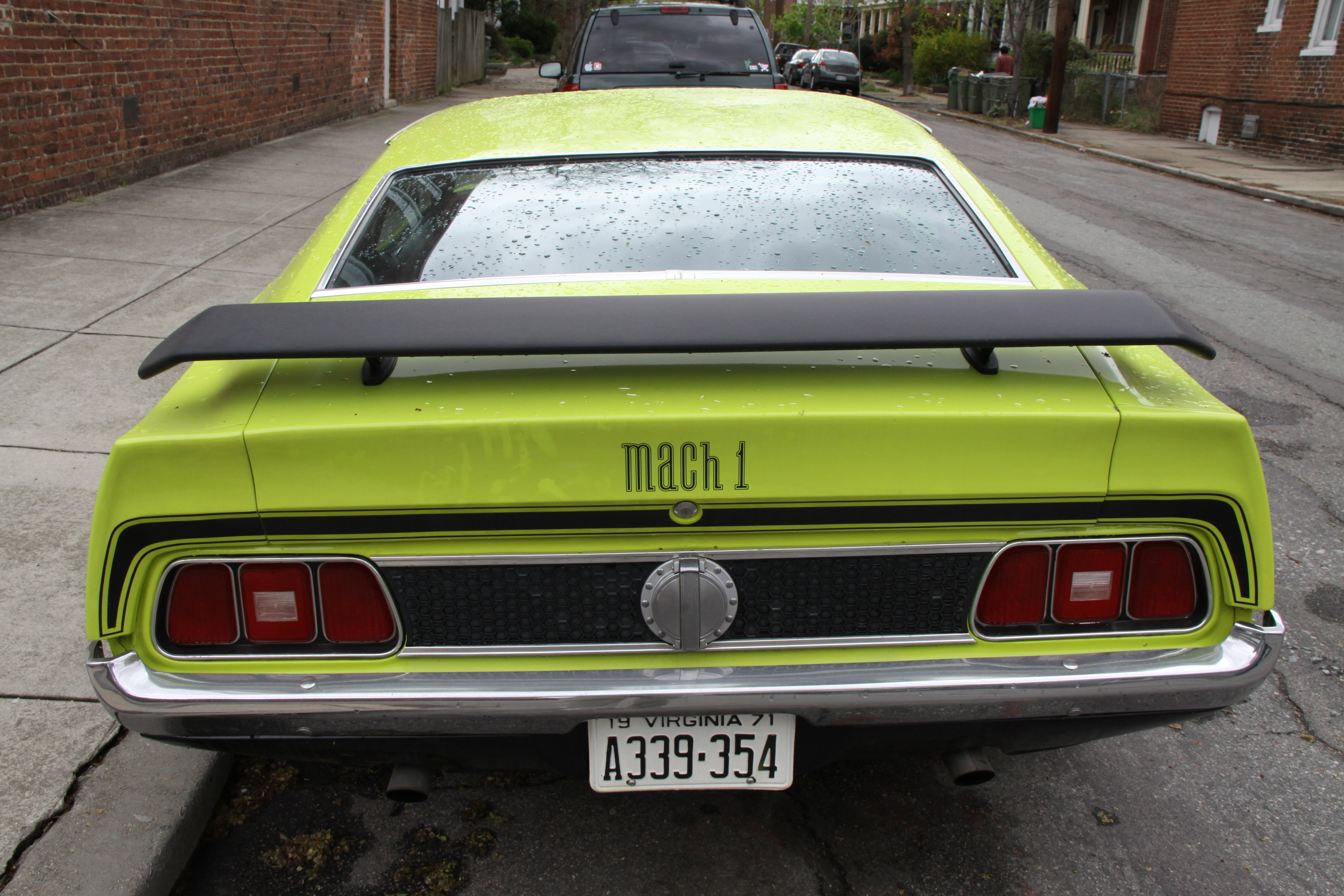
Vue arrière d'une Mustang Mach 1 1971.

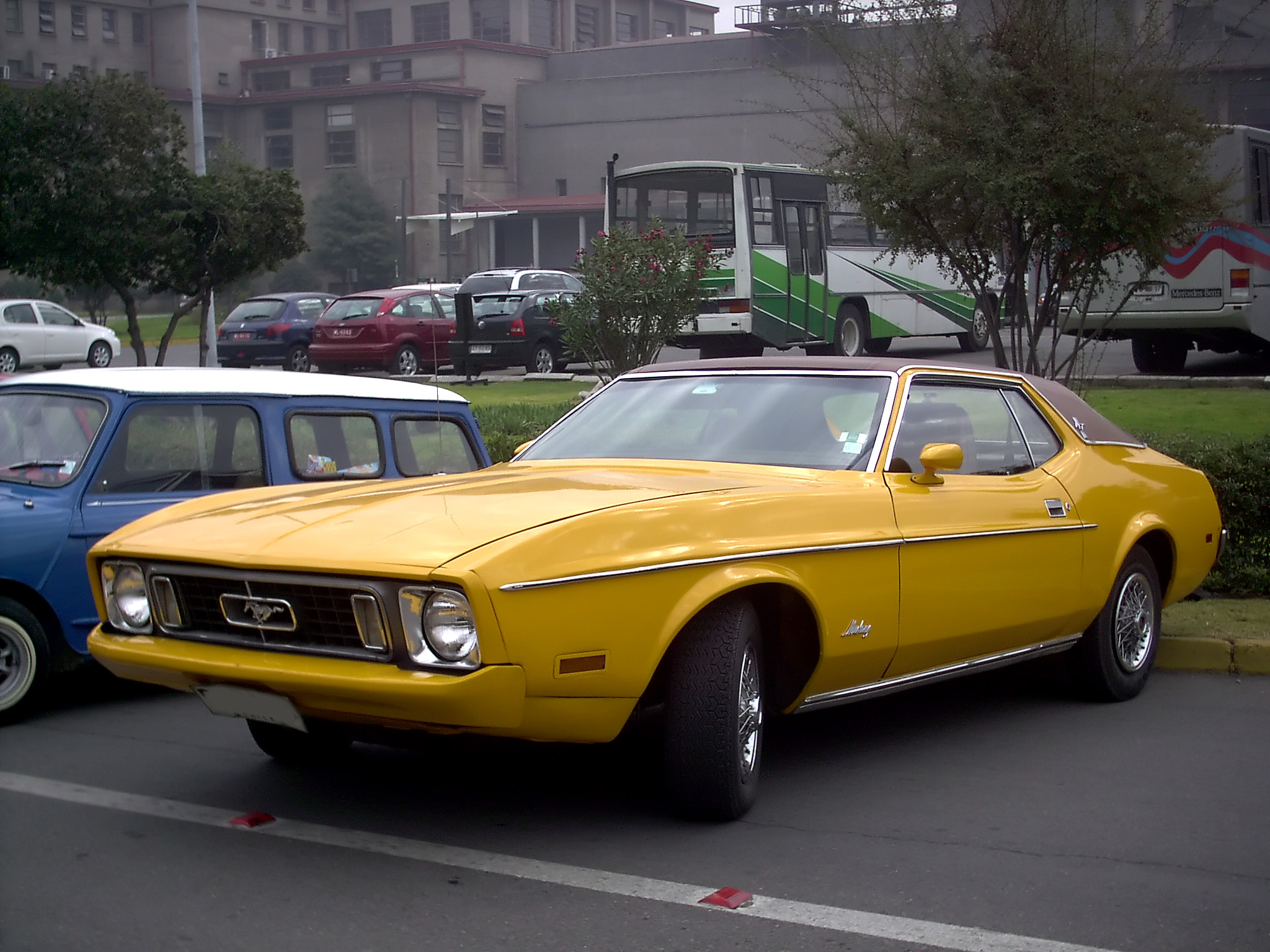
Ford Mustang Coupé Grande 1973.

Dernières modifications de cette série, avec une nouvelle calandre, plus agressive. Les feux de route reprennent leur position en extrémité extérieure de calandre, les feux additionnels sont positionnés horizontalement en 1971 et 1972, et les feux arrière prennent une forme trapézoïdale sur un support quasi vertical.
En 1973, les phares additionnels sont en position verticale, le pare-chocs avant se fait plus proéminent.
Le toit du SportsRoof se tend encore plus vers l'horizontale (effet surtout dû à un épaississement de l'arrière de la voiture).
Cinq modèles sont toujours disponibles :
- D'allure sportive mais sage, le Coupé, fourni de base avec un six cylindres, s'adresse à la famille américaine moyenne.
- Le Cabriolet, pour ceux qui aiment rouler cheveux au vent.
- Un air racé, mais fourni de base avec le six cylindres pour la version SportsRoof
- Version luxueuse du Coupé, la Grande se distingue, entre autres, par son toit vinyle.
- Et enfin, surnommée The Driving Machine, la Mach1.

|      | Coupé  | Cabriolet | Fastback | Mach 1 | Total   |
| ---- | ------ | --------- | -------- | ------ | ------- |
| 1971 | 83 102 | 6 121     | 23 956   | 36 499 | 149 678 |
| 1972 | 75 395 | 6 121     | 16 622   | 27 675 | 125 073 |
| 1973 | 76 704 | 11 853    | 10 820   | 35 440 | 134 267 |

### Palmarès sportif de la Mustang I

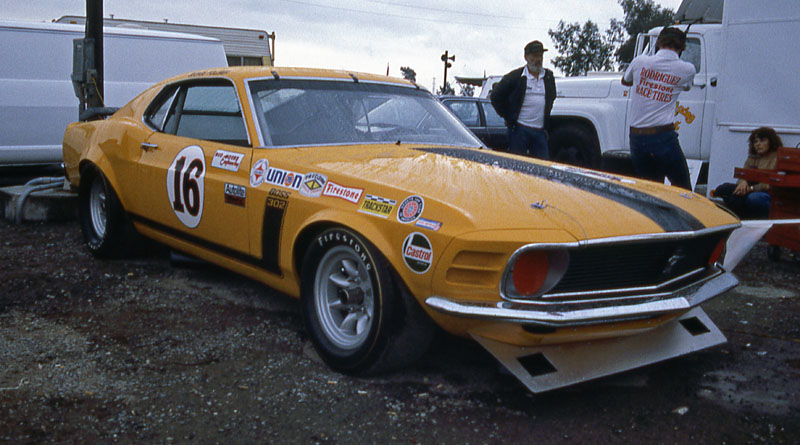
La Mustang de George Follmer, durant la saison SCCA Trans-Am de 1970 (victoire à Bryar).

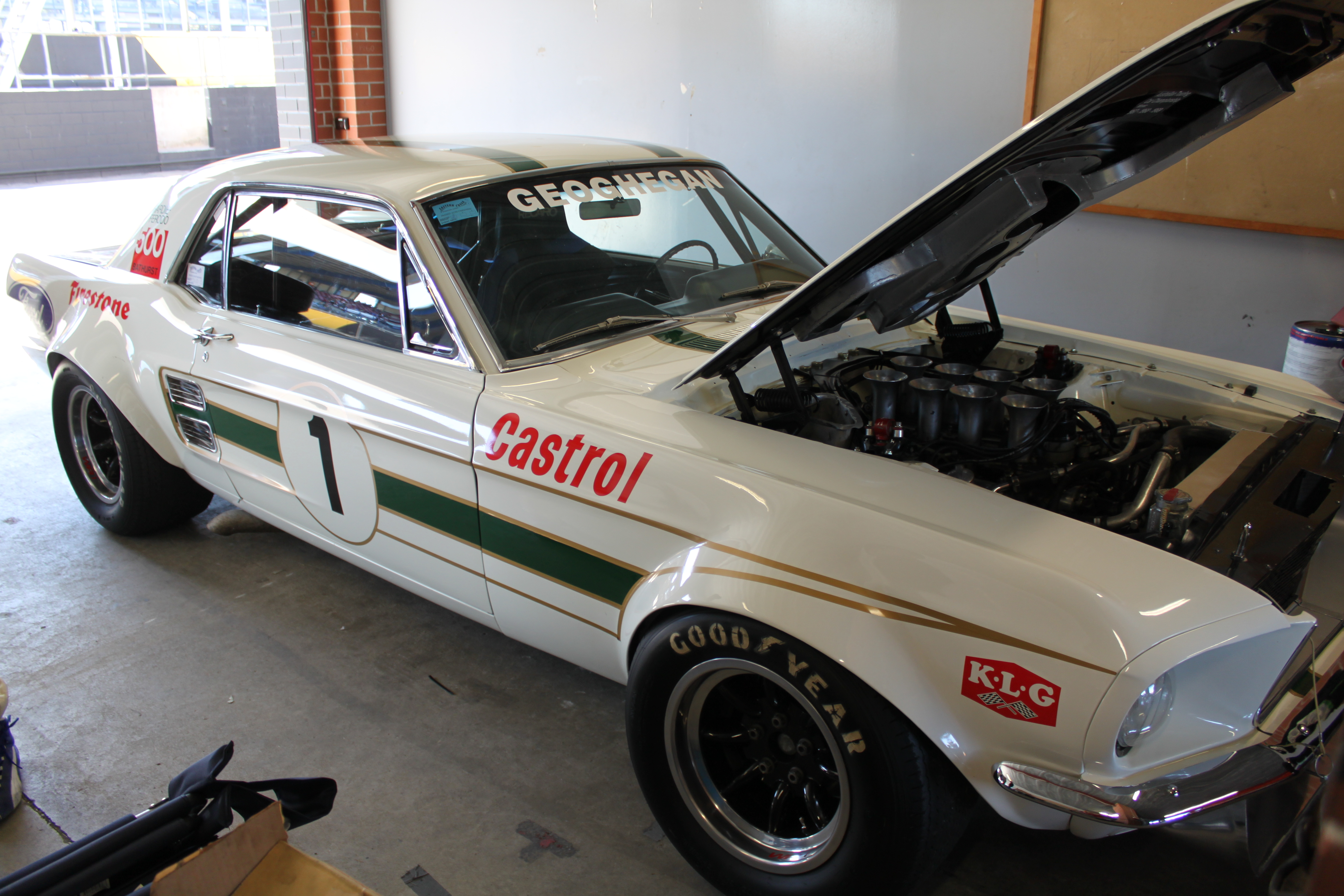
Ford Mustang australienne de Ian 'Pete' Geoghegan.

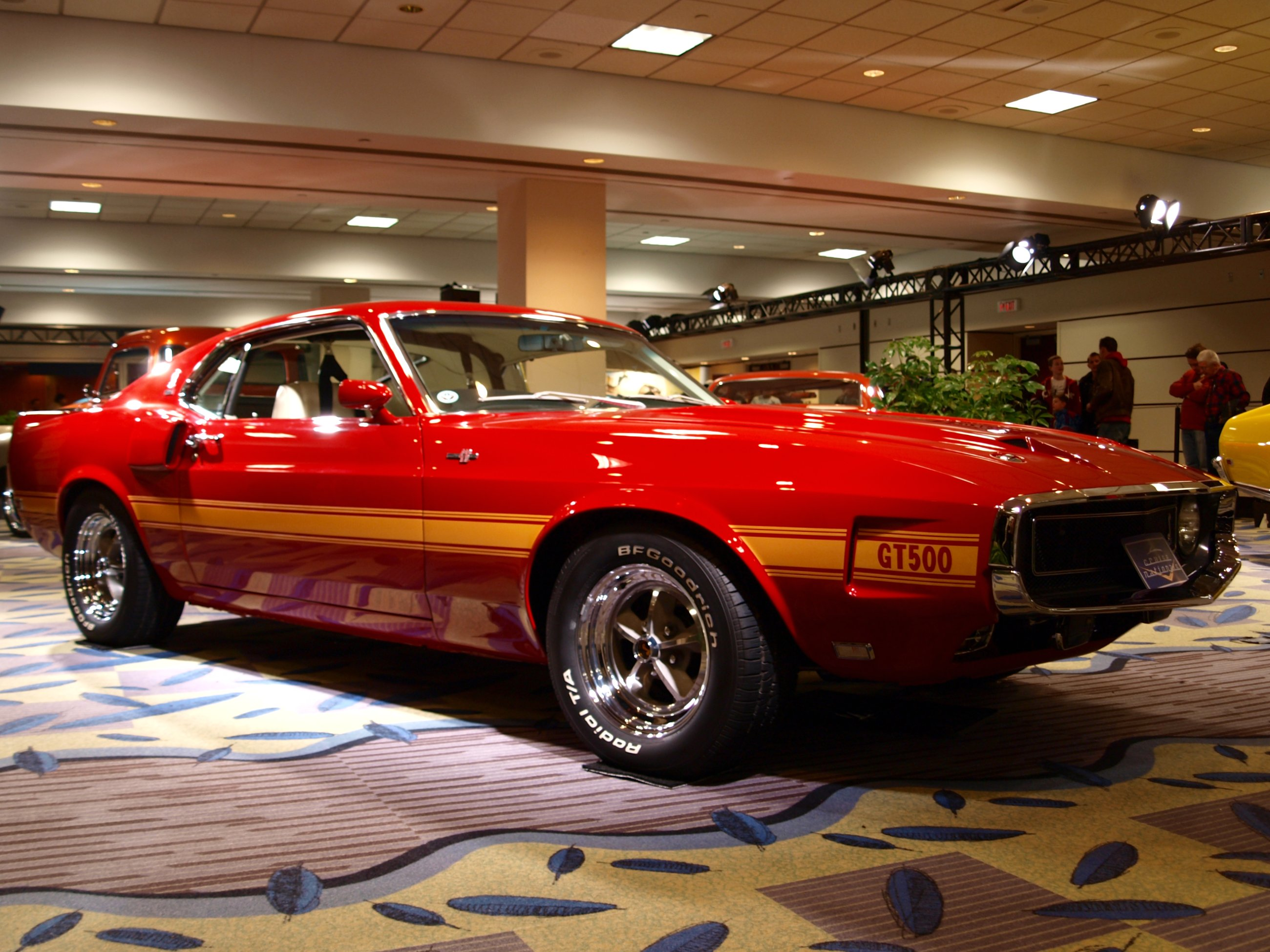
Une Shelby Mustang (GT500).

- Championnat d'Europe des voitures de tourisme 1965 (Jacky Ickx) ;
- Championnat de France des rallyes catégorie Tourisme 1964 et 1966 (Henry Greder, 2e en 1965) ;
- Championnat de France des rallyes catégorie Grand Tourisme 1965 (Guy Ligier, également sur Shelby 5L. GT40 pour les épreuves circuits) ;
- Championnat d'Australie des voitures de tourisme (en) de 1965 à 1969 (les quatre derniers titres pour Ian Geoghegan) ;
- Trans-Am Series 1967 (Jerry Titus) et 1970 (Parnelli Jones, et George Follmer)[8] ;

Victoires Tourisme (H. Greder) :
- 1965 (5) : Rallye des Routes du Nord, Critérium Neige et Glace ; Rallye du Limousin, Rallye de La Baule et Rallye du Mont-Blanc ;
- 1966 (3) : Rallye Lyon-Charbonnières, Rallye de l'Ouest et Rallye du Limousin[8].

Autres victoires notables :
- SCCA National Hammond 1965
- Quatre-Vingt-Deux Heures du Nürburgring (Marathon de la Route) 1965 (Greder et Johnny Rives)
- Kanonloppet 1965 (catégorie Sport)
- ETCC Zolder et Zandvoort (div.3) 1965
- 6 Heures de Green Valley 1966
- SCCA National Courtland 1967
- 500 miles de Watkins Glen 1967
- 500 miles de Snetterton 1968 (ETCC)

Podiums notables (hors courses Sport) :
- 2e du Rallye Shell 4000 Cross-Canada 1966 (Paul McLennan)[9] ;
- 2e de la catégorie Tourisme au Tour de France automobile 1964 (Peter Harper).

Shelby Mustang :
- 4e des 24 Heures de Daytona 1968 avec Jerry Titus et Ronnie Bucknum, et première de classe TA+2.0 (derrière quatre Prototypes)
- 5e des 12 Heures de Sebring 1968 avec Titus et Bucknum.

Note : en janvier 1967, Johnny Hallyday et Henri Chemin participent encore au Rallye Monte-Carlo avec la voiture, en partant de Reims. Un problème de règlement concernant les pneumatiques entraîne leur disqualification. Les deux hommes sont encore classés en août, lors de la course de côte du Mont-Dore, 39e sur 119 participants, avec un moteur de 6,4 L.

## Ford Mustang II (1974)
Sa période de production est de 1974 à 1978. La Mustang II n'est en rien comparable avec la première génération à l'exception peut-être des 1964-1966. Elles sont basées sur les plates-formes de la Ford Pinto et de la Capri européenne. En raison du choc pétrolier survenu quelques années avant la sortie de la Mustang II, les premiers modèles furent équipés seulement de moteurs 4 cylindres (dérivé du moteur de la Ford Pinto) et V6 Ford Allemagne. En effet, la mode n'étaient définitivement plus aux grosses cylindrées mais plutôt aux moteurs économiques et efficaces. La conception est aussi complètement différente. Lee Iacocca a souhaité pour cette nouvelle version une voiture dotée d'une très bonne tenue de route, mieux conçue et plus européenne. Elle est donc créée selon une philosophie totalement différente, ce n'est plus le coupé bon marché des débuts ou la Muscle car des années précédentes mais un petit coupé semi-luxueux. Au départ, le succès fut mitigé, Ford vendit seulement 18 000 Mustang II durant le premier mois. Cependant, avec le coup de l'embargo pétrolier arabe et l'augmentation du prix de l'essence les ventes grimpèrent en flèche.
La Mustang, lorsqu'elle a été conçue, était une petite voiture (pour le marché américain) à l'allure sportive pouvant emporter quatre passagers, c'est ce qui composait son cahier des charges. Ses motorisations n'en faisaient pas la Muscle car que tout le monde a en tête, si l'on fait abstraction du V8 289 HiPo et des Shelbys apparues aux débuts puis des Boss en milieu de la première génération, modèles somme toute assez confidentiels, la Mustang était plutôt destinée au cruising. Là où la Mustang s'est éloignée du concept des origines, ce n'est pas en cette année 1974 mais à partir de 1969 (le mouvement s'est néanmoins amorcé en 1967) avec l'arrivée massive des big blocks et des châssis massifs, faisant passer la Mustang du rang de Pony car au rang de Muscle car. Au niveau gabarit, on n'est plus dans la catégorie compact mais mid-size, où se situent une bonne partie des Muscle cars de la grande époque.
La Mustang II est en fait un retour aux sources : une voiture compacte (elle rejoint le gabarit de 1964), à l'allure sportive, et toujours très abordable. Elle reprend aussi nombre d'éléments stylistiques caractéristiques qui ont commencé à disparaître dès 1969, notamment la moulure latérale en C (1969) et les feux extérieurs à la calandre (1970). Elle n'est pas performante, c'est un fait, mais c'est ce qui fait qu'elle rejoint la première Mustang sur un point important : c'est la voiture sortie au bon moment. Elle est adaptée à son époque.
Les différentes versions disponibles :
- Hardtop : modèle de base au format coupé 2+2 tricorps
- Ghia : carrosserie identique au modèle de base, mais le toit est recouvert sur sa moitié d'un toit vinyle.
- Hatchback : transformation de la carrosserie à la manière des précédents Fastbacks et Sportsroof, le coffre est prolongé dans la ligne du toit.
- Mach I : version performance, mais qui consistait en réalité principalement d'ajouts esthétiques.
- Cobra II (1976-78) : kit carrosserie additionnel
- King Cobra (1978) : cobra sur laquelle un graph est peint à la main sur son capot.

### 1974-1978

#### 1974

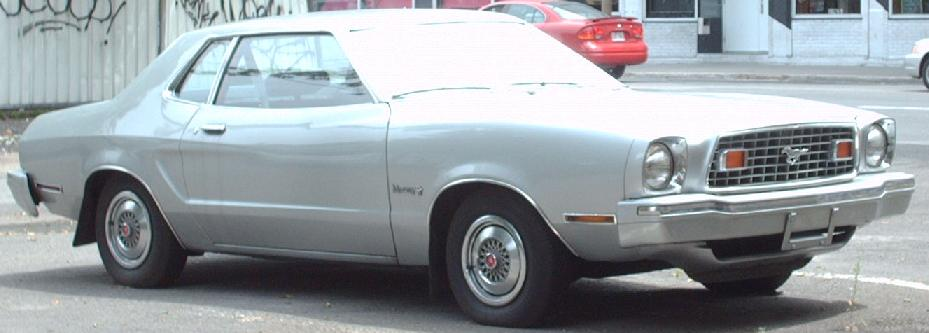
Ford Mustang Coupé II de 1974.

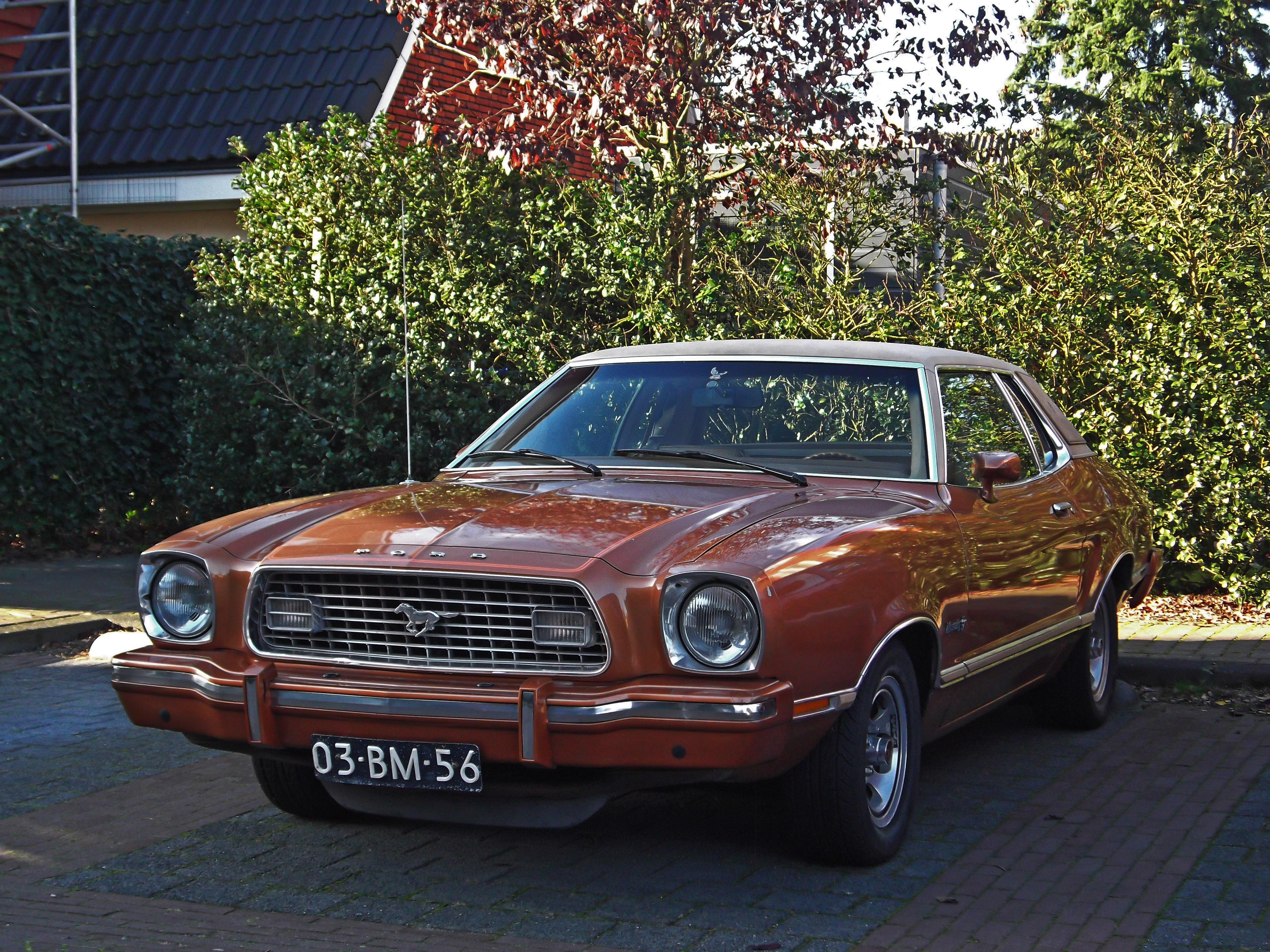
Ford Mustang II Ghia 1974.

Bien que la Mustang II ait été conçue pour accueillir le V8 (certains exemplaires de présérie présentés à la presse en étaient équipés), seuls deux moteurs sont disponibles pour cette année : un 4 cylindres Lima de 2,3 L de 65 kW (89 ch) et un V6 Cologne optionnel de 2,8 L de 67 kW (91 ch) importé d'Allemagne. En plein choc pétrolier, Ford US n'a visiblement pas fait le nécessaire pour finaliser l'installation du V8 tout en permettant d'ajouter la climatisation, option indispensable aux États-Unis.[réf. nécessaire]
Les acheteurs ont le choix entre quatre versions : Coupé Hardtop tricorps de base, Ghia la version la plus luxueuse, Hatchback le coffre est prolongé dans la ligne du toit et Mach 1 version performance de la Hatchback, livrée uniquement avec le moteur V6, bas de caisse et arrière peints en noir mat
La boîte de vitesses de série est une manuelle quatre rapports, une option automatique trois rapports Cruise-O-Matic est disponible. La climatisation SelectAire est une option.
C'est la seule année où un V8 n'est pas disponible pour la Mustang sur le marché américain, ce qui vaut à Ford de nombreuses plaintes des clients. 
Au Mexique, par contre, la crise pétrolière et les notions de normes de pollution ne sont pas spécialement au programme[réf. nécessaire] d'autant que la Mustang n'est pas destinée au même public qu'aux États-Unis. Ford Mexique, qui assemble les Mustang, décide donc d'offrir au catalogue un V8 entièrement fabriqué sur place, avec une boîte manuelle ou automatique. Ce V8 de 4,9 L à carburateur double-corps développe 205 ch « SAE Brut » (ils n'ont pas encore basculé sur les « SAE Net » de 1972), sans catalyseurs. La climatisation, équipement de confort pas spécialement indispensable compte tenu du relief du pays, n'est pas offerte.

#### 1975

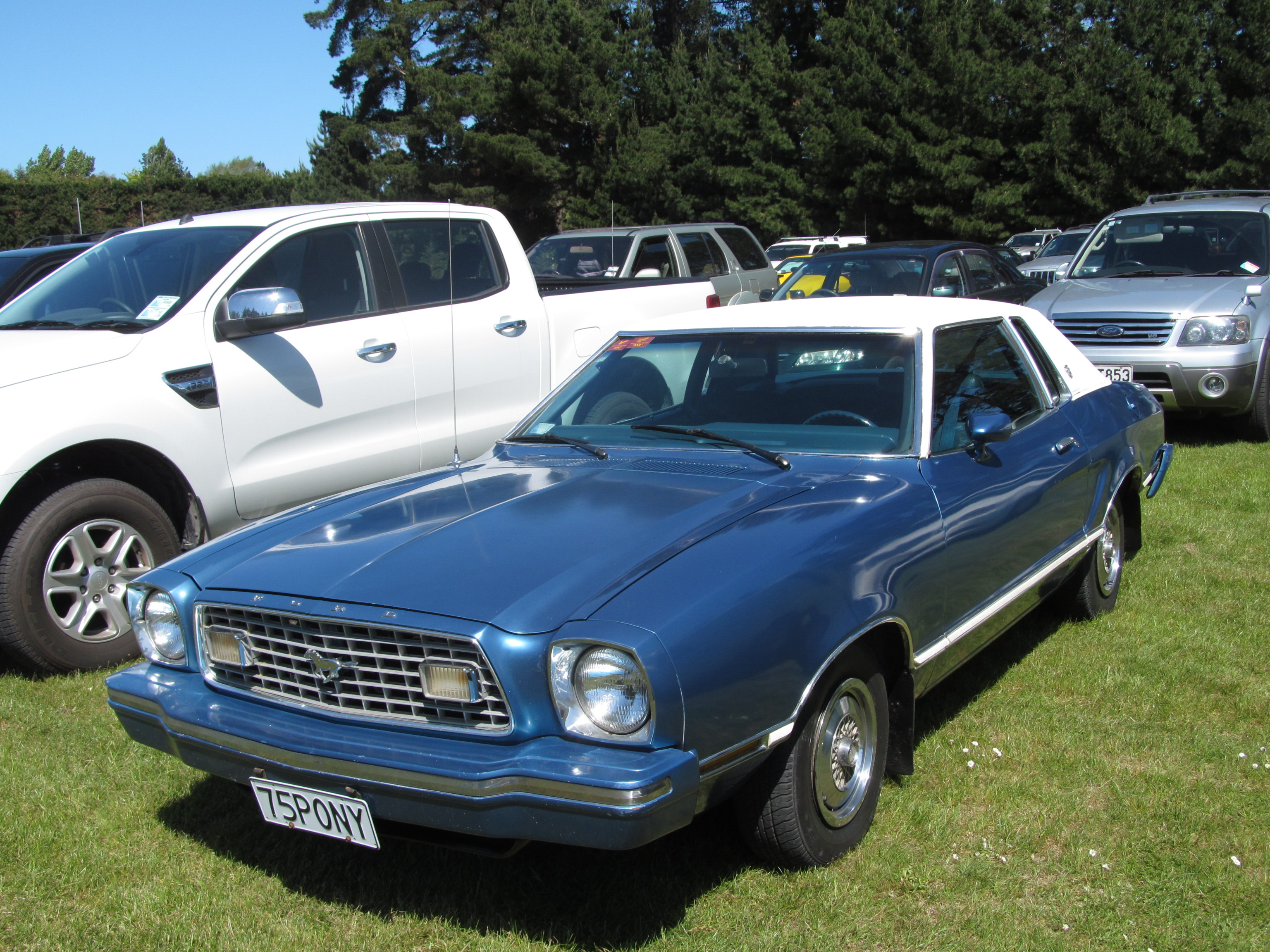
Ford Mustang II Ghia de 1975.

Le modèle de 1975 est légèrement différent de celui de 1974, avec un compartiment moteur, un capot et une grille de calandre modifiés pour permettre l'installation du V8 conjointement avec la climatisation. Le tunnel de transmission est légèrement élargi pour laisser plus de place à la boîte automatique C4. Le nouveau moteur est un V8 Windsor de 4,9 L à carburateur double-corps de 140 ch livré uniquement avec une boîte automatique. Il se révélera finalement être un excellent V8 pour l'époque. Le bouchon de remplissage du réservoir passe sous la nervure longeant la caisse du fait de l'apparition d'un réservoir additionnel en option. Cette année-là, l'option d'un toit ouvrant, jusqu'alors métallique et coulissant, est étoffée d'une option de toit ouvrant en verre (qui s'entrouvre et est amovible), appelé « Moon roof ».
Les vitres latérales de la finition Ghia sont réduites, mais en fait il s'agit simplement de blocs en mousses déposés sur les vitres du coupé standard et recouverts par le vinyle du toit, les glaces restant les mêmes. Ces vitres réduites sont appelées « Opera Windows ».

#### 1976

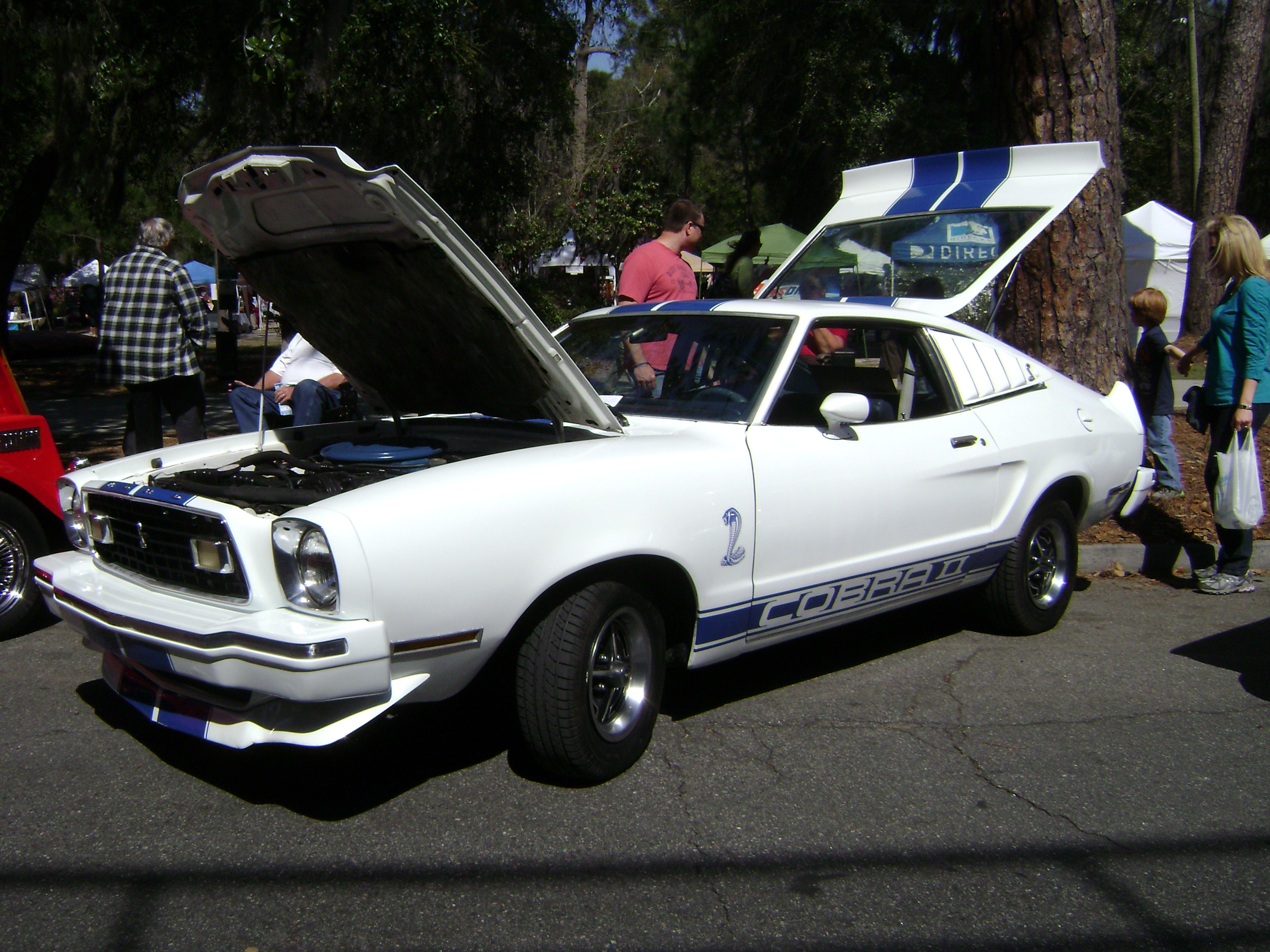
Ford Mustang 1976 Cobra II.

Un prêt-à-monter de carrosserie pour la version Hatchback est disponible dès cette année-là sous le nom de Cobra II. Celui-ci comprend des doubles lignes allant du capot au coffre, des bandes latérales griffées « Cobra II » sans oublier un béquet en trois parties à l'arrière et une prise d'air factice sur le capot orientée soit avant, soit arrière.
La finition Stallion disponible uniquement cette année-là était purement cosmétique et offerte aussi sur les Ford Maverick et Ford Pinto. Elle incluait les baguettes de tour de vitres noirs, bras d'essuie-glace noirs, grille de calandre noire sans Pony, bas de caisse noirs (du pare-chocs avant au pare-chocs arrière), jantes Styled Steel Wheels, baguettes de bas de caisse chromées et sticker Stallion sur les ailes avant. Les couleurs disponibles se limitaient à Silver Metallic, Bright Red, Bright Yellow, Polar White et Silver Blue Glow (en option).

#### 1977
L'unique changement pour 1977 est que les Cobra II seront produites directement chez Ford.

#### 1978

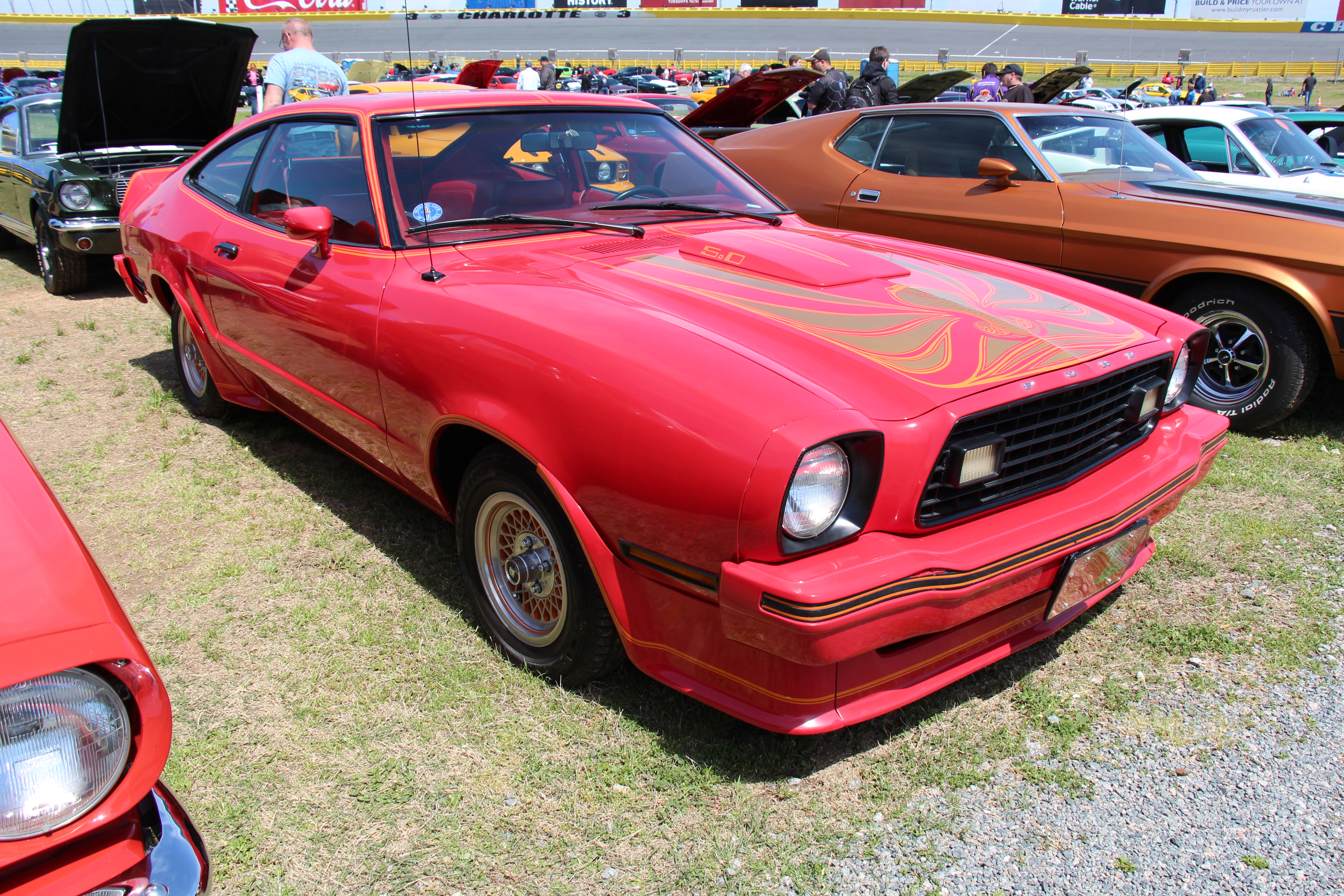
Ford Mustang II King Cobra 1978.

Finalement pour relancer les ventes en 1978, la Mustang II sera équipée en option du moteur V8 4,9 L plus performant et d'un kit plus massif avec spoiler sous le pare-chocs qui lui vaudra le nom de « King Cobra » avec des décalcomanies dont notamment un énorme Cobra sur le capot. Les suspensions sont aussi améliorées. Ce sera en fait une édition limitée produite à environ 5 000 exemplaires. Des ingénieurs travaillant chez Ford à l'époque de la conception de cette version ont affirmé qu'ils s'étaient largement inspirés de la Pontiac Trans Am au succès grandissant.
|      | Coupé   | Ghia   | Hatchback | Mach 1 | Total   |
| ---- | ------- | ------ | --------- | ------ | ------- |
| 1974 | 177 671 | 89 477 | 74 799    | 44 046 | 385 993 |
| 1975 | 85 155  | 52 320 | 30 036    | 21 062 | 181 575 |
| 1976 | 78 508  | 37 515 | 62 312    | 9 232  | 187 567 |
| 1977 | 67 783  | 29 510 | 49 161    | 6 719  | 153 173 |
| 1978 | 81 304  | 34 730 | 68 408    | 7 968  | 192 410 |

## Ford Mustang III (1978)
Si la Mustang II reprenait les éléments stylistiques propres à la première génération, la nouvelle venue crée un choc : un peu plus grande mais plus légère, une ligne aérodynamique tout en angles, très européenne, un nouveau châssis et un intérieur très spacieux. Elle ne conserve de la Mustang que les proportions, perdant tous les éléments stylistiques propres au modèle, y compris le logo de calandre qui émigre sur le capot, avant de disparaître de la carrosserie en 1983 (on le retrouvera occasionnellement à l'intérieur).
Généralement, lorsqu'on parle de la génération 1979-1993, on parle des Mustang « Fox ». C'est en fait le nom de code du projet lié au châssis. Ce nom est issu de l'Audi 80, commercialisée aux États-Unis sous le nom d'Audi Fox. Le châssis utilisé pour cette nouvelle génération s'inspire fortement de celui de l'Audi. On y retrouve le train avant à suspension MacPherson modifiée, et le pont rigide guidé par quatre tirants. Toutefois la Mustang « Fox » n'est pas la première voiture de la production Ford à utiliser cette nouvelle plate-forme puisqu'on la trouvera tout d'abord sous les Ford Fairmont et Mercury Zephyr puis sous les Mercury Capri (sœur presque jumelle de la Mustang), Mercury Cougar et Ford Thunderbird.
Elles se divisent en plusieurs finitions :
- Mustang : modèle de base, peu d'options
- Ghia : finition « luxe » du modèle de base (1974-1978)
- Cobra : version sport (1979-1981)
- L : modèle de base, « Notchback » uniquement (1982-1993)
- LX : remplaçante des modèles GL et GLX (1984-1993)
- GL : modèle intermédiaire disponible en « Notchback » et en « Hatchback » (1982-1983)
- GLX : finition « luxe » remplaçante de la Ghia (1982-1983)
- GT : version sport remplaçante de la Cobra (1982-1993)
- SVO : modèle équipé d'un L4 Turbo et d'appendices aérodynamique(1984-1986)
- SVT Cobra et Cobra R : modèle sport haut de gamme (1993)
- SSP : version destinée aux forces de l'ordre, en fait des LX en V8 5 L.

La série Fox se découpe en deux sous-générations : la génération 4 phares, de 1979 à 1986, et la génération Aero, de 1987 à 1993.

### 1979-1986: Quatre phares

#### 1979
Contrairement à la génération précédente, Ford n'a fort heureusement pas fait l'impasse sur le V8, toutes les motorisations de l'année précédente ont donc été reprises. On retrouve donc le L4 2,3 L Lima de 88 ch, le V6 2,8 L Cologne de 110 ch et le V8 5 L de 140 ch, mais aussi une petite nouveauté, le L4 2,3 L Lima Turbo de 130 ch. Ce nouveau moteur devait concurrencer le V8 en offrant des performances censément similaires du fait de la différence de poids tout en offrant une meilleure économie à l'usage, mais le résultat n'était pas probant et de nombreux soucis de fiabilité liés à sa conception ont vite grevé son image. Le 2,8 L Cologne a été retiré en cours d'année, remplacé par le L6 3,3 L de 95 ch, en fait le L6 3,3 L que l'on trouvait sous le capot des Mustang en 1965.
Côté carrosserie, le cabriolet n'est toujours pas à l'ordre du jour. Les normes américaines de l'époque ne le permettant toujours pas sans imposer des contraintes stylistiques qui n'étaient pas du goût des constructeurs locaux. On retrouve donc le « Notchback », 2 portes trois volumes, et le « Hatchback », 3 portes. La carrosserie « Hatchback » reprend le principe de la banquette rabattable, offrant ainsi une capacité de chargement assez impressionnante pour une Mustang de 940 litres banquette rabattue.
Les finitions standard sont aussi relativement réduites, se limitant au modèle de base, à la Ghia (disponible aussi bien en « Notchback » qu'en « Hatchback » contrairement à la génération précédente) et à la Cobra. La Ghia, finition luxueuse, se distingue par sa moquette plus épaisse, des vide-poches dans les portes, des bas de caisse et des entourages de vitres chromés (avec une baguette supplémentaire sur le haut des portes) le demi-toit en vinyle. La motorisation standard étant le V6 (puis L6). La Cobra, finition sportive, se distingue par sa peinture bi-ton (bas de caisse noir satiné), ses entourages de vitres noirs (avec la même baguette supplémentaire que la Ghia), un jeu de stickers, une prise de capot (factice comme habituellement) orientée vers l'avant et le train roulant TRX (suspensions calibrées spécifiquement pour ces pneumatiques). La motorisation standard n'est pas le V8 comme on pourrait s'y attendre, mais le tout nouveau 2,3 L Turbo.
En cours d'année, une série spéciale a été proposée. Pour la seconde fois de son histoire, la Mustang a été sélectionnée pour officier en tant que Pace Car aux 500 Miles d'Indianapolis. Trois exemplaires ont été préparés pour l'épreuve. Ils se distinguent des Mustangs de série par une légère préparation moteur confiée à Roush (légère dans le sens qu'elle ne vise pas la puissance maximum mais la fiabilité avant tout, et basée sur des éléments Ford en grande majorité), une boîte légèrement revue, mais surtout une préparation carrosserie (masque avant et prise d'air de capot factice spécifiques, T-top et becquet de hayon, peinture et décoration spécifique) et intérieur (sellerie Recaro). Les versions proposées au public reprennent la quasi-totalité des modifications esthétiques (seul le T-top sera remplacé par le toit ouvrant en verre) mais aucune des modifications mécaniques. 10 478 exemplaires seront commercialisés, la majorité en 2,3 L Turbo à boîte manuelle.
Les portières ont une particularité qui permet d'identifier rapidement une Mustang 1979 : cette année-là uniquement, les poignées d'ouverture intérieures sont situées au bas des portes (en haut des portes les années suivantes) et les loquets de verrouillage à l'horizontale dans les accoudoirs (ils retrouveront leur place habituelle l'année suivante).

#### 1980

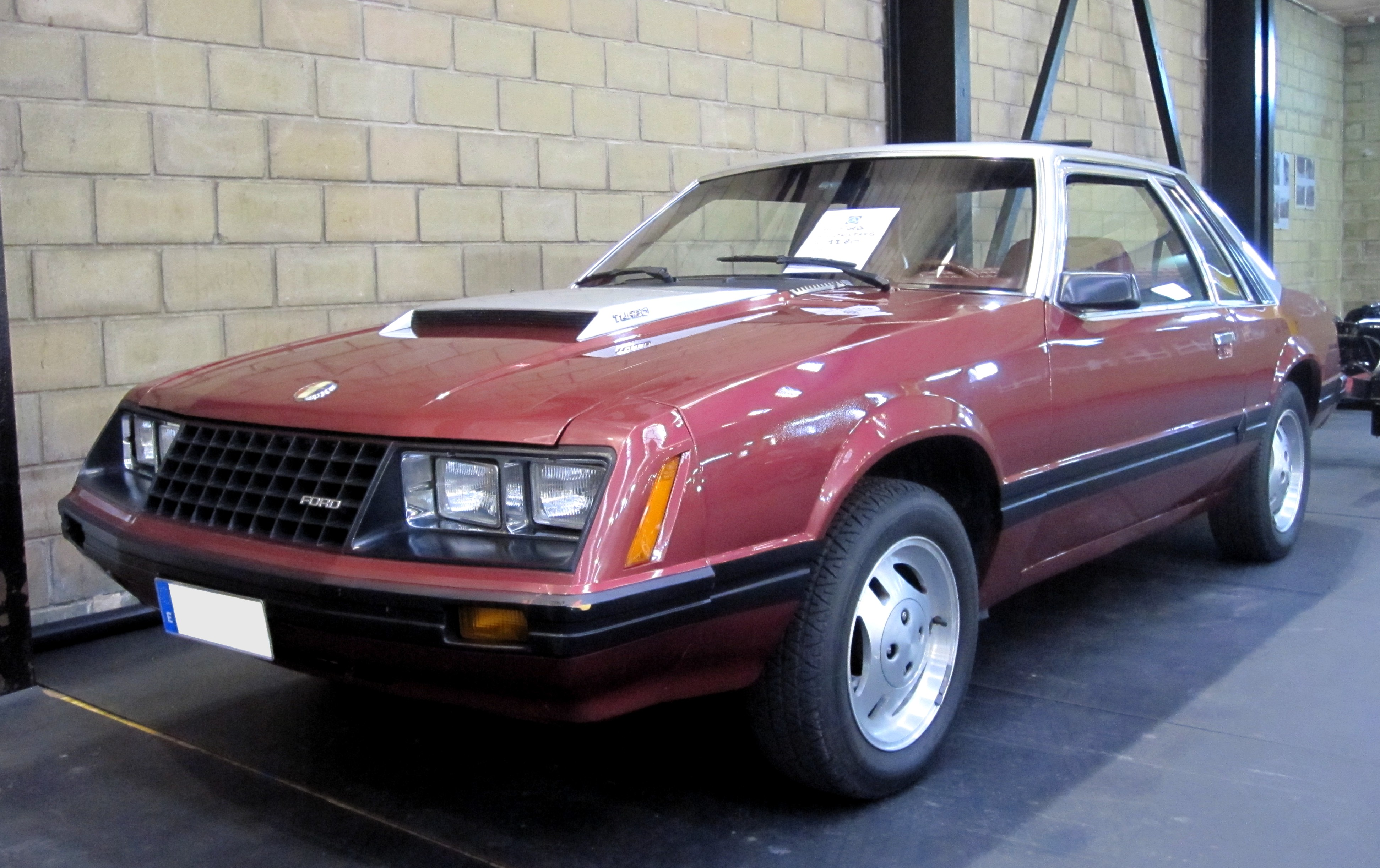
Ford Mustang 1980

Peu de modifications cette année-là. Côté motorisation, le V8 5 L est remplacé par une version allégée de 4,2 L. Ce moteur, peu performant et peu évolutif, grève des performances qui ne sont déjà pas exceptionnelles tout en n'offrant pas l'économie à l'usage espérée. Le reste des motorisations est reconduit.
Côté carrosserie, c'est la Cobra qui évolue le plus, bénéficiant du masque avant, de la prise d'air inversée et du becquet arrière de la série « Pace car » de l'année précédente.
Une version spéciale de la Mustang en 2,3 L Turbo, produite à très peu d'exemplaires (onze, selon les sources) est disponible, la McLaren M81. Cette Mustang devait courir en IMSA.

#### 1981
Aucune évolution si l'on fait exception de l'apparition du toit T-top dans le catalogue d'options et de quelques modifications esthétiques intérieures mineures ainsi que la disparition (silencieuse) du 2,3 L Turbo (toujours disponible toutefois au Canada).

#### 1982
La Cobra et la Ghia disparaissent du catalogue. Ford a en fait changé sa façon de nommer ses finitions pour cette année. On trouve donc comme finition de base les L (en « Notchback » uniquement) et GL (finition intermédiaire disponible dans les deux carrosseries), mais aussi la finition GLX (remplaçant la Ghia) et le retour de la finition GT (remplaçant la Cobra).
Les motorisations ne sont pas en reste. Si Ford a conservé le L4 2,3 L (atmosphérique uniquement) et le L6 3,3 L, le V8 retrouve sa cylindrée de 5 L (en boîte manuelle uniquement, la boîte auto devant se contenter du 4,2 L). Cette nouvelle version du 5 L, nommée « H.O. », délivre 157 ch, la publicité américaine annonce alors « The Boss is back » (« Le patron est de retour »), cette Mustang offre des performances que l'on n'a pas retrouvé dans les modèles produits depuis la Mustang II (1974-1978).
La finition GT reste assez proche de la finition Cobra des années précédentes. En fait, la seule différence porte sur la prise d'air, orientée dorénavant vers l'avant.
Cette année-là, la Mustang est disponible pour les forces de l'ordre, via un package SSP. La California Highway Patrol (CHiP'S) en commandera 406 exemplaires.

#### 1983

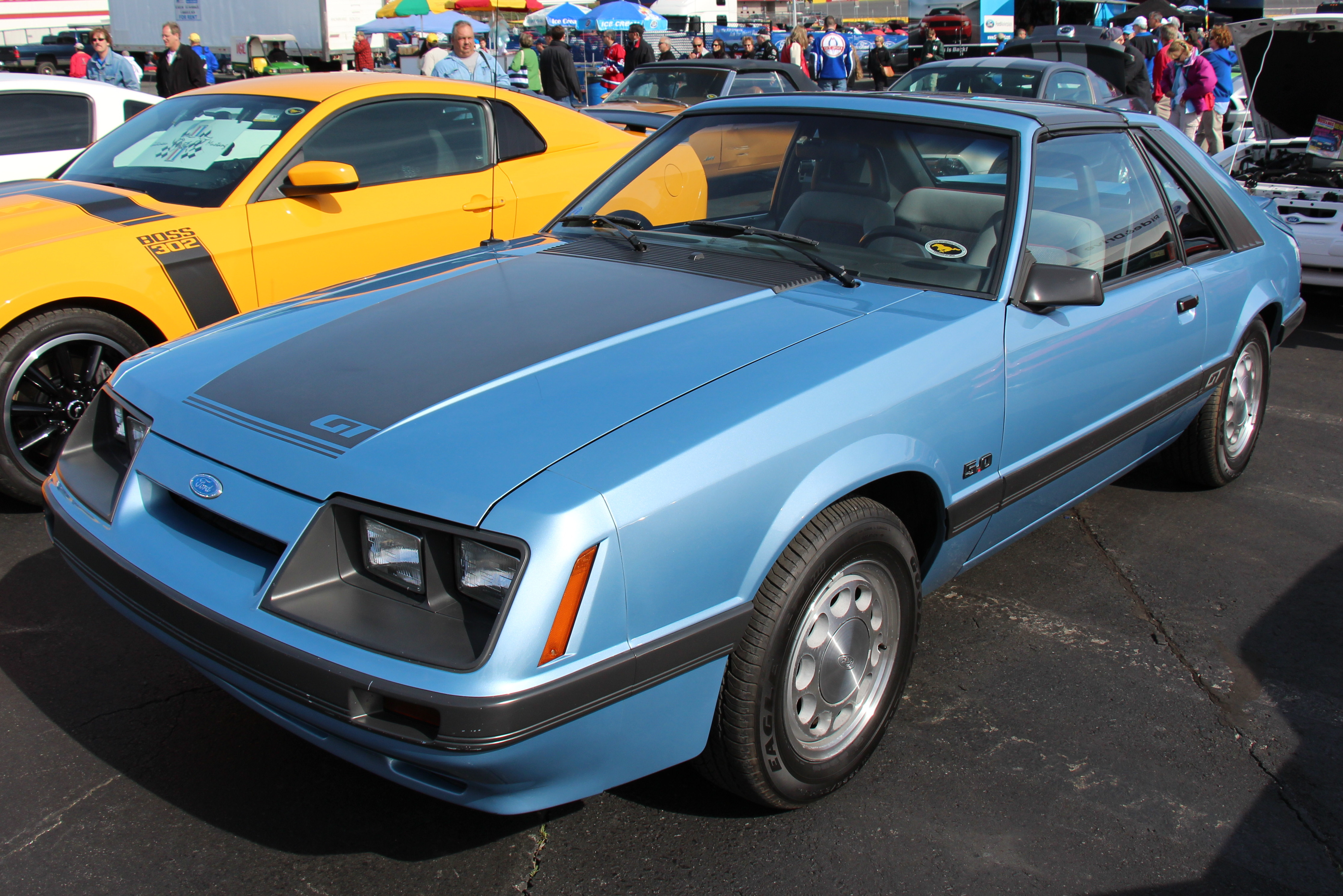
Ford Mustang GT de 1985.

Si dans les années précédentes il était possible d'obtenir des cabriolets, il s'agissait de conversions artisanales, mais Ford persistait à ne pas proposer cette carrosserie au catalogue. Cette erreur est corrigée en 1983. Cette année voit aussi le remplacement du L6 3,3 L par un nouveau six cylindres en V cette fois, de 3,8 L (Essex).Dérivé du v8 302 moins 2 cylindres.
Esthétiquement, peu d'évolutions. À l'intérieur, sellerie et panneaux de portes évoluent légèrement, mais c'est surtout la calandre et les feux arrière qui apportent le plus gros du changement. La nouvelle calandre est toujours de type « coupe-frites », mais trapézoïdale plutôt que rectangulaires, et les feux arrière perdent leur disposition verticale, offrant par la même occasion des clignotants séparés.

#### 1984
Petit ménage dans les finitions, la GT est conservée, ainsi que la L, mais les GL et GLX sont remplacées par la LX. Côté motorisations, retour du L4 2,3 L Turbo, modifié à la suite des déboires de la version d'origine et en profitant au passage pour passer à l'injection tout en développant 143 ch. Le V8 quant à lui, passe à carburateur quatre corps, passant pour l'occasion à 175 ch.
Une série spéciale GT350 est proposée cette année en guise de modèle pour le vingtième anniversaire. C'est avant tout un package esthétique : carrosserie blanche, intérieur rouge, bandes décoratives et logo au tableau de bord.
Une nouvelle venue fait son apparition. La SVO, pour « Special Vehicle Operations ». Cette version de la Mustang, aux trains roulants (jantes 16 pouces à cinq boulons) et à l'aérodynamique retravaillés, n'est disponible qu'en L4 2,3 L Turbo, mais avec Intercooler, développant alors 175 ch. Censée concurrencer les sportives européennes, elle n'a pas eu le succès escompté, peut être que la mauvaise image que cette motorisation a eu les années précédentes a joué, ou peut être tout simplement le tarif, assez élevé par rapport au reste de la gamme.

#### 1985
Nouvelle évolution du masque avant, plus aérodynamique mais toujours à quatre phares. À l'intérieur, la modification principale porte sur l'arrière des versions « Hatchback », offrant une banquette rabattable 1/3-2/3 (d'une seule pièce les années précédentes).
Côté motorisations, le 5,0 L H.O. (High Output) continue à monter en puissance, atteignant 210 ch avec de nouvelles culasses, un nouvel arbre à cames et des culbuteurs à rouleau, mais toujours avec l'aide du carburateur (une version CFI, injection mono-point et moins puissante, est installée sur les versions à boîte automatique). Côté finitions, il ne reste plus que les LX et GT. Les modèles L et Turbo GT (appellation canadienne) disparaissent du catalogue (avec le 4 cylindres Turbo excepté pour la SVO).
La SVO évolue elle aussi en cours d'année, avec une face avant encore plus aérodynamique et une augmentation de puissance (205 ch). Une nouvelle venue pointe son nez dans le monde de la Mustang, un nom qui est encore associé aux Mustangs performantes ; la Saleen.

#### 1986
C'est la fin de la première sous-génération, les ventes continuent de baisser, le look 4 phares commençant à dater sérieusement la Mustang. Peu d'évolutions donc, hormis pour le 5,0 L H.O. qui passe à l'injection multipoint (205 ch), quelle que soit la boîte associée. La SVO est reconduite sans la moindre modification. C'est sa dernière année.
Les ventes de la Mustang, au cours de cette génération, vont chuter très rapidement. Si 1979 voit les ventes « exploser » avec plus de 360 000 unités, elles vont rapidement approcher les 120 000 unités en 1983 pour remonter, timidement, vers 220 000 en 1986. Ford, ayant le sentiment que la Mustang a perdu sa place dans son segment de marché, envisage au milieu des années 1980 de la remplacer. Son choix se porte sur une version coupé de la Mazda 323. Fort heureusement, l'idée sera vite abandonnée à la suite des nombreux courriers des fans de la Mustang. Ce coupé traction avant trouvera sa place néanmoins en remplaçant la Ford EXP (une Ford Escort 2 places) et deviendra la Ford Probe.(dérivé de la Mazda 626)

### 1987-1993: Aero

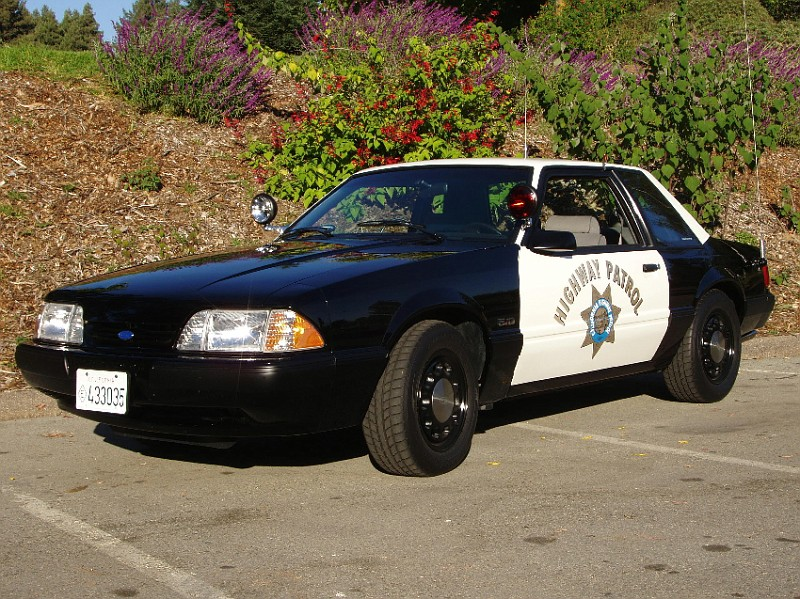
Ford Mustang Police Car 1987-1993

C'est la génération que l'on trouve le plus facilement aux États-Unis à un prix très abordable. Très prisée des amateurs de « runs », surtout en LX 5,0 L. Ses versions SSP ont connu un gros succès auprès des forces de l'ordre, et causé de grosses déceptions sur les routes, surprenant nombre de conducteurs par leurs performances.

#### 1987

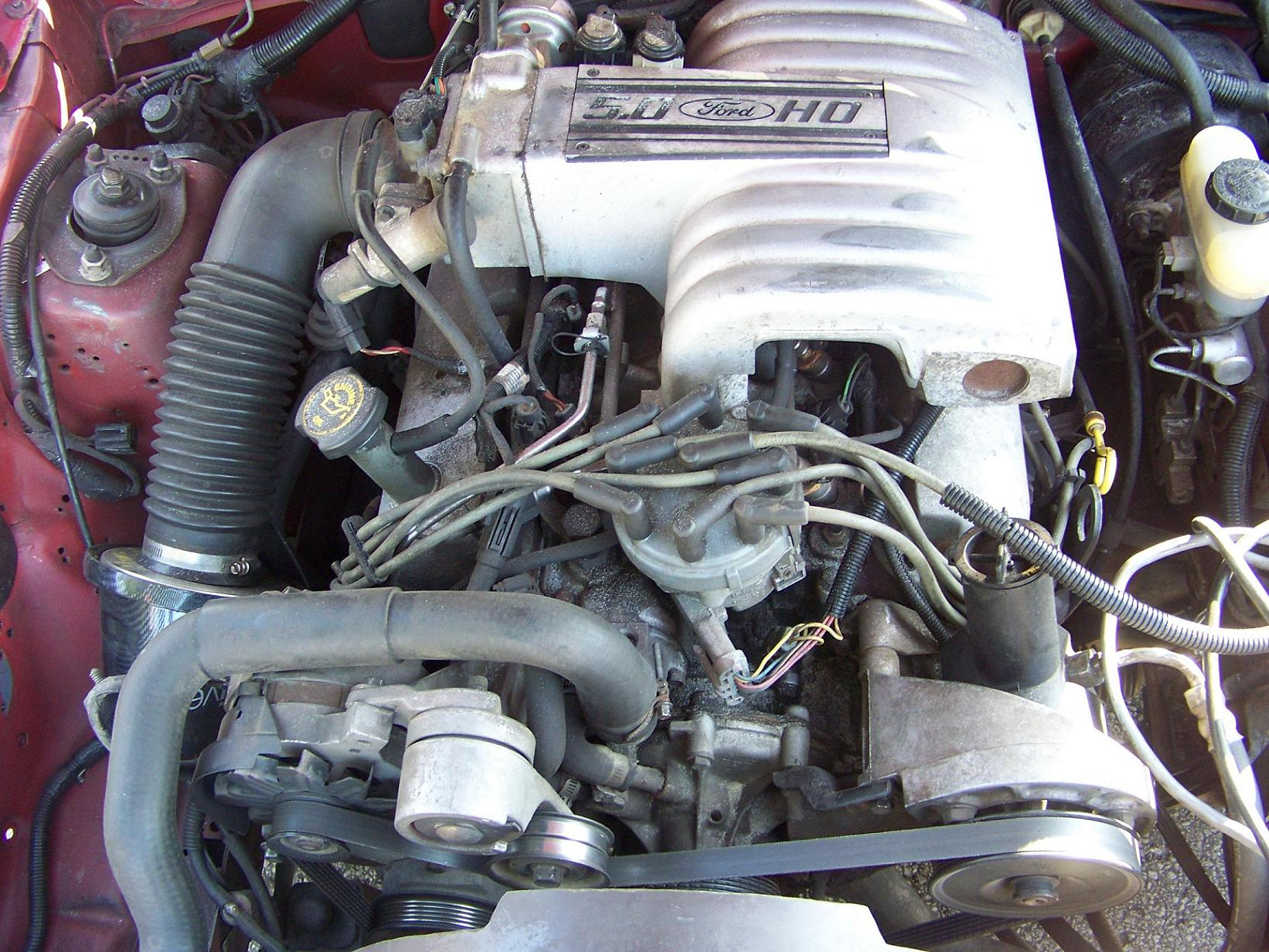
V8 5 L HO.

Nouveau style, bien plus aérodynamique, mais choix beaucoup plus réduit. Les modifications portent avant tout sur la carrosserie, avec une face avant plus fluide inspirée de celle des SVO 1985-1986, des vitres latérales arrière affleurantes apportant plus de luminosité à l'habitacle et sur l'intérieur, avec un nouveau tableau de bord moins massif.
Côté finitions, le choix est réduit aux LX et GT, mais les trois carrosseries, Notchback, Hatchback, et cabriolet, restent quand même au programme. Côté motorisations, si la LX est disponible en standard avec le L4 2,3 L Injection de 88 ch, la GT bénéficie du V8 5 L H.O. de 225 ch doté de nouvelles culasses par rapport à 1986. Les V6 et L4 Turbo sont abandonnés.
La LX se distingue de la GT, en dehors de la motorisation, par une suspension moins ferme et une direction assistée moins directe. La sellerie aussi est différente, moins sportive. Néanmoins, il est tout à fait possible par le biais des options de se créer une LX performante (ce dont ne se priveront pas les forces de l'ordre US via le package SSP) en optant pour le V8, avec sa suspension sport. Cette combinaison est aujourd'hui encore très prisée des amateurs de « runs », le « Notchback » étant plus rigide et plus léger que le « Hatchback ».

#### 1988
Dernière année du T-top, supprimé en milieu d'année.

#### 1989
Aucune évolution...

#### 1990
Les ventes sont stables, relativement basses, mais raisonnables par rapport à la concurrence. La nouvelle Mustang est à l'étude, prévue pour sortir en 1994. L'airbag fait son apparition côté conducteur uniquement, imposant une modification de la colonne de direction et du combiné instrument.

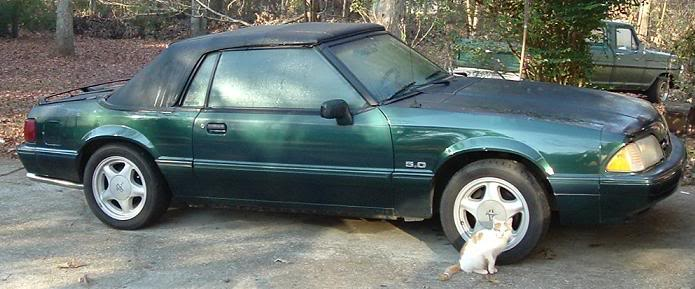
Mustang LX 5.0 Cabriolet de 1990

Une première série spéciale sera proposée en 1990, nommée par les amateurs « 7 Up ». Il s'agissait d'une série de 500 cabriolets préparée à l'origine en collaboration avec le fabricant de boissons du même nom mais dont le programme publicitaire a finalement été annulé. Elles se distinguent des Mustangs de série par leur couleur, vert émeraude, un intérieur cuir blanc et des jantes 5 branches blanches de 16 pouces.

#### 1991
Petite évolution pour le L4 2,3 L. Un nouvel arbre à cames et de nouvelles culasses à deux bougies par cylindre (soit 8 bougies pour un 4 cylindres) portent la puissance à 110 ch. Pas de quoi battre des records d'autant que la plage de couple évolue vers le haut, mais une légère amélioration néanmoins.
Les ventes de la Mustang atteignent le plus bas niveau depuis sa sortie, descendant sous la barre des 100 000 unités.
Les versions équipées du moteur de 5,0 L sont équipées de série de nouvelles jantes de 16 pouces. sa performance est unique.

#### 1992
Série spéciale Vibrant Red, intérieur Oxford White.

#### 1993

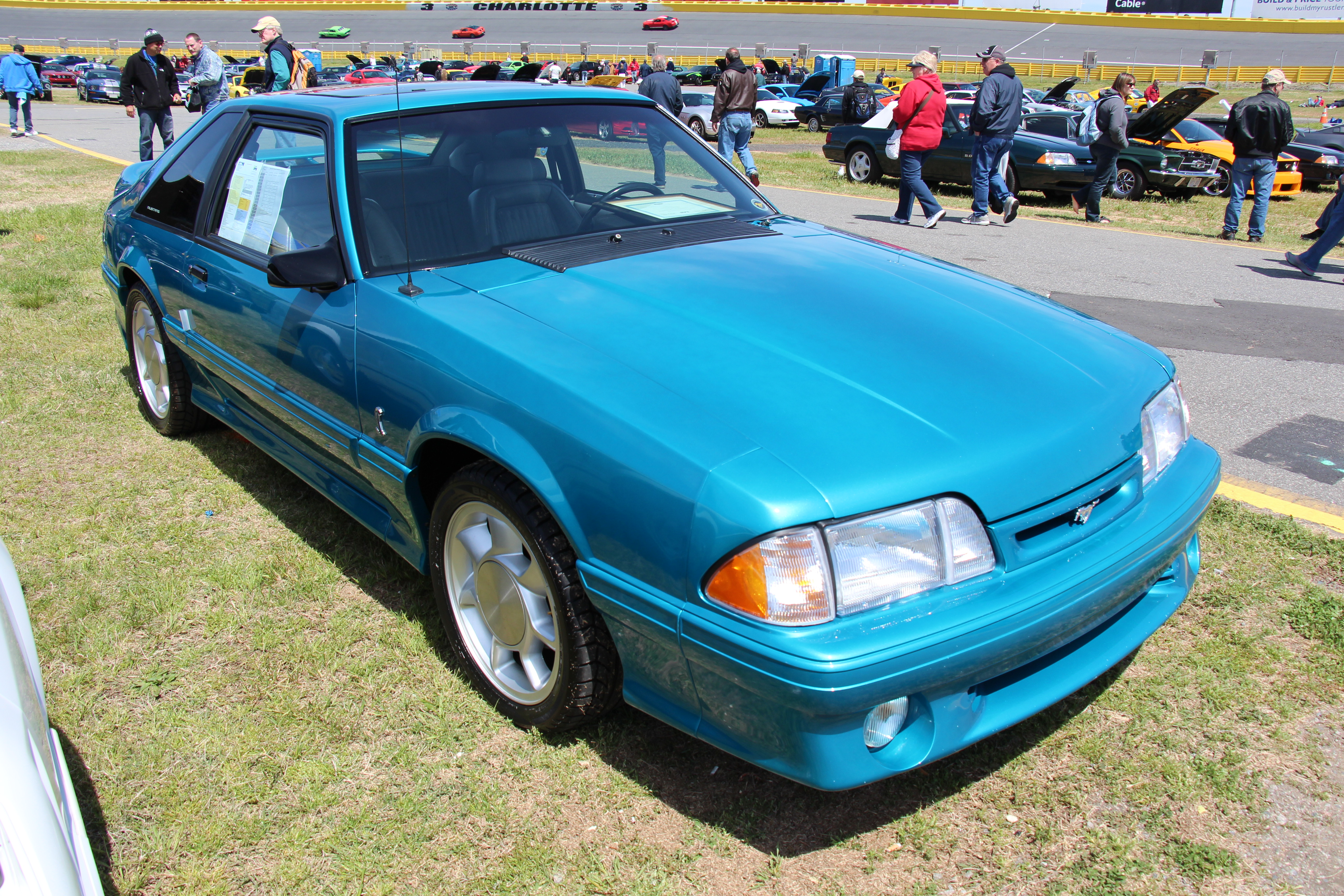
Ford Mustang Cobra de 1993.

Série spéciale Canary Yellow, intérieur noir.
Baisse de la puissance associée à un changement des pistons. En fait la baisse n'est pas vraiment réelle, il s'agit plutôt d'une meilleure estimation que pour les années précédentes.
Lorsque la SVO a disparu du catalogue en 1987, la Mustang n'offrait plus de version « performance ». Ceci est corrigé grâce au nouveau département SVT (Special Vehicle Team) qui sort la Cobra et la Cobra R.
La Cobra 1993 se distingue extérieurement par des éléments de carrosserie spécifiques, mais surtout par des trains roulants améliorés et un moteur de 5,0 L H.O. (High Output) équipé de culasses GT40 portant la puissance à 235 ch.
La Cobra R bénéficie de la même motorisation que la Cobra avec en supplément un train roulant encore plus travaillé (amortisseurs Koni), de plus gros freins, un radiateur d'huile moteur.. Étant orientée course, elle ne bénéficie pas des équipements optionnels de confort comme la climatisation ou la radio et n'a pas de banquette arrière.

## Ford Mustang IV (1994)
Elle affiche une carrosserie deux portes avec un pavillon sportif évoquant un coupé fastback, stylé 1965. Sur la même plate-forme, est également créé un cabriolet. Ford propose la Mustang 1994 avec un choix de deux types de carrosserie, deux moteurs (V6 et V8), deux transmissions (BVM5 ou BVA4).
Par ailleurs, la Mustang 1994 n'est plus disponible en version coupé, coupé 2+2 et cabriolet.
Onze teintes extérieures sont proposées (dont jaune canari, rouge, bleu vif et vert Highland pour la Bullitt...)

### 1994-2004

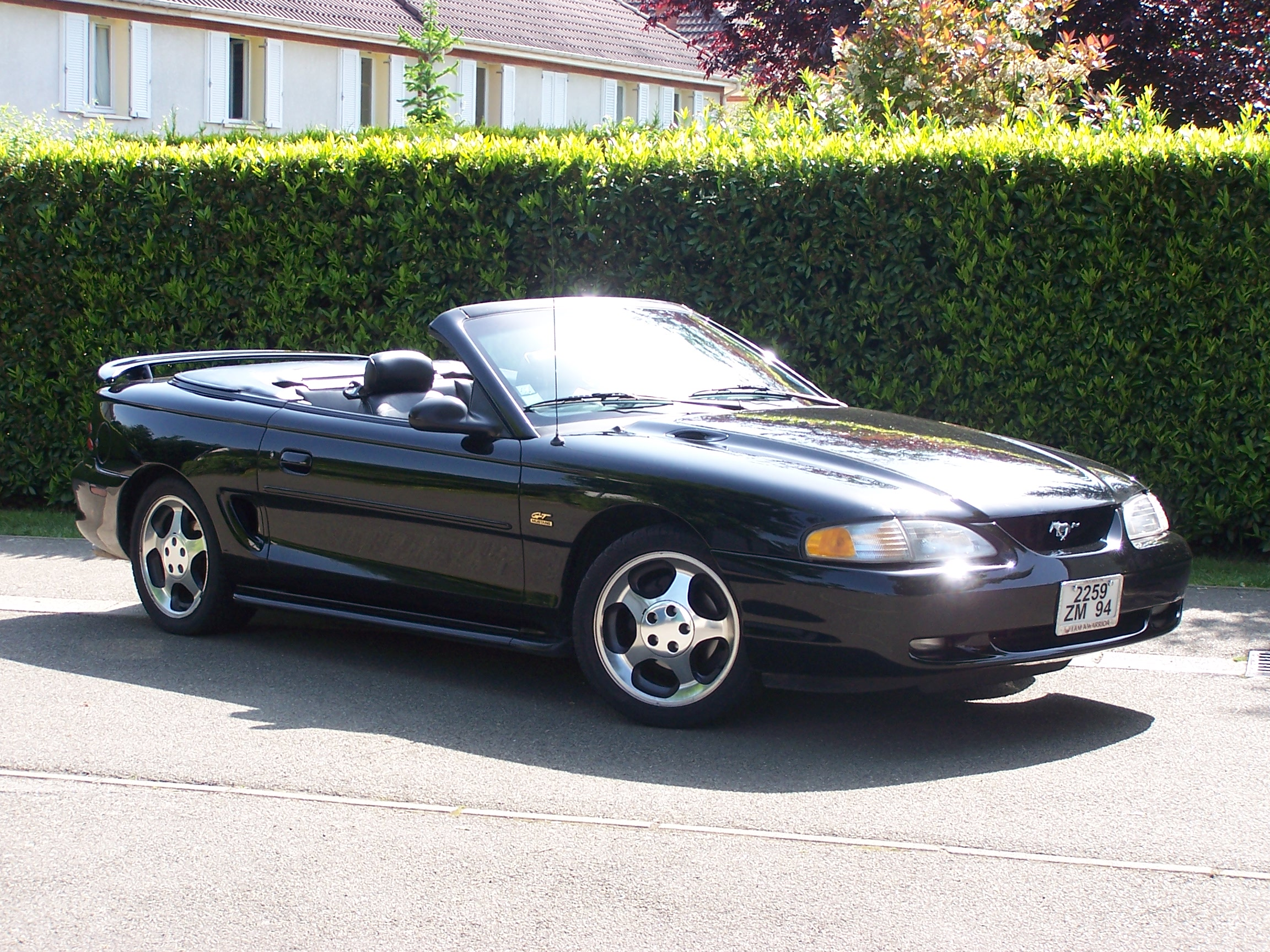
Ford Mustang V8 5.0 L GT convertible (cabriolet) de 1995.

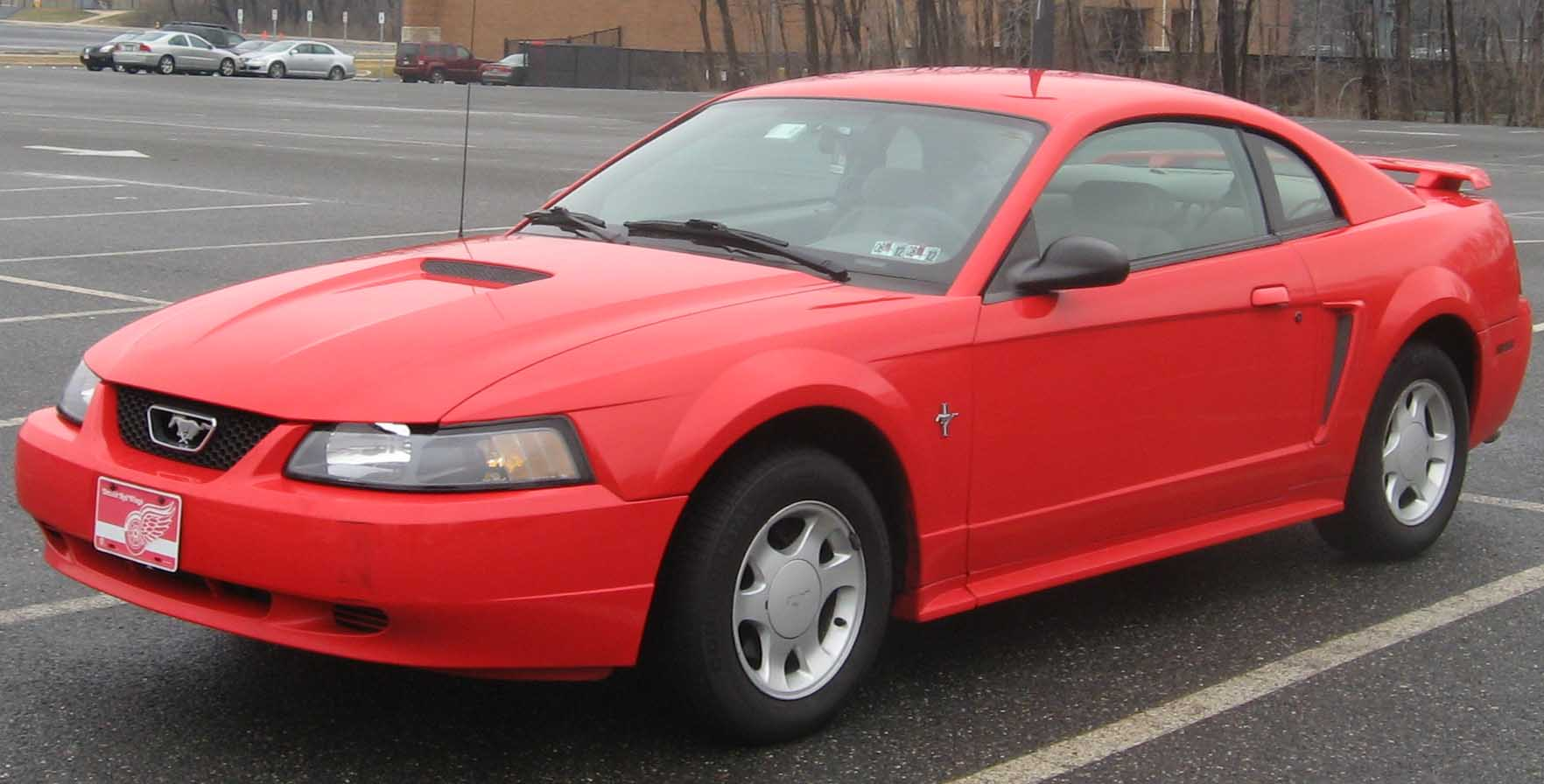
Ford Mustang coupé de 2004.

La Mustang garde des lignes modernes et arrondies en attendant la sortie de la nouvelle version 2005. Le préparateur Saleen prend le relais de Shelby pour les modèles des années 1980 et 1990.
Motorisations disponibles
1994-1995 :
- V6 3,8 L développant 145 ch (110 kW) et 292 N m de couple
- V8 5,0 L développant 215 ch (160 kW) et 386 N m
- V8 5,0 L développant 240 ch (179 kW) et 386 N m (cobra)

1996-1998 :
- V6 3,8 L développant 150 ch (112 kW) et 292 N m
- V8 4,6 L développant 215 ch (160 kW) et 393 N m
- V8 4,6 L développant 225 ch (168 kW) et 393 N m (1998 GT)
- V8 4,6 L développant 305 ch (227 kW) et 414 N m (cobra)

1999-2004 :
- V6 3,8 L développant 190 ch (142 kW) et 305 N m
- V6 3,9 L développant 193 ch (144 kW) et 305 N m (2004 Base)
- V8 4,6 L développant 260 ch (194 kW) et 407 N m
- V8 4,6 L développant 265 ch (198 kW) et 414 N m (Bullitt 2001)
- V8 4,6 L développant 320 ch (239 kW) et 430 N m (cobra 99-01)
- V8 4,6 L développant 390 ch (291 kW) et 529 N m (cobra 03-04)

## Ford Mustang V (2005)

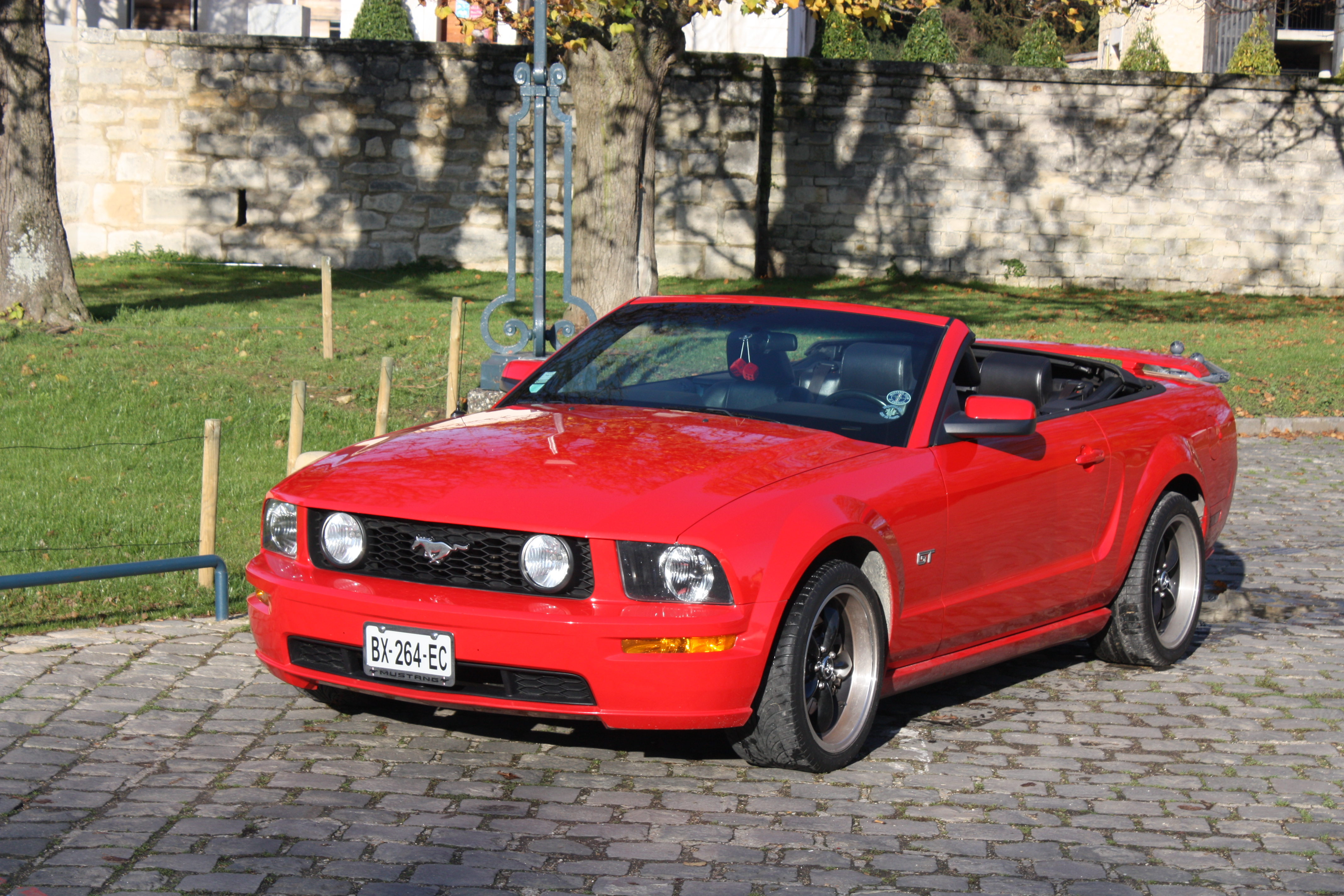
Mustang 2005 GT Premium Cabriolet.

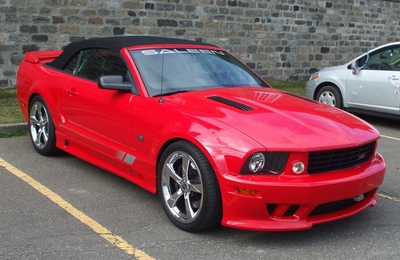
Saleen S281 convertible à Rimouski et transformés en 2007 à partir d'une Mustang GT.

Les Mustang 2005, produites à partir d'octobre 2004, revues dans un style fluide mais proche de l'origine (1966-1967), ont rapidement séduit. Elles retrouvent ce qui faisait leur succès : un gros moteur fort en couple à la sonorité travaillée, un pont arrière rigide et une belle ligne. Aux États-Unis, ce nouveau modèle a beaucoup de succès, que ce soit dans la version de base avec un V6 de 210 chevaux ou avec le V8 de 300 chevaux disponible en version GT.
Une version Shelby GT 500 avec un moteur de 5,4 litres, 32 soupapes à compresseur de 500 chevaux est apparue en 2007.
L'engouement persiste peut-être parce que, depuis 1964, la Mustang reste une voiture « sportive » relativement bon marché. De plus, elle reste, par la force des choses, l'une des dernières représentantes des muscle cars, puisque presque toutes les autres (Pontiac Firebird, Pontiac Trans Am, etc.) ont disparu à la suite des crises pétrolières de 1973 et de 1979, à l'exception de la Chevrolet Camaro et de la Dodge Challenger.
Il existe plusieurs préparateurs de Mustang officiels, à commencer par Shelby avec la GT 500 modèle 2007, un revival pour fêter le 40e anniversaire de la sortie de la fameuse GT 500 1967, équipée d'un bloc de Ford GT allégé de 50 ch, soit 500 chevaux. Un modèle plus récent est sorti sur la base d'une Ford Mustang millésime 2008, la GT 500 KR, en série limitée de 1 008 exemplaires commémorative de la GT 500 KR de 1968, celle-ci développant près de 545 chevaux, avec l'ajout d'une admission directe. Les deux modèles de Shelby existent en versions coupé et cabriolet. Particularité entre Shelby et les autres préparateurs, les GT 500 et GT 500 KR sont au catalogue Ford. Pour un supplément non négligeable de 45 000 $, Shelby transforme une GT 500 en Super Snake pouvant développer jusqu'à 700 ch.
Aussi, il est possible de posséder une Shelby de 1 000 ch. En achetant une GT 500, vous pouvez la renvoyer aux ateliers à Las Vegas pour la faire modifier, en échange de 375 000 $ US, prix de la GT 500 inclus. elle s'appellera GT 1000, et ne sera plus considérée comme une Ford.
Le deuxième constructeur officiel est Saleen avec trois modèles pour 2007 :
- Le premier, la Saleen S281 Stage 1, est équipé d'un kit carrosserie avec échappement, jupes latérales, bas de caisse renforcé, capot et coffre sellerie spécifiques. Elle ne ressemble plus à une Mustang GT Premium sortant d'usine. Pour ce premier modèle, seul l'échappement et une admission font leur apparition sur le plan technique.
- Le second modèle, la Saleen S281 Stage 2, est un peu plus nerveux, fort de 465 chevaux (425 livres de couple). Pour l'aspect extérieur, il s'agit d'une voiture similaire au premier modèle. Sur le plan technique, elle est équipée d'un compresseur à 2 bars, de freins plus puissants, et de pneus plus larges pour une meilleure stabilité.
- Le dernier modèle pour cette année 2007 est bien plus radical, fort de 505 chevaux. Tout est révisé pour faire de cette voiture la reine des départs arrêtés. Un modèle bien plus abouti que la GT 500, celle-ci ne s'offrant que le luxe d'un compresseur. Il est possible sur une Saleen d'ajouter de multiples accessoires, tels que des freins en céramique, un bas de caisse en carbone ou un intérieur parsemé de carbone. Une version plus musclée est arrivée en 2008 en réponse à la GT 500 KR de Shelby, forte de plus de 545 chevaux.

En août 2007, Saleen a écopé d'une amende de 700 000 dollars pour non-respect des normes de pollution de l'État de Californie.
La Ford Mustang Saleen est incarnée par un robot Decepticon dénommé Barricade dans le film Transformers en 2007. On peut voir un clin d'œil du film sur la concurrence entre Ford Mustang (Barricade) et Chevrolet Camaro (Bumblebee dans ses deux modes).
Saleen a produit la plus puissante Mustang de série de l'histoire, la S281 Sterling Edition, produite à seulement vingt-cinq exemplaires, développant 620 ch, elle est livrée dans une tenue unique grise bi-ton et reçoit un intérieur tout alcantara avec tableau de bord recouvert du même tissu, des jantes de 20 pouces, des étriers 6 pistons et des appuie-têtes brodés d'un laurier contenant le chiffre « 25 ».
Le troisième constructeur officiel est Roush, avec trois modèles, comme chez Saleen, dénommés « Stage 1 », « 2 » et « 3 ». On y trouve un kit carrosserie, une admission modifiée, des échappements inox rectangulaires ou ronds à la sonorité inhabituelle, un choix de jantes multiples de 17 à 20 pouces.

### Ford Mustang Shelby GT-H
En 1966, Ford a produit en collaboration avec Carroll Shelby une très rare version, la GT Hertz, nommée aussi « GT-H ». Ces modèles, destinés uniquement aux agences de location automobile américaines, n'étaient pas disponibles à la vente. En plus d'une préparation mécanique, les GT-H recevaient une peinture noire et de larges bandes Or longitudinales allant de l'avant à l'arrière de la voiture, et aux bas des flancs. Ces modèles, devenus très rares, sont désormais très recherchés et particulièrement onéreux.
Ford réitère quarante ans plus tard l'opération de partenariat avec l'agence de location et louera en 2006 des coupés puis des cabriolets en 2007. La recette reste la même avec une unique laque noire et des bandes dorées mais également un capot moteur gonflé retenu avec goupilles de sécurité. On trouve également une calandre chromée avec logo décentré, des monogrammes en bas des ailes avant et d'autres petits détails. L'intérieur est lui aussi traité de façon particulière avec une sellerie portant le nom du préparateur brodée sur les sièges et une plaque signée « Carroll Shelby » sur la planche de bord ainsi que des compteurs portant la signature du préparateur de Las Vegas. On notera aussi un échappement spécifique et une puissance qui fait passer le V8 de 4,6 L de 300 à 325 chevaux. Il en sera réalisé 500 exemplaires, tous disponibles dans les plus grands aéroports du continent américain.
Le cabriolet, disponible en 2007, reçoit les mêmes artifices avec en plus un arceau pour assurer un maximum de rigidité. Spécificité de cette version, une boîte de vitesses automatique et une puissance légèrement revue à la baisse avec 319 chevaux. Cette version sera aussi limitée à 500 exemplaires.

### Ford Mustang GT-R
En 2004, soit un an après la Mustang V GT Concept, Ford a introduit la version de course de la Mustang V:la Mustang GT-R concept. produite à un seul exemplaire, elle est parfois utilisée pour l'ouverture de courses prestigieuses, comme les 24 heures du Mans ou les 500 Milles d'Indianapolis.

### Ford MustangBullitt

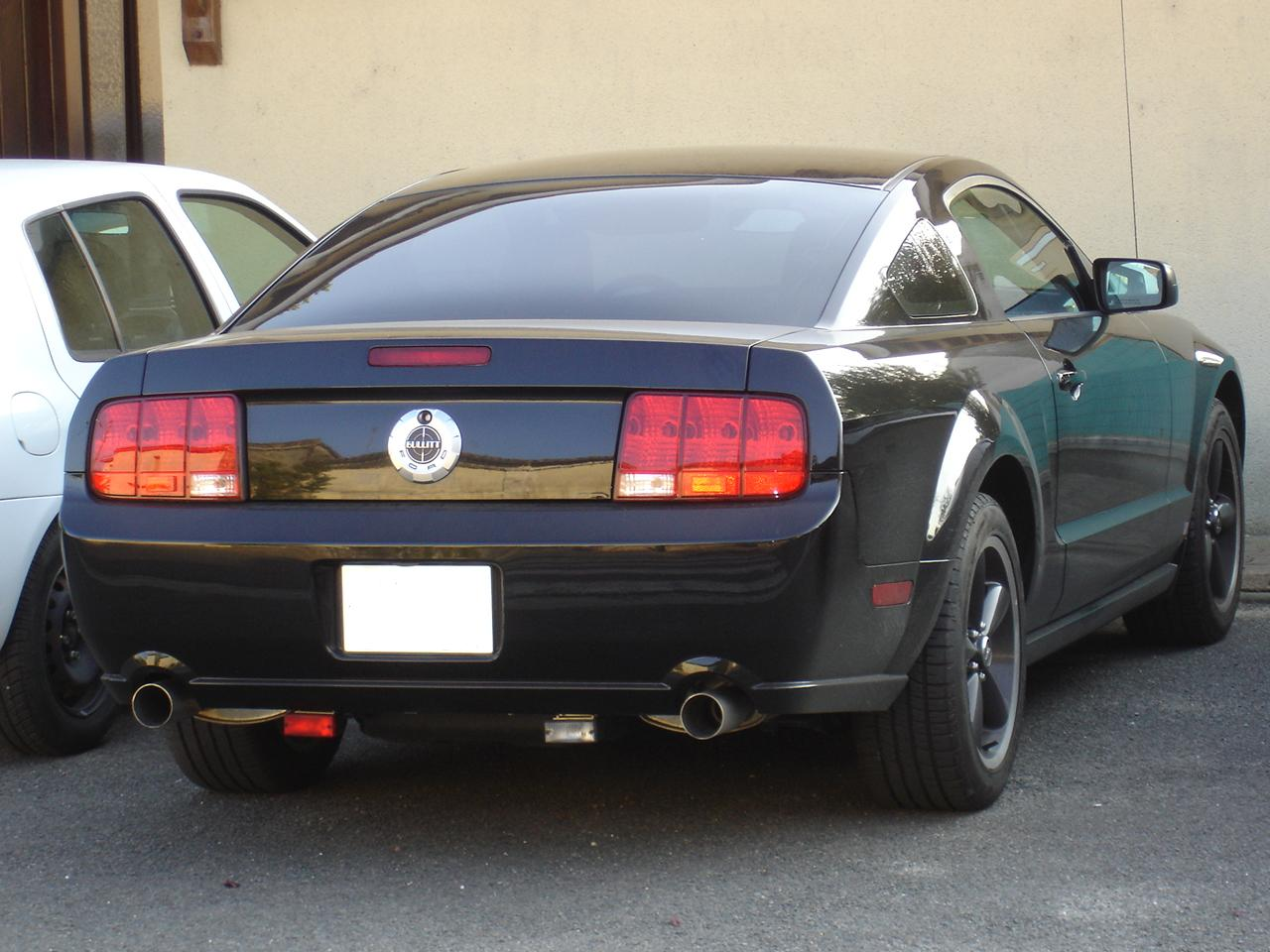
Ford Mustang Bullitt.

Nommée en référence à la Mustang que conduisait Steve McQueen dans le film de 1968 Bullitt, la Mustang Bullitt 2008-2009 est une Mustang GT 2008 très légèrement préparée. Elle bénéficie de la même motorisation, un V8 de 4,6 litres DOHC 24 soupapes développant 315 chevaux.
Les modifications portent surtout sur l'esthétique du véhicule avec, évidemment, la légendaire teinte vert sombre (dite « Dark Highland Green »), une suspension abaissée, l'absence de becquet de coffre, un rapport de pont plus court (3,73:1) un échappement spécifique, une barre anti-rapprochement griffée « Bullitt » sous le capot et les reproductions des jantes Bullitt d'époque en 18 pouces. Les phares anti-brouillard de la Mustang GT seront supprimés pour laisser place à une simple grille noire, dont l'écusson mustang a été retiré. Au niveau des équipements intérieurs, la Bullitt 2008 bénéficie d'un levier de vitesses court, d'une boîte de vitesses manuelle à cinq rapports, un tableau de bord en aluminium brossé et un cadran de compteur unique.
Cette Mustang de série limitée n'est sortie qu'à 7 700 exemplaires. Elle était également disponible en noir verni.

### Fiche technique (données constructeur)
En Europe, comme en Amérique du Nord, du fait du décalage entre l'année civile et l'année automobile, les modèles 2005 sont disponibles fin 2004.
- Moteurs :
  - V8 Ford de 4,6 L, 24 soupapes, arbre à cames en tête (SOHC) + VCT (Variable Cam Timing), alimentation : injection électronique, puissance : 300 ch, couple maxi : 434 N m à 4 500 tr/min
  - V8 Ford de 4,6 L 315 HP (319 ch)
  - V6 Ford de 4,0 L, 12 soupapes, arbre à cames en tête (SOHC), alimentation : injection électronique, puissance : 210 ch, couple maxi : 325 N m à 3 500 tr/min
- Transmission : AR + TCS, boîte de vitesses : manuelle à cinq rapports ou automatique cinq-rapports en option
- Poids : 1 580 kg ; rapport poids/puissance en kg/ch DIN : 5,26 (V8)
- Freins : quatre disques ventilés ; pneus : AV et AR 235/55 ZR 17 (V8 GT), 215/65 R 16 (V6)
- Performances (vitesse maximale) :
  - V8 GT : 248 km/h (limité électroniquement) ; 0 à 100 km/h : 5,1 s (boîte manuelle), 5,5 s (boîte automatique)
  - V6 : 190 km/h (limité électroniquement) : 6,9 s (boîte manuelle), 7,6 s (boîte automatique)
- Consommation moyenne : 12 litres/100 km.
- Nombre de places : 4

### Fiche technique (données constructeur) à partir de 2011
- V8 Ford de 5,0 L, 32 soupapes, Double arbres à cames variable indépendant (Ti-VCT) : injection électronique, puissance : 412 ch, couple maxi : 529 N m, vitesse maximale: 250 km/h
- V6 Ford de 3,7 L, 24 soupapes, Double arbres à cames variable indépendant (Ti-VCT) : injection électronique, puissance : 305 ch

### 2011: nouveaux moteurs V6 et V8
Ford a développé de nouveaux moteurs sur les versions 2011 (disponibles dès 2010).
Un nouveau moteur V8 dont le nom du projet était « Coyote » a été développé par Ford. Les principales innovations sont un bloc en aluminium, l'augmentation de la cylindrée à 5 L et l'ouverture variable des soupapes. Le résultat est une augmentation de puissance (426 ch) et une diminution de consommation de carburant. Un nouveau V6 a été développé sur les mêmes bases d'innovations que le V8 ; la cylindrée est de 3,7 L pour une puissance de 305 ch.
En 2011 (millésime 2012), une version spécifique, la Boss 302, a été présentée sur la base du V8 porté à 450 ch. Un système de double clé appelé « TracKey » permet une gestion électronique offrant deux réglages distincts : conduite normale ou mode « circuit », ce dernier modifiant plus de 200 paramètres dans la gestion du moteur. Trois réglages de direction sont aussi disponibles : « confort », « standard », ou « sport ».
En 2013, le modèle est restylé. Les principaux changements se trouvent aux niveaux des optiques ainsi que la calandre avant qui lui donne des airs de Shelby. Les feux arrière adoptent des LED et le panneau de coffre qui les sépare devient noir laqué. Pour les phares avant ils sont de technologie Hid dès l'entrée de gamme. Les GT commercialisées aux États-Unis conservent les feux antibrouillards dans la calandre tandis que pour les modèles canadiens ils se trouvent en bas du pare-chocs en raison d'une réglementation différente. Autre nouveauté, des grilles d'extraction d'air chaud apparaissent sur le capot des GT. Quelques nouvelles couleurs de carrosserie apparaissent également comme le vert « Gotta Have It Green ».

### Mustang Thunderbirds US Air Force
En 2013, Ford a produit une Mustang unique pour le soixantième anniversaire des Thunderbirds, la patrouille acrobatique de l'US Air Force. Issue de la phase II de la Mustang V, elle possède un V8 de 5 L et un toit vitré. Elle est peinte en blanc, avec de pointes de bleue et de rouge, ainsi que des autocollants rappelant son appartenance aux Thunderbirds. Celle-ci a été vendue pour 398 000 dollars aux enchères au profit du programme Young Eagles (en).

### Galerie

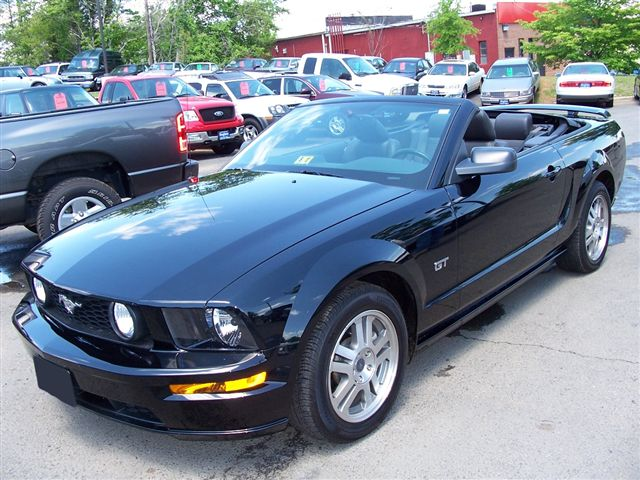
Ford Mustang 2005 GT convertible.
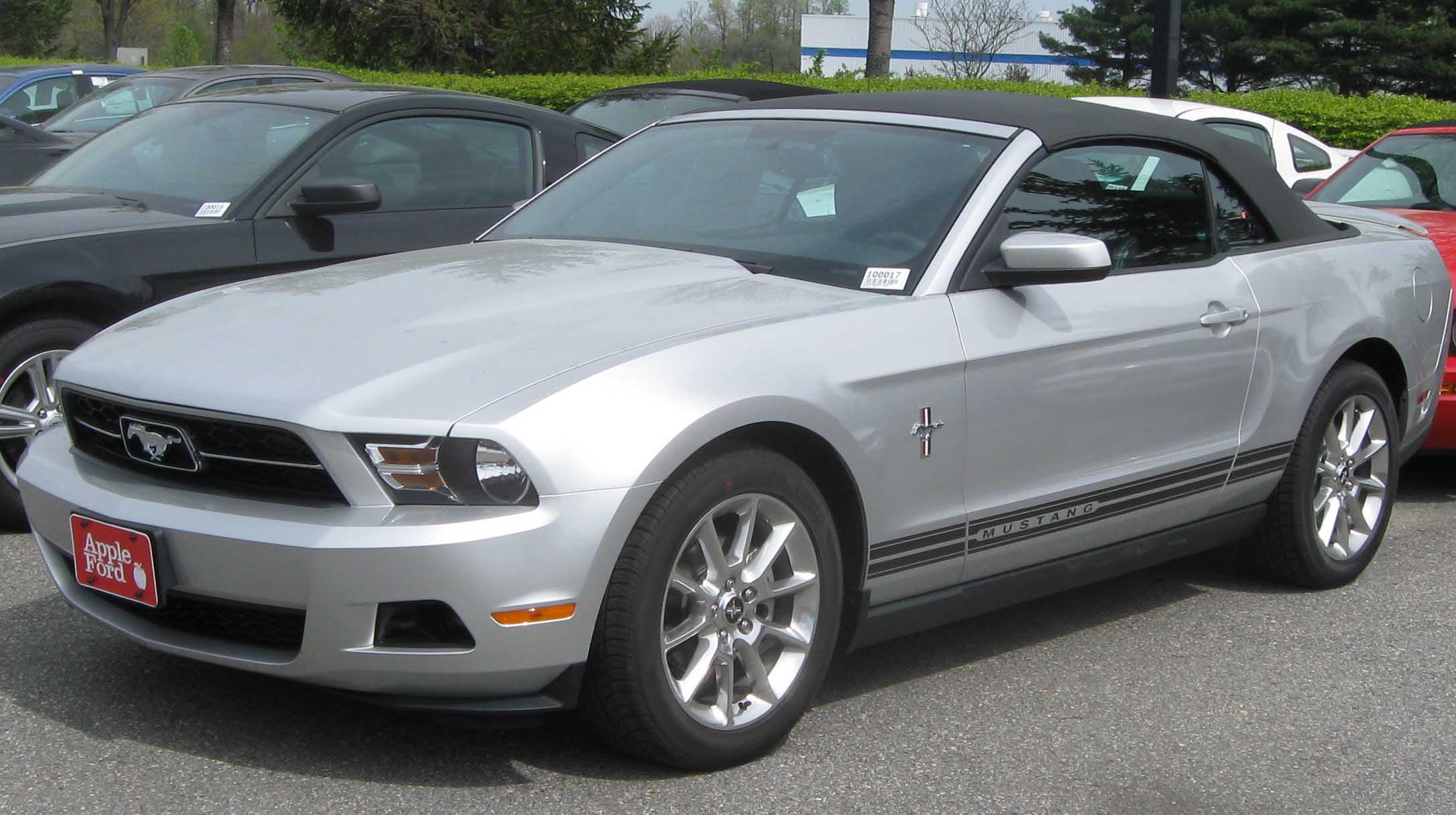
Ford Mustang 2010 convertible.
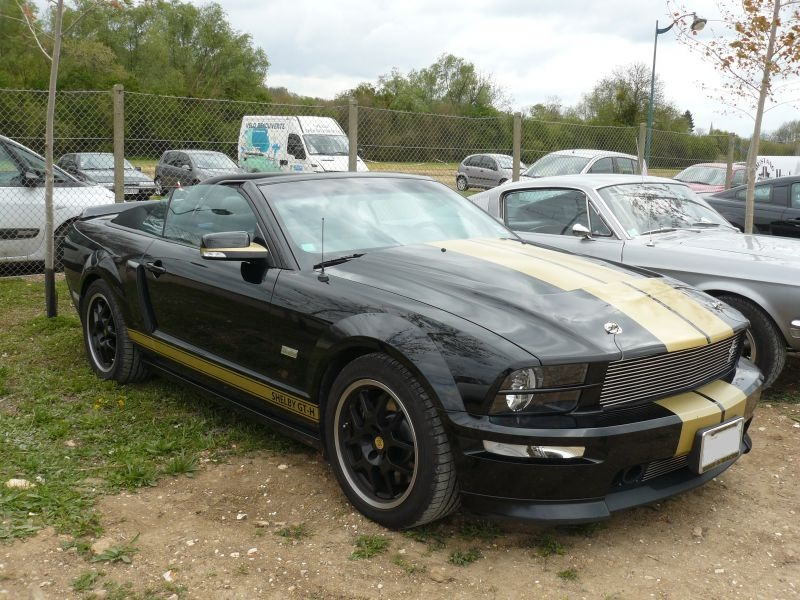
Ford Mustang GT Hertz convertible.
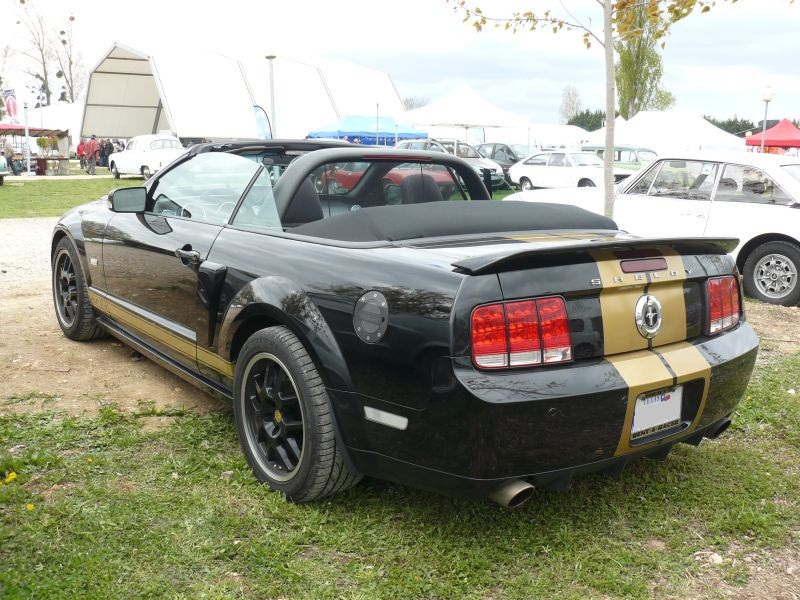
Mustang GT Hertz, arrière.
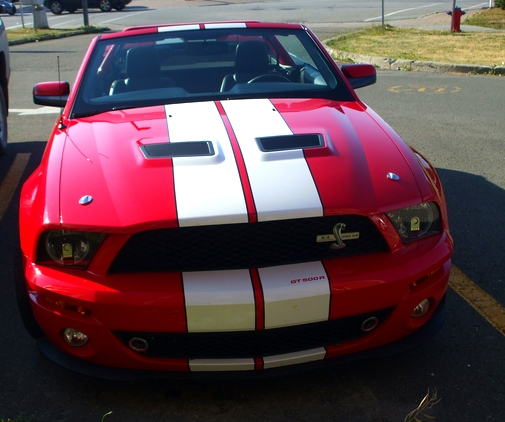
Mustang GT 500R convertible de 5,4 litres et 800 chevaux.

## Ford Mustang VI (2015-2022)
La Ford Mustang VI est présentée au salon international de l'automobile d'Amérique du Nord 2014. Pour le millésime 2014 de la célèbre Pony Car, Ford a annoncé sa commercialisation en Europe. C'est avec cette sixième génération que Ford atteint les dix millions d'exemplaires de Mustang vendus, toutes générations confondues, en août 2018, notamment grâce à sa diffusion mondiale.
La Mustang VI (code S550) est produite dans l'usine de Flat Rock aux États-Unis, dans le Michigan, proche du siège de Ford à Dearborn.

### Phase 1
Afin de séduire le marché spécifique du vieux continent, Ford a prévu le quatre cylindres EcoBoost de 2,3 L (basé sur le 2,3 L EcoBoost de la Focus RS), développant plus de 317 ch en entrée de gamme, en apportant un sérieux plus en matière de consommation et de faibles rejets polluants. L'offre européenne comprend aussi le V8 Coyote (version GT), qui a fait son succès outre-Atlantique mais pas le V6.
En 2015, 2016 et 2017, la Ford Mustang VI obtient le titre de « coupé sportif le plus vendu au monde ». À l'inverse, en France, ses ventes s'écroulent de 46,2 % pour l'année 2017 avec 942 ventes, notamment à cause du malus écologique très important qui l'affecte. Malgré une mise à jour de son système d'infotainment Sync3, reconnaissable par une petite bulle couleur carrosserie sur le toit (fastback) ou la malle de coffre (convertible).
418 000 Mustang ont été vendues dans le monde en trois ans.

Ford Mustang VI Cabriolet
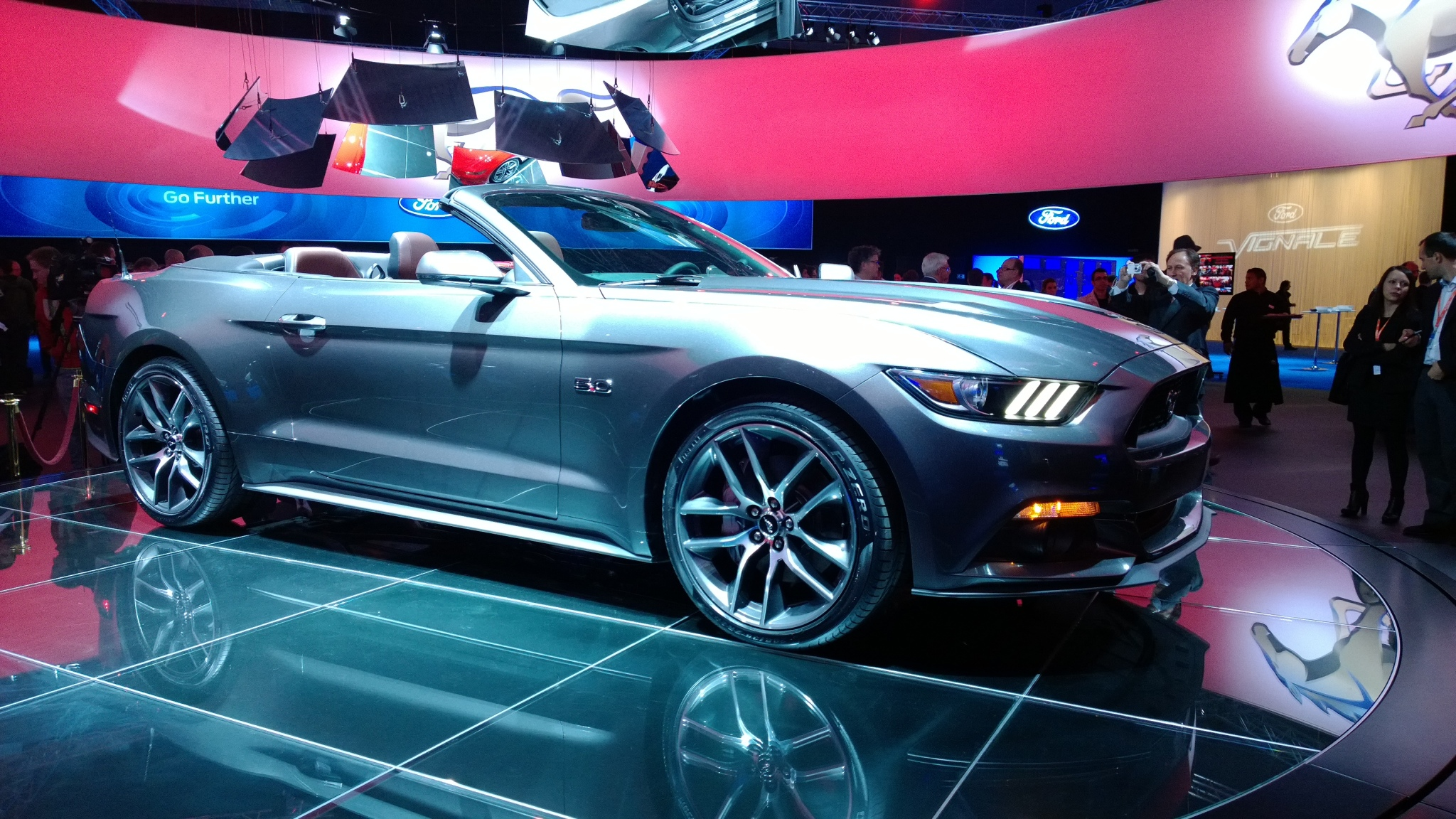
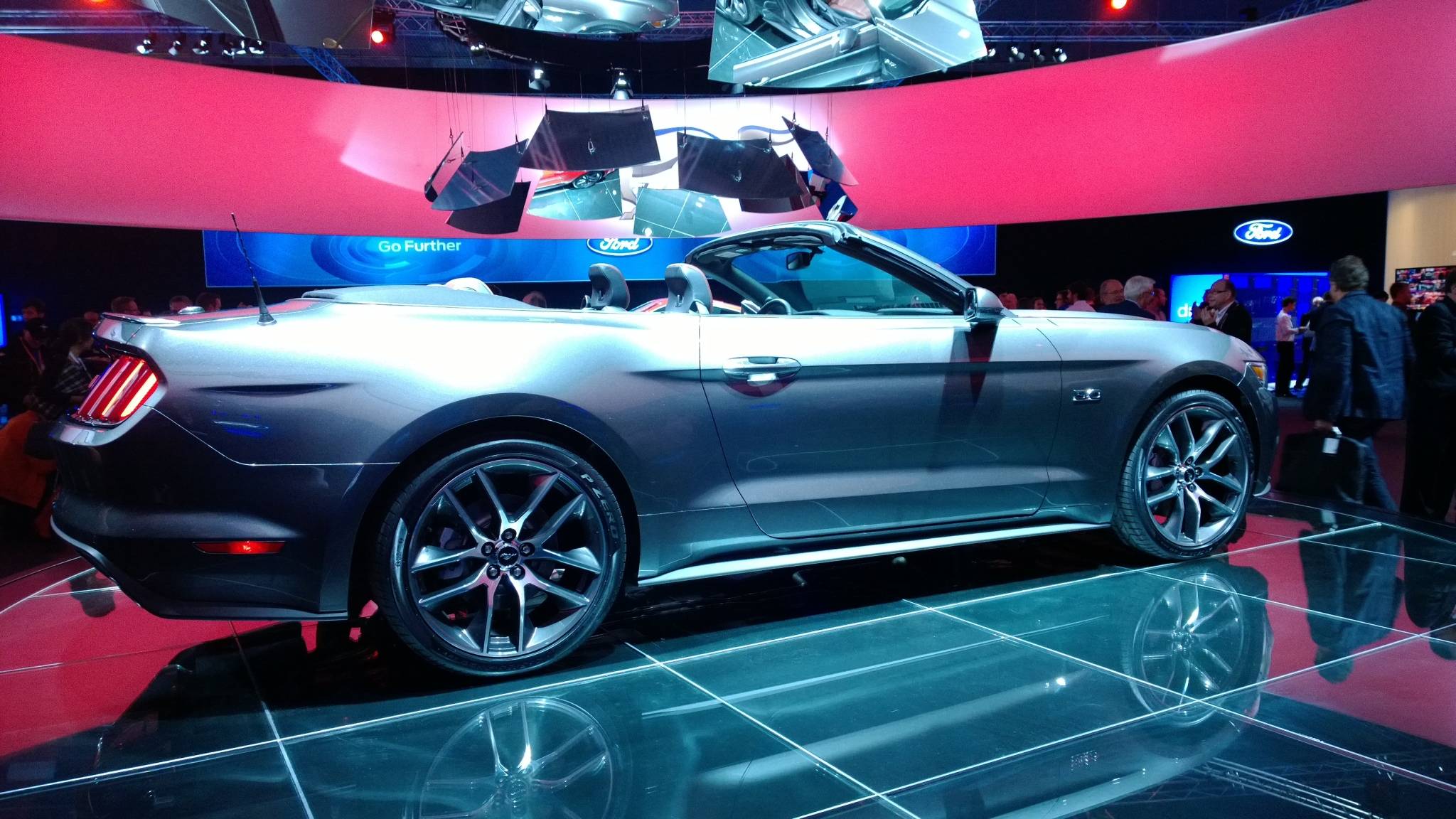

#### Motorisations
|                           | 2.3 EcoBoost Fastback      | 2.3 EcoBoost Fastback         | 2.3 EcoBoost Cabriolet     | 2.3 EcoBoost Cabriolet        | 5.0 V8 Fastback            | 5.0 V8 Fastback               | 5.0 V8 Cabriolet           | 5.0 V8 Cabriolet              |
| Moteur                    | 4-cylindres en ligne       | 4-cylindres en ligne          | 4-cylindres en ligne       | 4-cylindres en ligne          | V8                         | V8                            | V8                         | V8                            |
| Admission                 | Turbocompressé             | Turbocompressé                | Turbocompressé             | Turbocompressé                | Atmosphérique              | Atmosphérique                 | Atmosphérique              | Atmosphérique                 |
| Cylindrée (cm3)           | 2 261                      | 2 261                         | 2 261                      | 2 261                         | 4 951                      | 4 951                         | 4 951                      | 4 951                         |
| Puissance maximale (ch)   | 317                        | 317                           | 317                        | 317                           | 421                        | 421                           | 421                        | 421                           |
| au régime de (tr/min)     | 5 700                      | 5 700                         | 5 700                      | 5 700                         | 6 500                      | 6 500                         | 6 500                      | 6 500                         |
| Couple maximal (N m)      | 434                        | 434                           | 434                        | 434                           | 530                        | 530                           | 530                        | 530                           |
| au régime de (tr/min)     | 2 500                      | 2 500                         | 2 500                      | 2 500                         | 4 250                      | 4 250                         | 4 250                      | 4 250                         |
| Boîte de vitesses         | Manuelle 6 rapports (BVM6) | Automatique 6 rapports (BVA6) | Manuelle 6 rapports (BVM6) | Automatique 6 rapports (BVA6) | Manuelle 6 rapports (BVM6) | Automatique 6 rapports (BVA6) | Manuelle 6 rapports (BVM6) | Automatique 6 rapports (BVA6) |
| Transmission              | Propulsion                 | Propulsion                    | Propulsion                 | Propulsion                    | Propulsion                 | Propulsion                    | Propulsion                 | Propulsion                    |
| Vitesse maximale (km/h)   | 233                        | 233                           | 233                        | 233                           | 250                        | 250                           | 250                        | 250                           |
| 0-100 km/h (s)            | 5,8                        | 5,8                           | 5,8                        | 5,8                           | 4,8                        | 4,8                           | 4,8                        | 4,8                           |
| Consommation (L/100 km)   | 10,1/6,8/8,0               | 14,5/7,3/9,9                  | 10,4/6,9/8,2               | 14,1/7,7/10,0                 | 20,1/9,6/13,5              | 18,6/8,2/12,0                 | 20,1/9,8/13,6              | 19,9/8,7/12,1                 |
| Émissions de CO2 (g/km)   | 179                        | 228                           | 184                        | 229                           | 299                        | 281                           | 306                        | 289                           |
| Masse à vide (kg)         | 1 655                      | 1 653                         | 1 715                      | 1 718                         | 1 720                      | 1 732                         |                            |                               |
| Capacité du réservoir (L) | 59                         | 59                            | 59                         | 59                            | 59                         | 59                            | 59                         | 59                            |
| Norme environnementale    | Euro 6                     | Euro 6                        | Euro 6                     | Euro 6                        | Euro 6                     | Euro 6                        | Euro 6                     | Euro 6                        |

### Phase 2

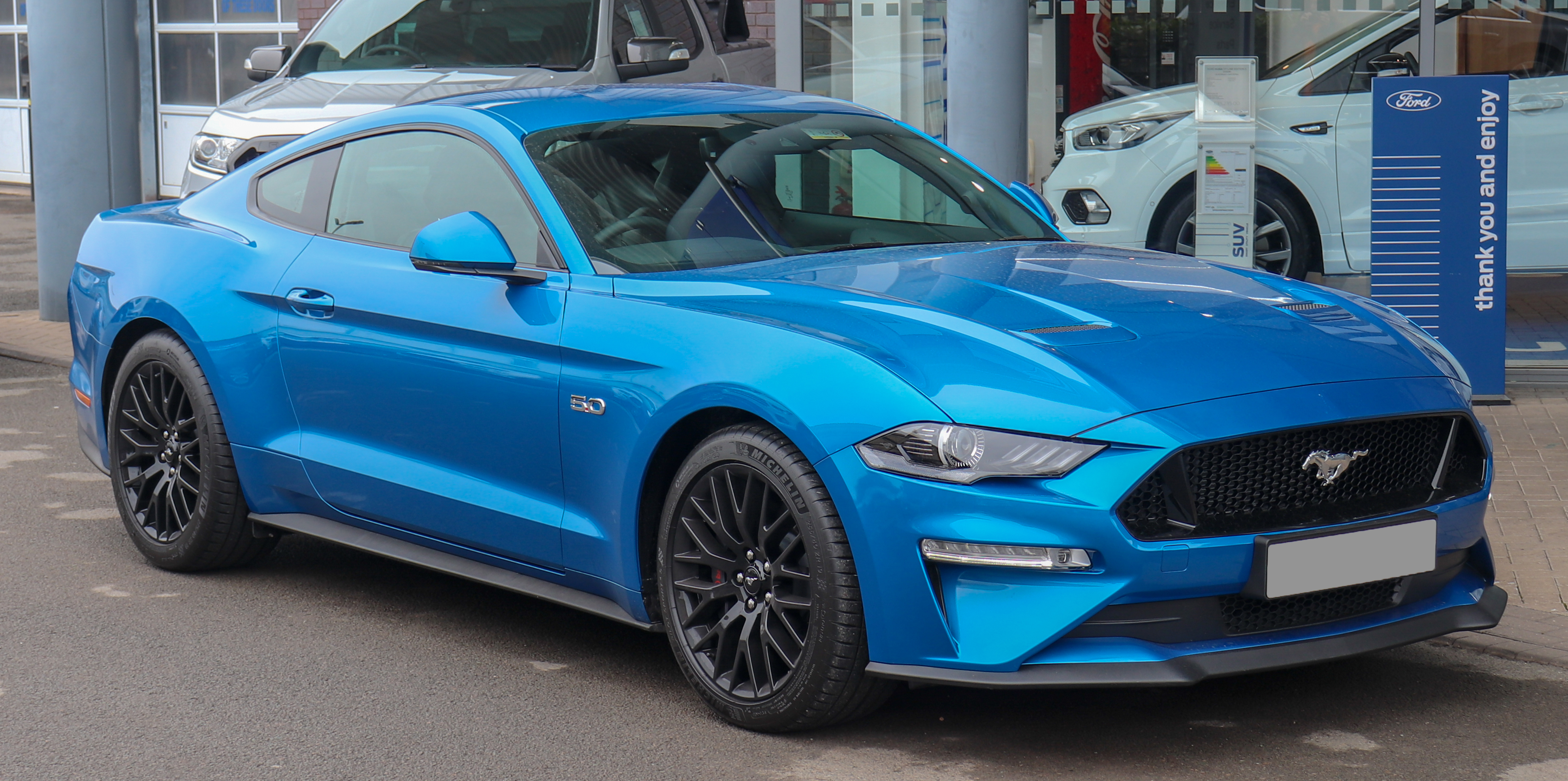
Ford Mustang restylée

En janvier 2017, une Mustang restylée est annoncée pour le millésime 2018 : la face avant est revue avec un nouveau bouclier, la calandre est plus large, le capot et les phares sont redessinés. La partie arrière subit également un rafraîchissement avec un nouveau pare-choc et un nouveau diffuseur, et les feux arrière sont redessinés et 100 % Full LEDs. Elle reçoit de nouveaux équipements la mettant au niveau de la concurrence avec un volant chauffant, un limiteur de vitesse, un amortissement magnétique et un échappement actif (de série sur GT), ainsi que le système d'info-divertissement compatible Apple CarPlay et Android Auto (apparu sur les Phase 1 en 2017 uniquement). À cette occasion Ford supprime le V6 du catalogue américain n'offrant plus que le moteur 2,3 L EcoBoost quatre cylindres et le V8 de 5 L.
La nouvelle Mustang est proposée à l'automne 2017 avec une boîte manuelle à six rapports ou une boîte automatique à dix rapports, et elle est dotée d'une instrumentation 100 % numérique de 30 cm de diagonale à la place des compteurs. En outre, le moteur V8 développe 450 ch et 529 N m contre 421 pour la précédente version grâce à une double injection, directe et indirecte. La version EcoBoost quant à elle voit sa puissance diminuée à 290 ch avec 440 N m au lieu des 317 ch de la version 2015 pour répondre aux critères environnementaux.
En juillet 2019, Ford supprime de son catalogue (France) la version EcoBoost, ne proposant désormais que la version GT et Bullitt
En 2020, Ford lance un SUV 100 % électrique appelé « Ford Mustang Mach-E ». Concurrents des Audi e-tron, Mercedes-Benz EQC, Tesla Model X et Y.

#### Motorisations
|                            | 2.3 EcoBoost                                                  | 5.0 V8                                                        |
| Moteur                     | 4-cylindres en ligne                                          | V8                                                            |
| Admission                  | Turbocompressé                                                | Atmosphérique                                                 |
| Cylindrée (cm3)            | 2 261                                                         | 4 951                                                         |
| Puissance maximale ch (kW) | 290 (213)                                                     | 450 (331)                                                     |
| au régime de (tr/min)      | 5 400                                                         | 7 000                                                         |
| Couple maximal (N m)       | 440                                                           | 529                                                           |
| au régime de (tr/min)      | 3 000                                                         | 4 600                                                         |
| Transmission               | Propulsion                                                    | Propulsion                                                    |
| Boîte de vitesses          | Manuelle à 6 rapports (BVM6) Automatique à 10rapports (BVA10) | Manuelle à 6 rapports (BVM6) Automatique à 10rapports (BVA10) |
| Vitesse maximale (km/h)    |                                                               | 250                                                           |
| 0-100 km/h (s)             |                                                               |                                                               |
| Consommation (L/100 km)    | 9,0                                                           | 12,4                                                          |
| Émissions de CO2 (g/km)    | 199                                                           | 277                                                           |

### Séries spéciales
- 50th Anniversary
- Shadow Edition
- Blue Edition
- California Special
- Black Shadow Edition
- Mustang55[30] : en juillet 2019, Ford dévoile une série spéciale anniversaire (55 ans) qui rend hommage à la première Mustang sortie en 1964. À l'extérieur on note des bandes noires sur le capot ainsi que sur les flancs. De plus quatre nouvelles couleurs sont disponibles. Le logo de la calandre devient foncé et elle peut adopter un aileron en option. À l'intérieur, les inserts sont en carbone et la casquette est en cuir. Les sièges sont en alcantara. Les pommeaux de levier de vitesses aussi bien manuelle qu'automatique sont exclusifs.
- Ice White Edition[31]

### Bullitt
À l'occasion des 50 ans de la sortie du film Bullitt (1968) réalisé par Peter Yates, avec Steve McQueen, Ford lance une série spéciale hommage, la Mustang Bullitt, basée sur la Mustang restylée. Elle est présentée au salon de Détroit 2018 par Molly McQueen, la petite-fille de l'acteur et pilote automobile.
La Bullitt 2018 reprend les caractéristiques physiques de son aînée Ford Mustang Fastback V8 GT390 de 1968, elle est livrée avec :
- la même teinte « Dark Highland Green » ;
- des jantes 19 pouces ;
- une calandre noires au contour chromé ;
- des surpiqûres sur le tableau de bord ;
- un pommeau de levier de vitesses rond et blanc en Bakélite ;
- sellerie cuir spécifique ;
- des badges « Bullitt » spécifiques (volant, coffre...) ;
- et perd son sigle « Mustang » sur la calandre[34].

La Bullitt est motorisée par le V8 5 litres porté à 481 ch (460 ch en France) et 570 N m de couple, accouplé uniquement avec la boîte manuelle à six rapports pour une vitesse maximale de 260 km/h. Cette amélioration de ses caractéristiques a été rendue possible par l'adoption de quelques pièces issues de la Shelby GT350, notamment au niveau de l'admission. Le filtre à air est dorénavant un cône en coton, le papillon et le collecteur d'admission sont ceux de la GT350. Associées à une cartographie revue, ces modifications permettent au V8 Coyote d'atteindre sa puissance maxi à 7 250 tr/min !!!

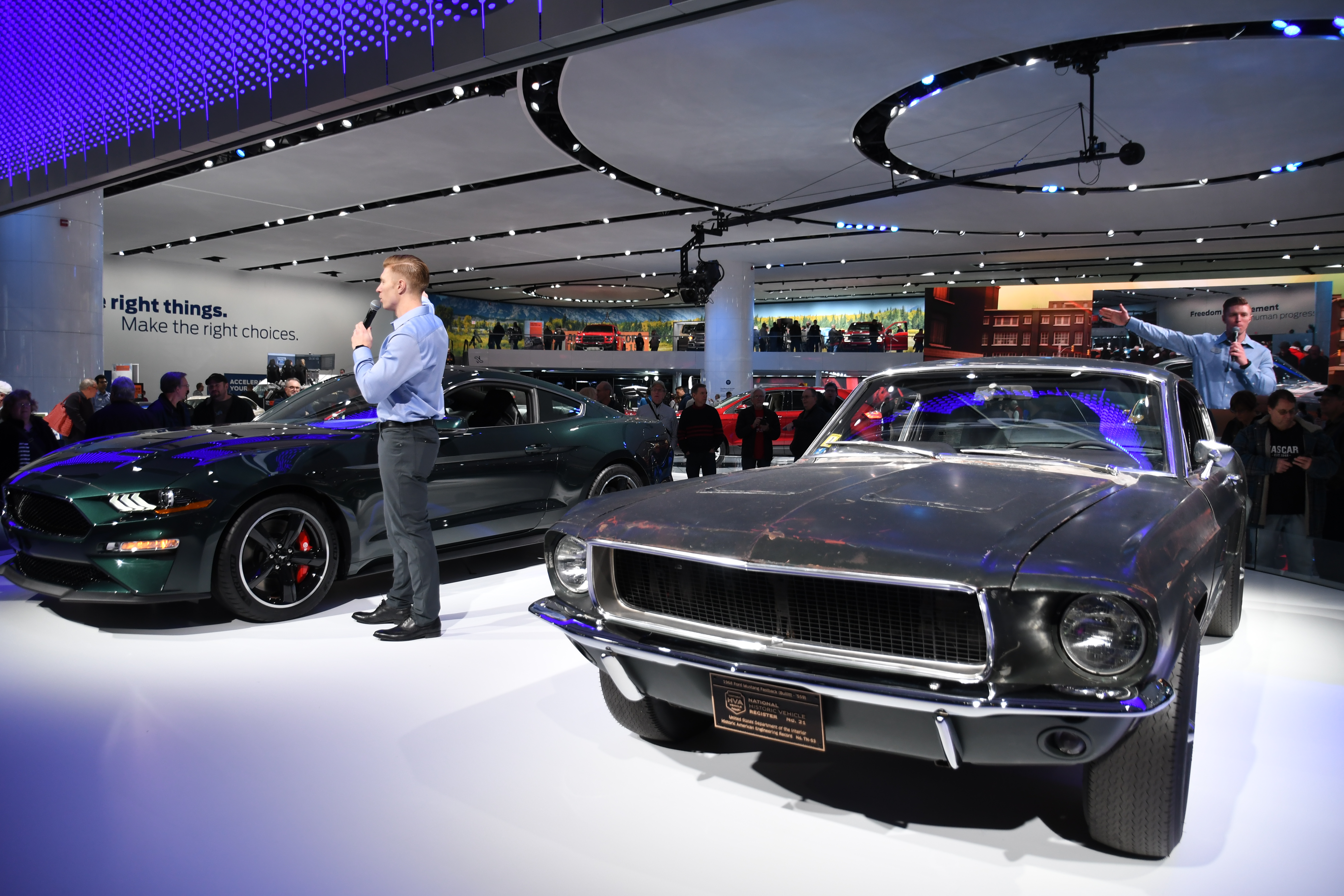
Ford Mustang Bullitt 1968 et 2018.

Le premier exemplaire de la série spéciale Bullitt (numéro de série VIN 001) a été vendu aux enchères le 18 janvier 2018 à Scottsdale aux États-Unis par la maison de ventes aux enchères Barrett-Jackson. Présentée par Chad McQueen, le fils de Steve Mc Queen, elle a atteint 300 000 dollars au profit de la Boys Republic, une école privée, sans but lucratif, non scolaire, de Chino Hills en Californie, qui s'occupe des jeunes en difficulté et par laquelle Steve McQueen est passé dans sa jeunesse en 1946.
Elle est présentée en mars 2018 au salon de Genève avant sa commercialisation en Europe à partir du mois de juin 2018,.

### Shelby GT350
En janvier 2017, Ford présente la Mustang Shelby Gt350 en honneur à la Shelby Gt350 de 1965. La voiture est alimentée par un V8 atmosphérique développant 520ch.
Point de vue carrosserie, quelques modifications sont apportées telles que le logo Shelby dans la calandre côté gauche, le logo sur la malle arrière, un kit carrosserie (lame avant, diffuseur arrière), 4 sorties de pot et une prise d'air spécifique sur le capot. On retrouve également les deux bandes.
L'intérieur est également personnalisé. On y retrouve la plaque numérotée du châssis entre autres.

### Shelby GT500
En janvier 2019, Ford présente la version Shelby de sa Mustang, la Shelby GT500 au salon de Détroit 2019. Motorisée par un moteur V8 de 760 ch, elle se caractérise par des prises d'air redessinées, un capot moteur bombé et un aileron arrière en carbone.

### Mustang Lithium
En novembre 2019, Ford présente la version électrique de la Mustang. Dénommée Lithium, elle est équipée d'un moteur développant 900 ch pour 1 355 N m de couple.
La puissance est transmise aux roues arrière via une boîte de vitesses manuelle à 6 rapports.

### Mustang Mach 1

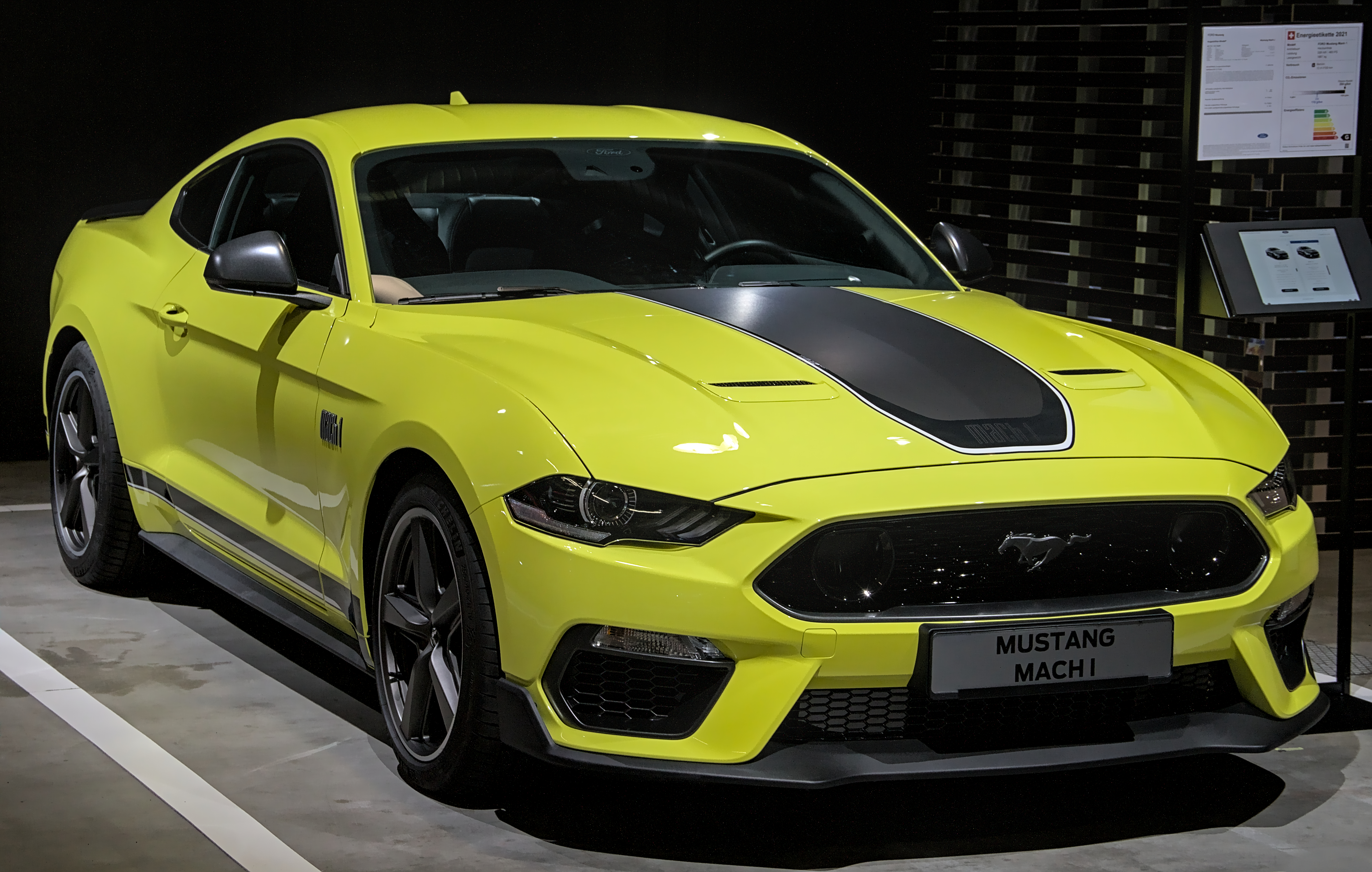
Ford Mustang Mach 1

Ford dévoile la Mustang Mach 1 le 16 juin 2020 pour une commercialisation au printemps 2021. Elle est motorisée par le V8 5.0 dont la puissance est portée à 480 ch et accouplé à la boîte manuelle Tremec à six rapports de la Shelby GT350 ou la boîte automatique à dix rapports en option.
La Mustang Mach 1 bénéficie d'un style spécifique, avec des jantes de 19 pouces exclusives et des bandes bi-tons sur son capot et ses jupes latérales.

## Ford Mustang VII (2023-)
La Ford Mustang VII (type S650) est présentée au salon de Détroit, le 14 septembre 2022.
Reposant sur la plateforme technique de la Mustang VI, l'intérieur est doté d'une planche de bord modernisée qui reçoit une double dalle numérique composée d'un écran pour l'instrumentation de 12,4 pouces et d'un écran tactile pour l'info-divertissement de 13,2 pouces orienté vers le conducteur, et équipée du système Ford SYNC 4.

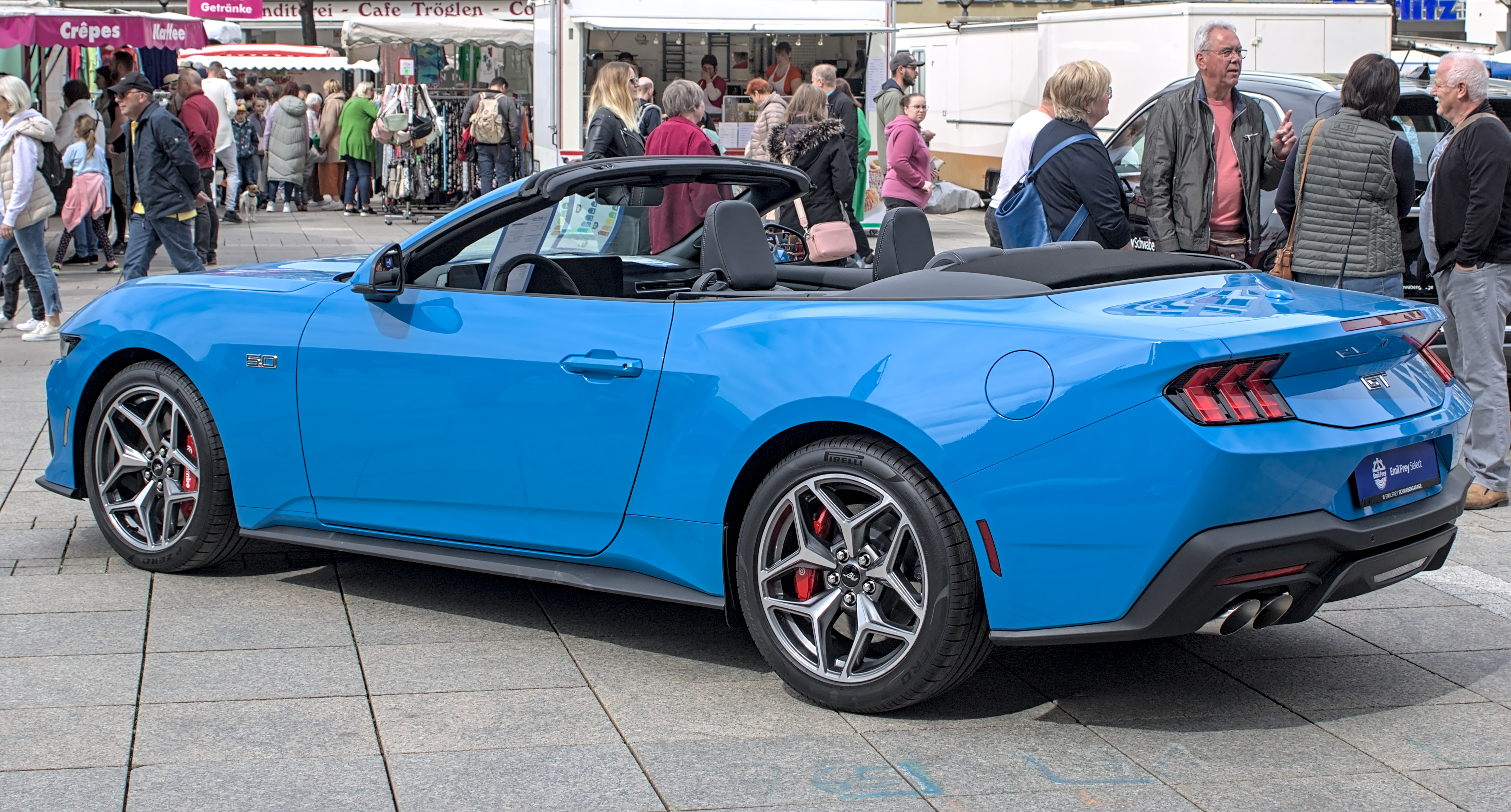
Ford Mustang VII Convertible

La Mustang VII reprend les motorisations de la Mustang VI.
Mustang Dark Horse

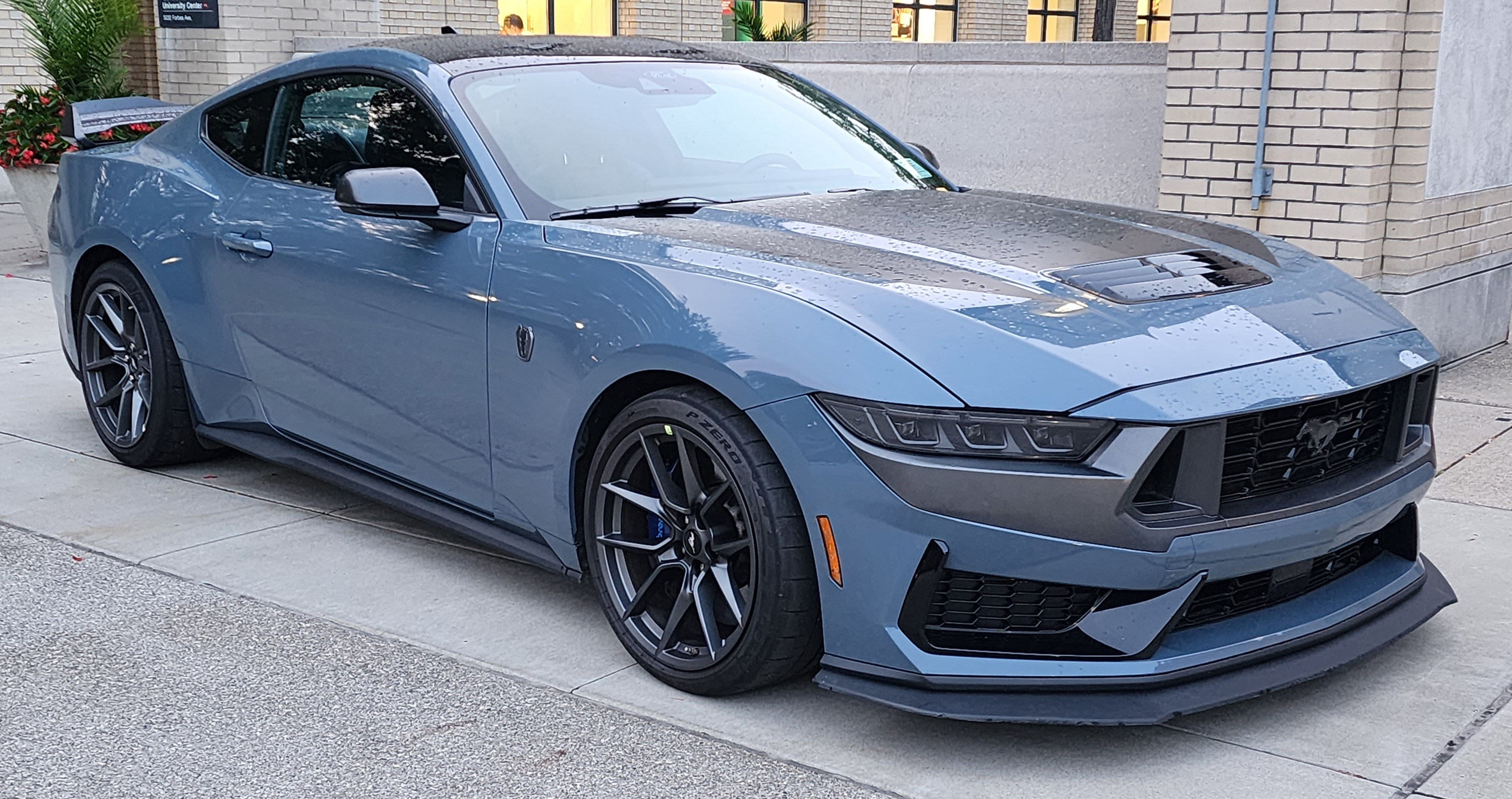
Ford Mustang Dark Horse 2024

Avec la 7e génération de Mustang, Ford dévoile un nouveau label sportif destinée aux versions homologuées ou non pour la route. Les Mustang Dark Horse (Cheval sombre) reçoivent des équipements renforçant leur caractère sportif avec un différentiel à glissement limité, châssis adapté, barre stabilisatrice arrière, amortisseurs MagneRide adaptatifs, étriers de frein Brembo à 6 pistons, refroidissement renforcé, nouveau radiateur, renforts de jambes de force...
Mustang Dark Horse R
En 2023, Ford Performance, le Domaine sportif de Ford, dévoile la Mustang Dark Horse R, une MuscleCar destinée à la piste, une version extreme de la Dark Horse. Cette Mustang est la plus performante mustang de la 7e génération en 2023, la production commencera en 2024.
Mustang Dark Horse GT3
Basée sur la Dark Horse de 2024, le Dark Horse GT3 est conçue  pour le Championnat du monde d'endurance FIA, très attendue aux 24 Heures du Mans 2024 dans la catégorie GT3.
Mustang Dark Horse GT4
Egalement basée sur la Dark Horse, la version GT4 de la 7e génération de Mustang compte bien s'imposer dans la catégorie SRO Motorsports Group GT4.
À l'Arena Futuroscope de la Vienne, 1 400 Ford Mustang ont été exposées pour célébrer les 60 ans du modèle, attirant des passionnés de toute la France du 19 au 21 avril 2024.

## Dans la culture populaire
En cinquante ans, la voiture est apparue dans environ 500 films, la plus mythique apparait dans Bullitt (1968) où un modèle GT390 Fastback vert est conduit par Steve McQueen. La voiture présente dans Bullitt a d'ailleurs été vendue au prix de 3,7 millions de dollars le 14 janvier 2020.
En France, une Ford Mustang est conduite par les personnages principaux des films Le Gendarme de Saint-Tropez (1964) et Un homme et une femme (1966). Dans les années yéyé, elle apparait dans les magazines pilotée par Johnny Hallyday et Claude François.
Serge Gainsbourg lui consacre un titre en 1968 sur son huitième album Initials B.B..
Dans le film britannique Goldfinger (1964), une Ford Mustang convertible de 1964 est conduite par Tilly Masterson (jouée par Tania Mallet) pendant la poursuite en Suisse contre l'Aston Martin DB5 de James Bond.
James Bond est récupéré aux Bahamas par son ennemie Fiona Volpe (Luciana Paluzzi) qui le reconduit à son hôtel à bord d'une Mustang cabriolet bleu ciel de 1965 dans le film Opération Tonnerre (1965).
Dans le film Les diamants sont éternels (1971), c'est une Ford Mustang Mach 1 de 1971 de couleur rouge.
Dans La Grande Casse (1974), on voit une Ford Mustang fastback 1973 jaune baptisée "Eleanor".
Jean-Paul Belmondo, dans Le Marginal (1983), poursuit une Plymouth Volare avec une Ford Mustang Coupé hard top de 1967 code "K" Hi-Po blindée.
En 1991, dans Point Break, Keanu Reeves prend le volant d’une Mustang Mach 1 de 1970.
Dans Basic Instinct (1992), Nick Curran (Michael Douglas) conduit une Ford Mustang 5.0 V8 GT convertible bicolore de 1991.
Dans le film U-Turn (1997), la Ford Mustang cabriolet rouge 1965 de Bobby (incarné par Sean Penn) tombe en panne dans un petit village désertique.
Dans 60 secondes chrono (2000) (remake du film La Grande Casse de 1974), on voit une Ford Mustang Fastback Shelby GT500E de 1967 baptisée "Eleanor".
Dans Vanilla Sky – 2002, David Aames, le personnage principal incarné par Tom Cruise conduit une Mustang Fastback de 1967.
Dans Détour mortel (2003), Chris (Desmond Harrington) est au volant de sa Mustang 1967 coupé hardtop bleue. En raison d’un accident de la circulation, il choisit d’emprunter un itinéraire bis puis se trouve entouré par des cannibales consanguins aux visages déformés...
Dans La Guerre des Mondes – 2005 de Steven Spielberg, Tom Cruise conduit une Mustang Shelby GT350 "Hertz" Fastback de 1966.
Dans Fast and Furious: Tokyo Drift – 2006, troisième opus de la saga Fast and Furious, au Japon, c'est une Ford Mustang Fastback de 1967 qui est la voiture principale du film, celle avec laquelle le jeune Sean va aller défier l’antagoniste DK (Drift King) dans une course de drift en montagne.
Dans le film Je suis une légende (2007), le héros conduit une Ford Mustang rouge à bande blanche, une Shelby Cobra GT500 de 2007.
Dans le film Course à la mort – 2008, Jason Statham courre à bord d'une Mustang cinquième génération customisée à l'allure de char d’assaut et lourdement armée.
Dans la série Le Retour de K 2000 (2008-2009), la voiture de la série K3000 du modèle développé par Knight Industries est une Ford Mustang Shelby GT500 KR de 2008 disposant d'un mode grande vitesse, pouvant changer de couleur et se transformer en d'autres véhicules.
Dans le film Drive (2011), le personnage principal conduit une Ford Mustang GT Premium (2011) lors de la séquence de course poursuite.
Dans le jeu vidéo Need for Speed: Rivals, en tant que pilote il est possible de conduire une Ford Mustang GT (2013).
Dans le film Need For Speed (2014), Aaron Paul conduit une Shelby GT500 Super Snake Wide Body de 2013, équipée d’un V8 suralimenté de 5,8 litres produisant 662 puis 850 chevaux. Julia (Imogen Poots) l'attend à sa sortie de prison dans une Ford Mustang rouge 2015 de sixième génération.
Adonis Johnson, le personnage principal du film américain Creed : L'Héritage de Rocky Balboa (2015), possède puis perd une Ford Mustang lors d'un défi l'opposant à un professionnel de la boxe.
Dans le film John Wick (2014) et sa suite John Wick 2 (2017), Keanu Reeves jouant le rôle titre possède une Mustang Fastback Boss 429 de 1969 (en fait c'est une Mach 1 qui est utilisée dans les films). Les deux films sont centrés sur le vol de la précieuse voiture du maître assassin à la retraite.
Le film Le Mans 66 (2019) montre la révélation de la Mustang originale en 1964 dans une scène emblématique où Carroll Shelby (joué par Matt Damon) prononce un discours devant la foule.